# مجرة

صورة بالضوء المرئي لمجرة حلزونية ويلاحظ الغبار الكوني فيها ويمكن مشاهدة الأذرع الحلزونية بوضوح.

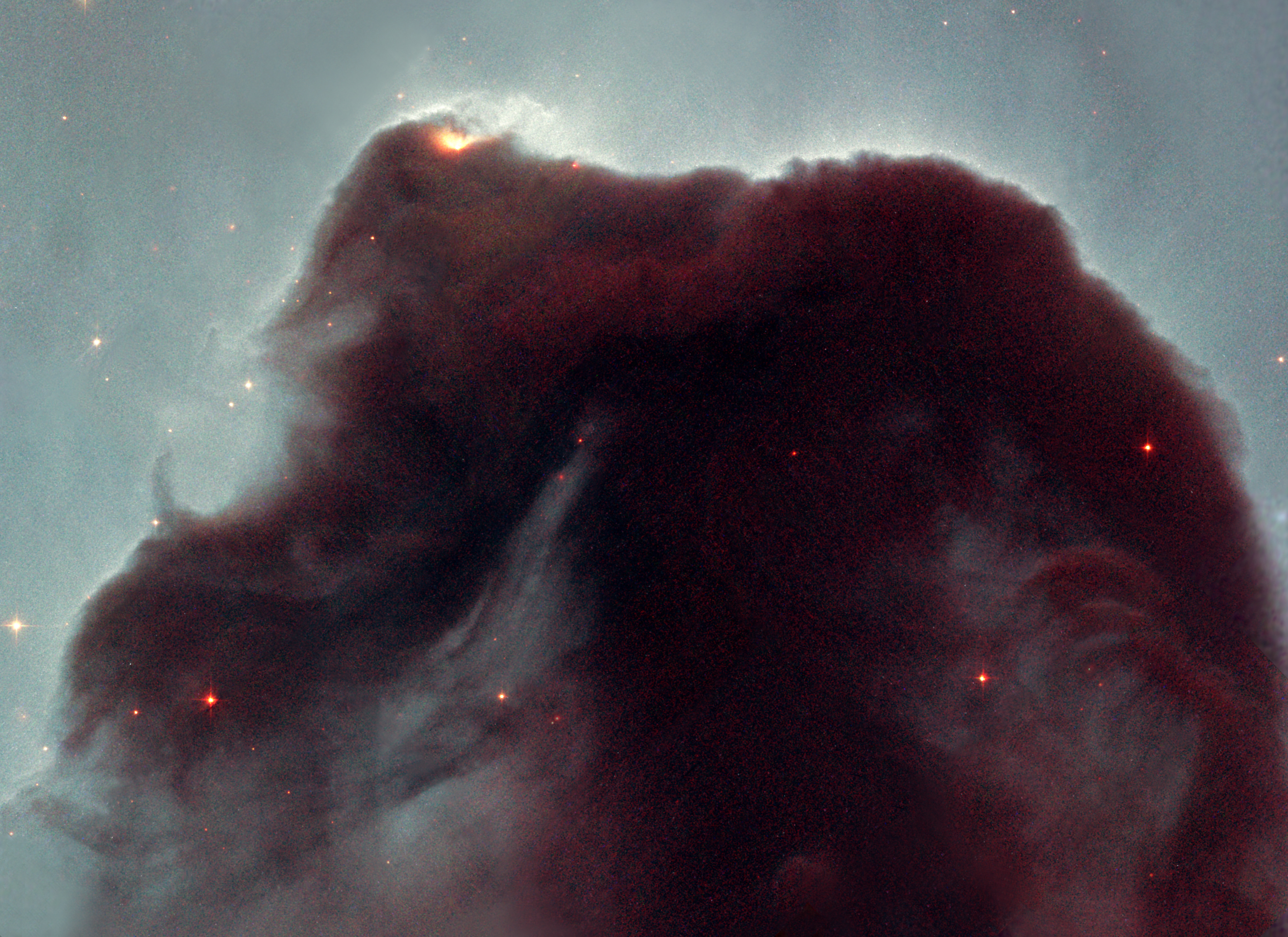
سديم رأس الحصان كما صوره تلسكوب هابل الفضائي.

المجرة هي تجمعات هائلة الحجم تحتوي على مليارات النجوم والكواكب والأقمار والكويكبات والنيازك، وتحتوي كذلك على غبار كوني ومادة مظلمة، وبقايا نجمية، وتتخللها مجالات مغناطيسية مروعة، وكلمة مجرة مشتقّة من الجذر اللغوي «مجر» وتعني «كثير الدهم».
تتراوح أحجام المجرات وأعداد النجوم فيها بين بضعة آلاف في المجرات القزمة، إلى مائة ترليون نجم في المجرات العملاقة، وكلها باختلاف أحجامها تتخذ من مركز ثقل المجرة مداراً لها. وتُصنف المجرات بناءً على شكلها المرئي إلى ثلاث فئات رئيسة هي: الإهليجية، والحلزونية، وغير المنتظمة.
يُعتقد أن الكثير من المجرات تحوي ثقباً أسوداً هائلاً في نواتها النشطة، ودرب التبانة مثال على ذلك لوجود الثقب الأسود الهائل المسمى بـ«الرامي أ» في مركزها، وهو ذو كتلة أكبر من كتلة شمسنا بأربعة ملايين مرة. حتى شهر مايو عام 2015 تعتبر المجرة إي جي أس-زد أس 8-1 أبعد مجرة على الإطلاق بمسافة تبعد عنّا حوالي 13.1 مليار سنة ضوئية، وبكتلة تقدر بـ15% من كتلة درب التبانة.
يُعتقد أن هناك قرابة 170 مليار مجرة في الكون المنظور، لكن الاكتشافات العلمية الحديثة تخالف ذلك وتنبئ عن وجود عدة ترليونات من المجرات، على مسافات تصل إلى ملايين الفراسخ، وهذا اعتماداً على كتلة المجرة وحجمها.
الفضاء بين المجري مليء بغازات فضفاضة للغاية بكثافة تقدر بحوالي أقل من ذرّة واحدة لكل متر مكعب. أغلب المجرات تنتمي إلى عناقيد مجرية، وذلك بسبب تأثير الجاذبية عليها، وتتراكب بهذا الشكل حتى تُكوّن أكبر الهياكل والبُنى الكونية على الإطلاق وهي الخيوط المجريّة المحاطة بالفراغ.
أول المجرات المرصودة خارج درب التبانة هي مجرة المرأة المسلسلة، وكان ذلك عام 964 ميلادية، على يد عالم الفلك المسلم عبد الرحمن بن عمر الصوفي، تليها سحابة ماجلان التي رصدها العالم نفسه.
تم التراجع عن البحث الذي نشر في عام 2016 والذي كان يقول بأن عدد المجرات في الكون المرئي 200 مليار مجرة (2×1011) إلى 2 تريليون (2×1012) مجرة أو أكثر وهو مجرد اقتراح. أغلب المجرات يتراوح قطرها ما بين 1000 و100،000 فرسخ فلكي (حوالي 3000 إلى 300,000 سنة ضوئية).
للمقارنة، يبلغ قطر مجرة درب التبانة حوالي 30,000 فرسخ فلكي (حوالي 100,000 سنة ضوئية) وتبعد عن مجرة المرأة المسلسلة وهي أقرب مجرة لها بـ 780,000 فرسخ فلكي (حوالي 2.5 مليون سنة ضوئية).
يتم تنظيم أو توزيع غالبية المجرات على شكل تجمع مجري، وهما نوعان تجمع عنقود مجري وتجمع عنقود مجري هائل.
تعد درب التبانة جزء من المجموعة المحلية، التي تهيمن عليها درب التبانة والمرأة المسلسلة وهي جزء من عنقود مجرات العذراء العظيم. أكبر المجرات التي تم التعرف عليها تتواجد في تجمع عنقود مجري هائل وسميت عنقود لانياكيا، والتي تحتوي على عنقود مجرات العذراء العظيم.

## تحرير اللفظ

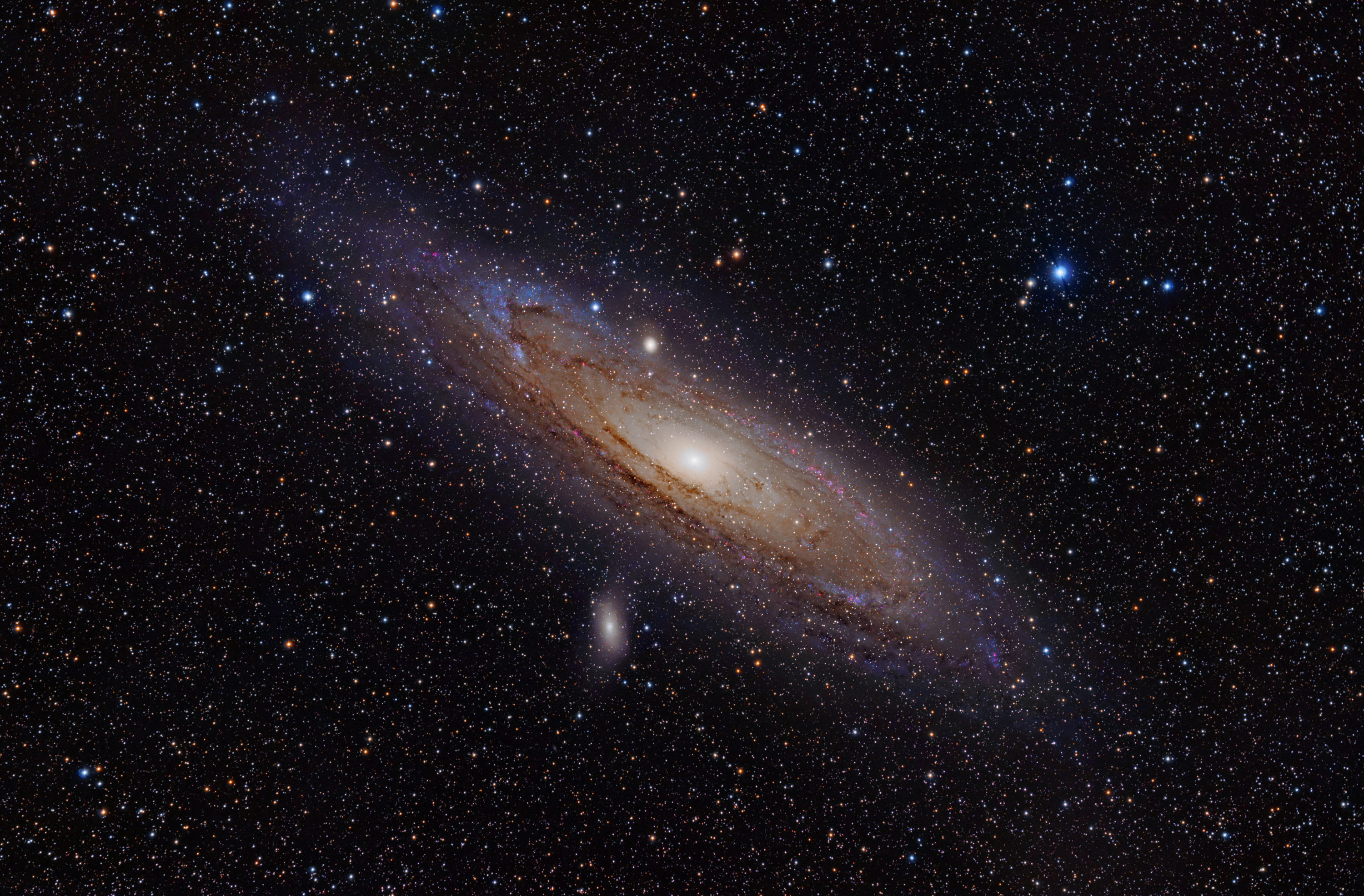
مجرة المرأة المسلسلة

كلمة مجرة مشتقة من جذر لغوي عربي هو «مَجَرَ» ويعني الكثير والدّهم، وقيل مَجِرَتِ الشاة مَجراً وأمْجَرَتْ وهي تُمْجِر إذا عظُم ما في بطنها وانتفخ وأصابها الهزل بسببهِ فلم تعد تطيق القيام به، وقال أحد الأعراب:
ومنه قيل جيشٌ مَجْرُ أي كثيرٌ جداً، وقال الأصمعي: المُجْر بالتسكين تعني الجيش العظيم المجتمع. وقال ابن نباتة السعدي (327هـ):
اكتشفت المجرات في البداية بواسطة جهاز التلسكوب وتعرف باسم السدم الحلزونية. اعتبرها معظم علماء الفلك في القرن الثامن عشر حتى القرن التاسع عشر إما تجمعات نجمية لم يتم حلها أو سديم مغمور، وكان يُعتقد أنها مجرد جزء من درب التبانة، لكن تكوين المجرات وطبيعتها الحقيقية ظلت لغزًا.
بدأت الملاحظات التي تستخدم تلسكوبات أكبر لعدد قليل من المجرات الساطعة القريبة، مثل مجرة المرأة المسلسلة حيث أصبحت في تجمعات ضخمة من النجوم، ولكن استنادًا إلى الإغماء الظاهر والعدد الهائل من النجوم، فإن المسافات الحقيقية لهذه الأشياء وضعتهم بعيدًا عن درب التبانة.

## التسمية

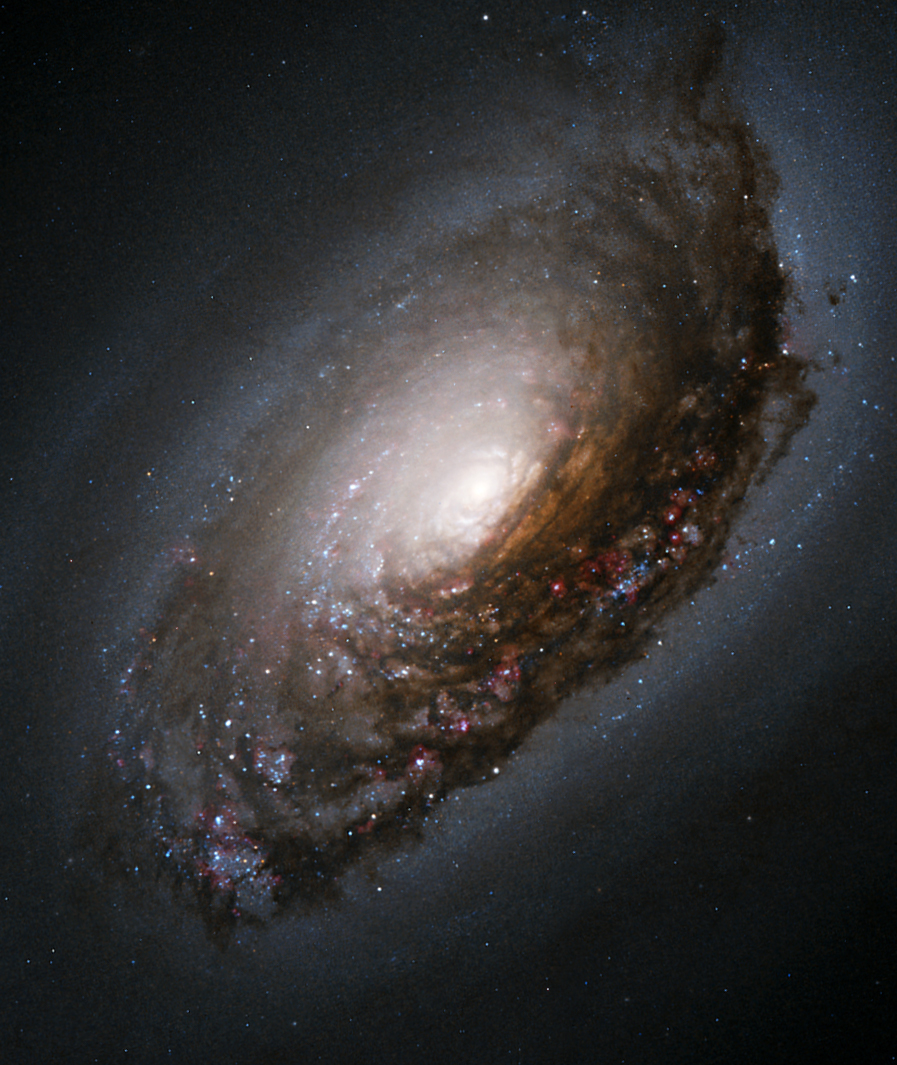
مجرة مسييه 66، مجرة العين السوداء تقع في كوكبة الهلبة وتبعد عن الأرض 19 مليون سنة ضوئية.

صُنِفَت وفُهرِسَت عشرات الآلآف من المجرات، ومع ذلك فإن قليلاً منها حظيت على اسمٍ تنفِرد به، مثل مجرة المرأة المسلسلة، وسحابة ماجلان، ومجرة الدوامة، وومسييه 104. وذلك لأن الفلكيين في تصنيفاتهم يستخدمون أرقاماً ورموزاً معينة لكل مجرة بدلاً من التسميات التقليدية، ومثال هذه التصنيفات: فهرس مسييه، والفهرس العام الجديد (NGC)، فهرس المجرات وعناقيد المجرات (CGCG) وتصانيف أخرى.
تظهر جميع المجرات المشهورة في كل أو في أحد هذه التصنيفات، ولكنها في كل مرة تتوسّم برقم مختلف عن الآخر، فعلى سبيل المثال: المجرة الحلزونية مسييه 109 تحمل نفس الرقم في فهرس مسييه، لكن في الفهارس الأخرى فهي تحمل هذه الأرقام: NCG3992 أو CGCG6937 وهكذا.
من المتعارف عليهِ في الوسط العلمي إطلاق الأسماء على ما يتم دراسته إن لم يكن لهُ اسم، مهما صَغُر أو كَبُر هذا الشيء المدروس. ولأجل ذلك، قام جيرارد بوديفي وميشيل بيرجر بإنشاء نظام فهرسي جديد فهرسوا فيهِ قرابة الألف مجرة، وأطلقوا على كل واحدة منها اسم خاص بها بعيداً عن الرموز والأرقام، وهذه الأسماء مستقاة من اللغة اللاتينية (وبشكل أدق من اليونانية المنطوقة باللاتينية)، وذلك بابتداع خوارزمية مصطلحية يُستخدم فيها اسم موجود مسبقاً في أحد أفرع العلوم الأخرى كعلم الأحياء، وعلم التشريح، وعلم الأحياء القديمة، وغيرها، ومن ثم يطلق الاسم على المجرة. وهناك من جادل دفاعاً عن هذه الفكرة بأن المجرات ذوات أحجام فائقة وعملاقة لذا فهي تستحق اسماً بدلاً من أرقام لا معنى لها، ومثال لهذه التسمية هي مجرة مسييه 109 التي حصلت على الاسم كالامورفيس أورسي مجوريس، في حين يرى آخرون أن هذه التسميات لا معنى لها وتسبب نوعاً من احتكار الأسماء على لغات مندثرة أصلاً، وهذا ناتج عن الضعف الشديد في المصطلحات الذي تعاني منه اللغة الإنجليزية مقارنة ببعض اللغات مما يدفع الناطقين بها إلى اجترار الألفاظ من عصور سحيقة وإطلاقها على المكتشفات العلمية الحديثة.

## التاريخ الرصدي
إدراك أن الإنسان يعيش في «مجرة» هي واحدة من مليارات المجرات قد أتى بالتوازي مع الاكتشافات العظيمة للفلك والمجرات ولدرب التبانة نفسها وللسدم كذلك.

### درب التبانة

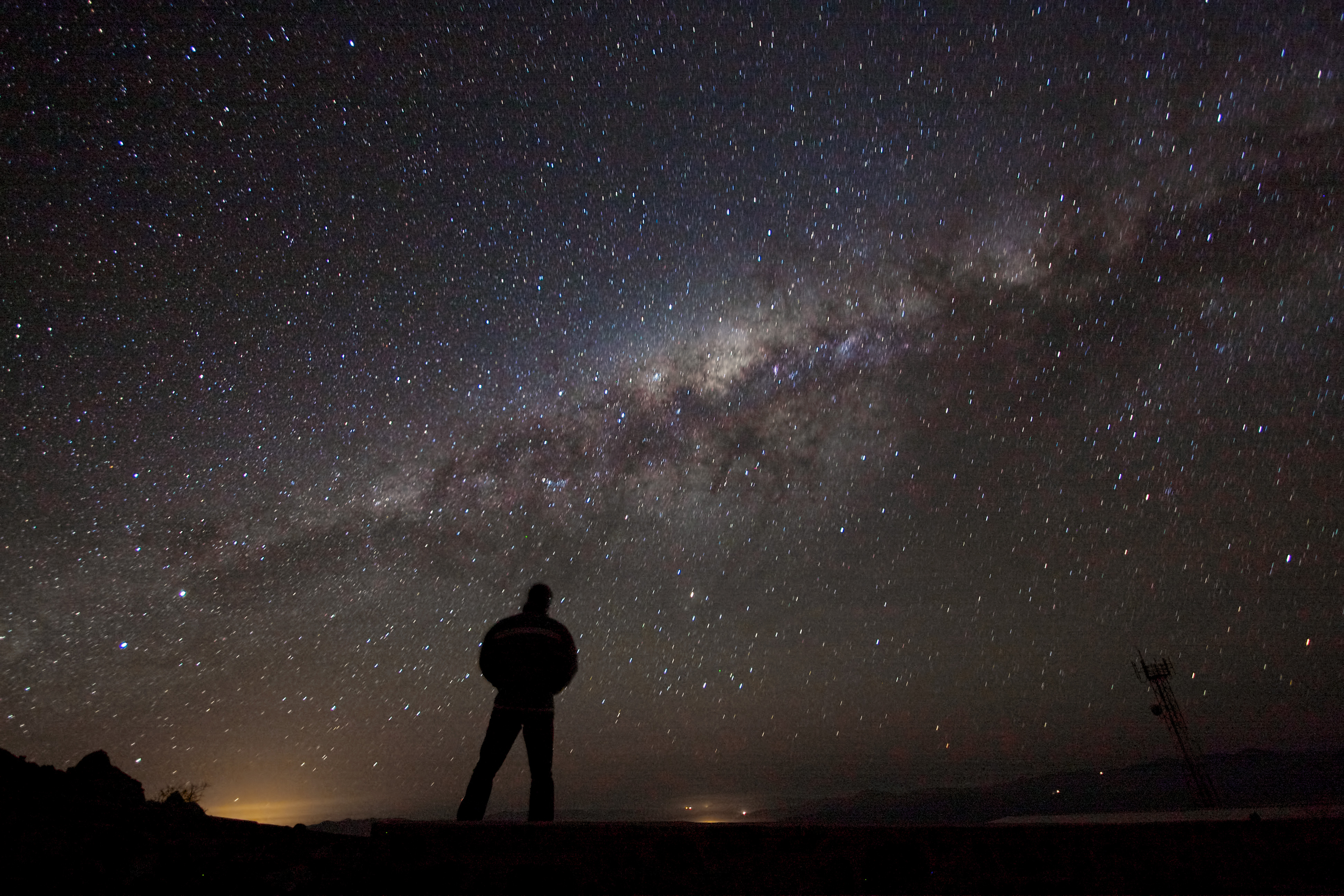
درب التبانة التي لطالما حيرت حقيقتُها الفلاسفة والفلكيين القدماء.

افترض الفيلسوف الإغريقي ديموقريطس (450 قبل الميلاد) أن الحزام العريض في سماء الليل قد يكون نجومًا موجودة على مسافات بعيدة، أما أرسطو (384 قبل الميلاد) فقد اعتقد بأن درب التبانة، أو الضوء الظاهر على شكل شريط في الليل قد يكون نتيجة «اشتعال الزفير الناري» لنجوم كبيرة وذات أعداد كثيرة وقريبة من بعضها البعض، ويعتقد أن هذا الاشتعال يحدث في الطبقة العليا من الغلاف الجوي، أي أقرب من القمر، وهي «تلك البقعة من العالم التي تتضمن النشاطات الثقيلة في الكون كلها».
في حين أن للأفلاطوني المحدث أولمبردس الصغير (495 بعد الميلاد) انتقادا لرأي أرسطو يجادل فيهِ بأنه لو كانت درب التبانة في تلك المنطقة التي يزعمها أرسطو (والتي تقع بين الأرض والقمر) فإنه يجب مشاهدتها بشكل مختلف مع اختلاف الأزمان والأماكن على الأرض، وبالتالي فإنها يجب أن تتضمن نوعاً من التزيح يمكن ملاحظته، لكن من الواضح أنها لا تشتمل عليه، لذا فمن وجهة نظره درب التبانة «سماوية».
بعد ذلك فإن أول المحاولات لقياس ورصد التزيح الخاص بدرب التبانة بشكل فعال وعلمي بعيداً عن الفلسفة قد بدأت على يد عالم الفلك العربي ابن الهيثم، واستنتج بعد عدة محاولات بأن درب التبانة لا تحتوي على تزيح، لذا فإنه يترتب على ذلك أنها بعيدة جداً عن الأرض، وليست في غلافها الجوي، وبهذا أبطل ابن الهيثم بشكل علمي هذه المرة مزاعم أرسطو التي كانت سائدة قرابة 1500 عام فيما يتعلق بهذا الشأن، وبالتالي فتح آفاق هذا العلم لكل علماء الفلك من بعده.
أما العالم الفلكي البيروني فقد افترض بأن درب التبانة هو «تجمعات غير معدودة من قطع نجمية تشكلت من السدم»، وهذا أدق وأقوى الأقوال القديمة على الإطلاق لأنه موافق تماماً لما اكتشف حديثاً من أن النجوم تولد من خلال تراكم سُدم غازية وغبارية، أما الفلكي الأندلسي ابن باجة فقد افترض بأن درب التبانة «هو تجمعات نجمية هائلة العدد وقريبة جداً من بعضها البعض حتى تكاد أن تتلامس، وتبدو في صورة ثابتة ولا تتغير بسبب تأثيرات الانكسار الناتجة من المواد تحت القمرية» مسنداً قوله إلى حالة الاقتران بين المريخ والمشتري كدليل على حصول ذلك عندما يقترب جرمان من بعضهما البعض، أما ابن قيم الجوزية فقد جادل بأن «لا يلزم عدم إدراكنا شيئاً من الكواكب في الفلك الأعظم عدم تلك الكواكب» وهذا كله عائد في نظر ابن القيم إلى ضعف القوى الباصرة في ذلك الزمان، وهذا القول على الرغم من بساطتهِ إلى أنه صحيح تماماً في وقتنا الحالي لأن الكثير كان يعتقد أن الكون مركب من النجوم والكواكب المشاهدة بالعين فقط ولا يوجد سواها، بينما وضح وأشار ابن القيم إلى وجود نجوم أكثر في أغوار الكون لكن لا نستطيع مشاهدتها لضعف قدرة البصر.
أي أن العلماء العرب والمسلمين هم أول من أكتشف المجرة، وأول من بدأ يتأمل في ماهيتها وذلك في وقت متقدم جداً عن العلم الحديث. بالإضافة إلى أن نقض أقوال الفلاسفة السابقين بشكل علمي أدى إلى تحريك علم الفلك من الجمود الذي كان يعانيه طوال 1500 سنة، خصوصاً ابن الهيثم الذي أثبت بالدليل القاطع عدم صحة قول أرسطو بأن المجرة تقع بين الأرض والقمر.

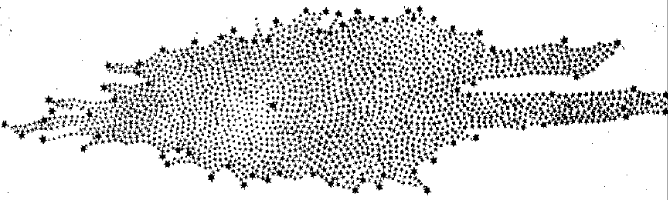
شكل درب التبانة كما تم تقديره بواسطة وليام هيرشل في عام 1785

في عام 1610 عرض غاليليو غاليلي دليلاً ملموساً على وجود المجرة وأن درب التبانة تحتوي على أعداد كبيرة من النجوم، وذلك باستخدام مقراب بصري، حيث اكتشف أنها تحوي على أعداد هائلة من النجوم الخافتة، ثم في عام 1750 تصور الفلكي البريطاني توماس ريت أن درب التبانة هو تجمع كبير جداً من النجوم التي تدور حول مركز ثقالة خاص بها (هذا التصور ينطبق مع العلم الحديث)، وذلك بنفس الآلية الخاصة بالمجموعة الشمسية ولكن على نطاق أكبر بكثير، والقرص الناتج بسبب النجوم يمكن أن يشاهد على شكل موجة من منظور الأرض بسبب موقعها داخل القرص، وفي عام 1755 كَتَبَ إمانويل كانت مقالة مفصلة ليشرح ويدقق رأي توماس في بنية درب التبانة.
إن أول مشروع جعل من وصف شكل درب التبانة وتحديد موقع الشمس هدفاً لهُ قد تولاه وليام هيرشل في عام 1785، وذلك عن طريق حصر أعداد النجوم في المناطق المختلفة من السماء. تمخض عن هذا المشروع رسم بياني لدرب التبانة تقع الشمس في منطقة قريبة من منتصفهِ، وفي عام 1920 قام ياكوبس كابتين باستخدام نهج مشابه لنهج هيرشل فتوصل إلى إخراج صورة عن درب التبانة تبدو فيها إهليجية وحجمها يبلغ قرابة 15 ألف فرسخ فلكي، وتقبع الشمس على مقربة من المنتصف كذلك. ومن الجدير بالذكر أن كِلا المشروعين لا يصفان الشكل الفعلي للمجرة، لا من حيث موقع الشمس ولا من حيث حجم المجرة.
وهناك مشروع آخر قام به هارلو شابلي مستخدماً آلية تعتمد على فهارس العناقيد المغلقة، توصل شابلي إلى تصور مختلف تماماً عن سابقيه يكون فيه درب التبانة هو قرص مستوي قطره قرابة 70 ألف فرسخ فلكي وتكون الشمس بعيدة عن المنتصف، لكن كل هذه المشاريع لم تأخذ خاصية تشتت الضوء بسبب الغبار الكوني في الحسبان، والذي يتواجد في الاستواء المجري، لكن عندما تم تقدير هذا التأثير وإعطاؤه أهميته تغيرت الصورة تماماً، حيث قام روبيرت ترومبلر بوضع هذا التأثير في قياساتهِ عام 1930، وذلك من خلال دراسة العناقيد المفتوحة، حينها فقط انبثقت الصورة الحديثة لمجرتنا وعليها بدأت تُبنى التصورات الحالية.

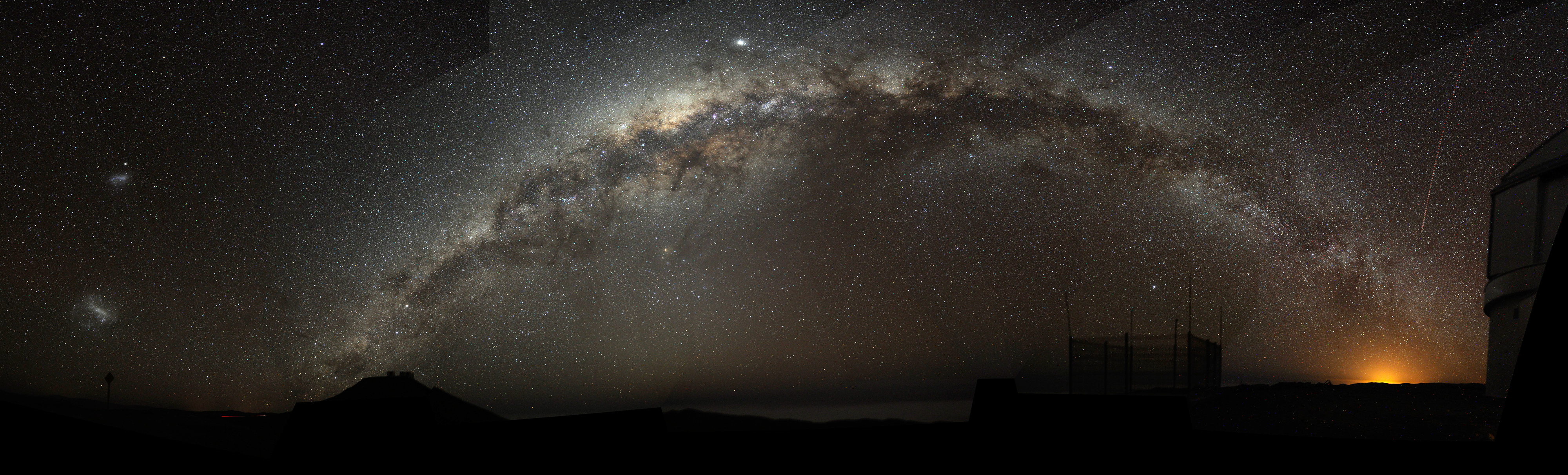
صورة لقوس درب التبانة التقطت من موقع في السماء المظلم في تشيلي وتظهر سحابتا ماجلان في درب التبانة بالقرب من الحافة اليسرى

### تمييز المجرات عن السدم

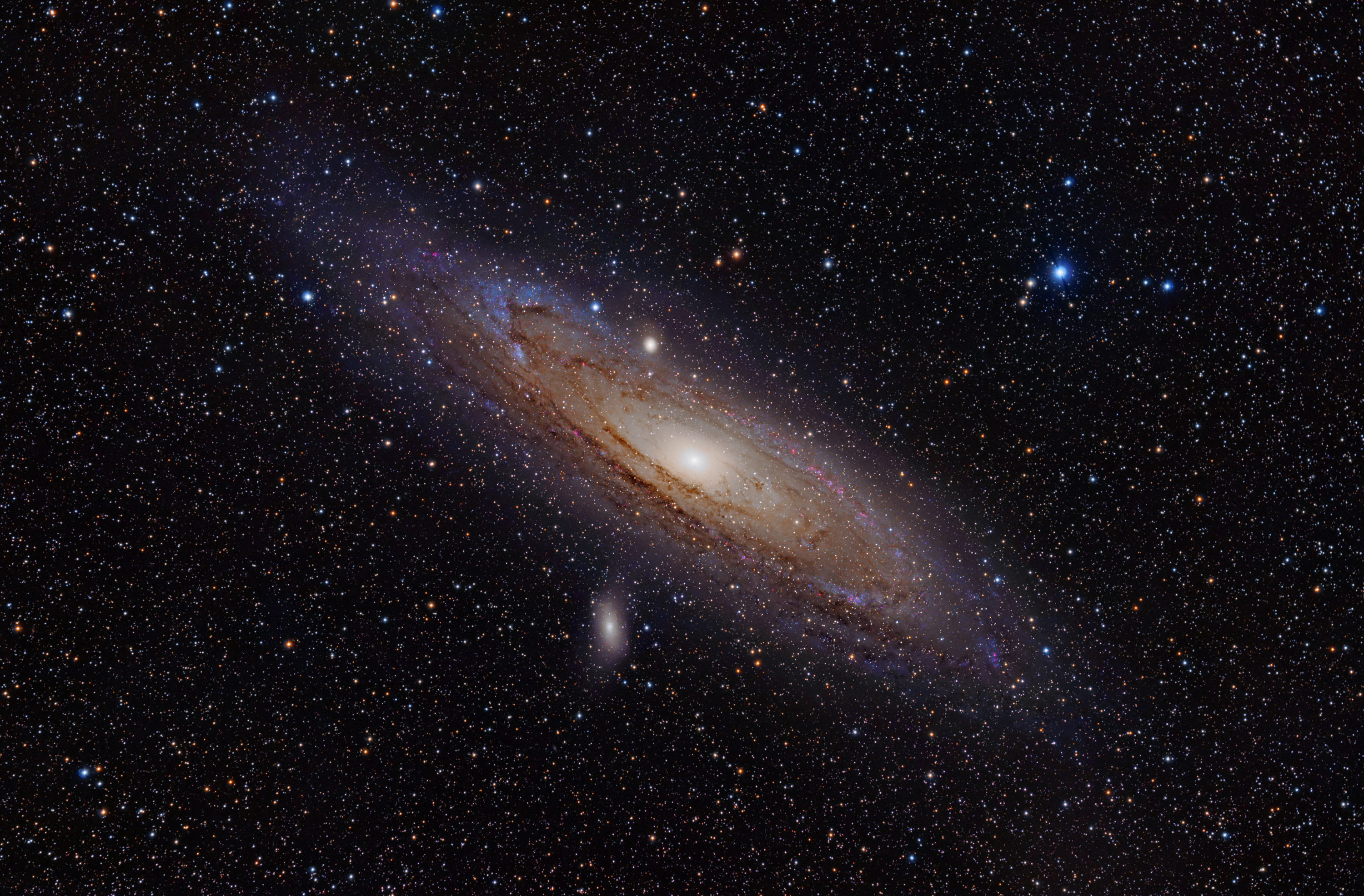
مجرة المرأة المسلسلة، وهي أحد أقرب وأكبر المجرات من مجرتنا بمسافة مليوني سنة ضوئية

باستخدام العين المجردة لا يمكن مشاهدة إلا قليل من المجرات الواقعة خارج درب التبانة، حيث أن أول من صنفها وميزها هو عبد الرحمن بن عمر الصوفي في عام 964 ميلادية، حيث شاهد مجرة المرأة المسلسلة ووصفها على أنها «سحابة صغيرة»، وكذلك قام عبد الرحمن الصوفي بتمييز سحابة ماجلان الكبرى في كتابهِ «صور الكواكب الثمانية والأربعين»، على أنها لم تُشاهد من قِبَل أي أوروبي قبل القرن السادس عشر عندما حكى ماجلان أنه شاهدها في خضم رحلته، أما مجرة المرأة المسلسلة فلم تُشاهد من قِبَلهم حتى القرن السابع عشر.
في عام 1750 قام توماس رويت بتصور أن درب التبانة هو قرص مسطح من النجوم، وليست السدم الظاهرة في السماء إلا دروب تبانة أخرى، في حين استخدم إمانويل كانت مصطلح «جزر كونية» لكي يصف تلك السدم البعيدة. وكلاهما لم يعلم في ذلك الوقت أن ما يشاهدانه هو في الحقيقة مجرات أخرى.

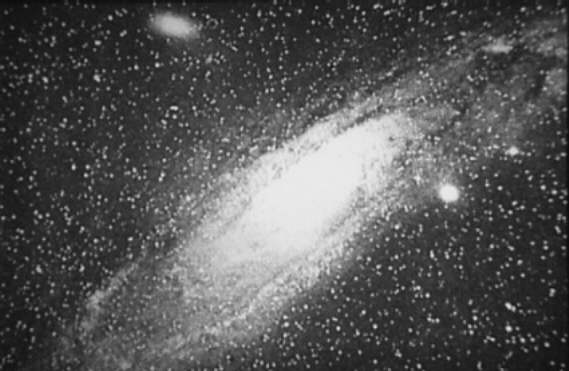
صورة "سديم المرأة المسلسلة العظيم" في عام 1899، تم تحديدها لاحقًا باسم "المرأة المسلسلة"

في نهايات القرن الثامن عشر، قام شارل مسييه بتجميع فهرس يحتوي على 109 جُرمًا من أكثر الأجرام السماوية إضاءةً في السماء مع ظهورها بمظهر السديم، أما ويليام هيرشل فقام بفهرسة خمسة الآف سديم، وفي عام 1845 قام ويليام بارسونز ببناء مقراب جديد قادر على التفريق بين السدم الحلزونية والإهليجية، وتمكن من وضع بعض الملاحظات على بعض تلك السدم لكي يضفي مزيداً من المصادقية لرأي كانت السابق.
في عام 1912 قام الفلكي فيستو سليفر بعمل صور طيفية لدراسة أكثر سديم مضيء بهدف تحديد تركيبته، واكتشف سليفر أن للسدم الحلزونية قدرًا عاليًا من تأثير دوبلر، وبالتالي حدد أنها تتحرك بمعدل يتجاوز معدل النجوم التي رصدها وقاسها، ورأى أيضاً أن أغلب تلك السدم تتحرك بعيداً عنا.
في عام 1917 تمكن هيبر كروتس من رصد مستعر أعظم في كوكبة المرأة المسلسلة، ومن خلال البحث في تاريخ الصور الملتقطة في تلك المنطقة، تمكن من اكتشاف أحد عشر مستعراً آخر، واكتشف هيربر لاحقاً أن هذه المستعرات أخفت إضاءة بـ 10 قدر ظاهري من تلك الموجودة في درب التبانة، وكنتيجة لذلك تمكن من حساب تقديري لمسافتها بـ150 ألف فرسخ فلكي، ومن ثم أصبح مناصراً لنظرية ما يسمى بـ«الجزر الكونية» التي مهدت في الأساس لكون أن السدم هي في الحقيقة مجرات مستقلة بالكامل.
في عام 1920 جرت المناظرة الشهيرة بين هارلو شابلي وهيبر كروتس، وذلك لتسليط الضوء على بضعة مسائل فلكية كانت تشكل نوعاً من الغموض في تلك الفترة وهي: طبيعة درب التبانة، السدم الحلزونية وأبعاد الكون، وفي هذه المناقشة قام هيبر بتدعيم وجهة نظرهِ بأن مجرة المرأة المسلسلة ليست إلا مجرة خارجية منفصلة تماماً عن مجرة درب التبانة، وذلك عن طريق حجتين وهما:
- لاحظ وجود خطوط داكنة في غيمة الغبار تماثل تلك الموجودة في درب التبانة.
- وجود قدر كبير من تأثير دوبلر.[65]

في عام 1922 قام الفلكي الإستوني إيرنست أوبك بتقديم مسافة متوقعة لمجرة المرأة المسلسلة تدعم نظرية أنها جسم منفصل ومستقل عن درب التبانة. أما إدوين هابل فاستخدم مرصد جبل ويلسون لحل غموض الأطراف الخارجية لبعض السدم الحلزونية بافتراض أنها نجوم مستقلة بذاتها، بل حدد أيضاً المتغير القيفاوي لها. وأتاح لهُ هذا تقدير مسافة السديم عن درب التبانة بحيث حدد أنه بعيد جداً بدرجة لا تسمح أن يكون جزءً من درب التبانة. وفي عام 1936 وضع هابل تصنيف للمجرات لا زال يستخدم حتى يومنا هذا.
كان في السابق يطلق مصطلح سديم على جميع الأجرام السماوية التي تظهر على شكل غمامة أو سحابة لذا فقد يخلط بين تجمعات الغبار والغاز وبين المجرات، أما الآن فالسديم صار يطلق على تجمعات الغاز والغبار ولهُ أنواع متعددة: كالسدم الكوكبية، وبقايا المستعرات العظمى والسدم المتبعثرة، وسدم الانعكاس، والسدم المظلمة، وأجرام هايبك.
يبلغ قطر درب التبانة حوالي 100 ألف سنة ضوئية،، وفيها ما يربو على مائتي مليار نجم، ومتوسط المسافة بين كل نجم وآخر خمس سنوات ضوئية، وتستغرق الشمس التي تبعد حوالي 30 ألف سنة ضوئية عن المركز قرابة 250 مليون سنة مما نعُد لكي تكمل دورة واحدة حولها.

### الأبحاث الحديثة

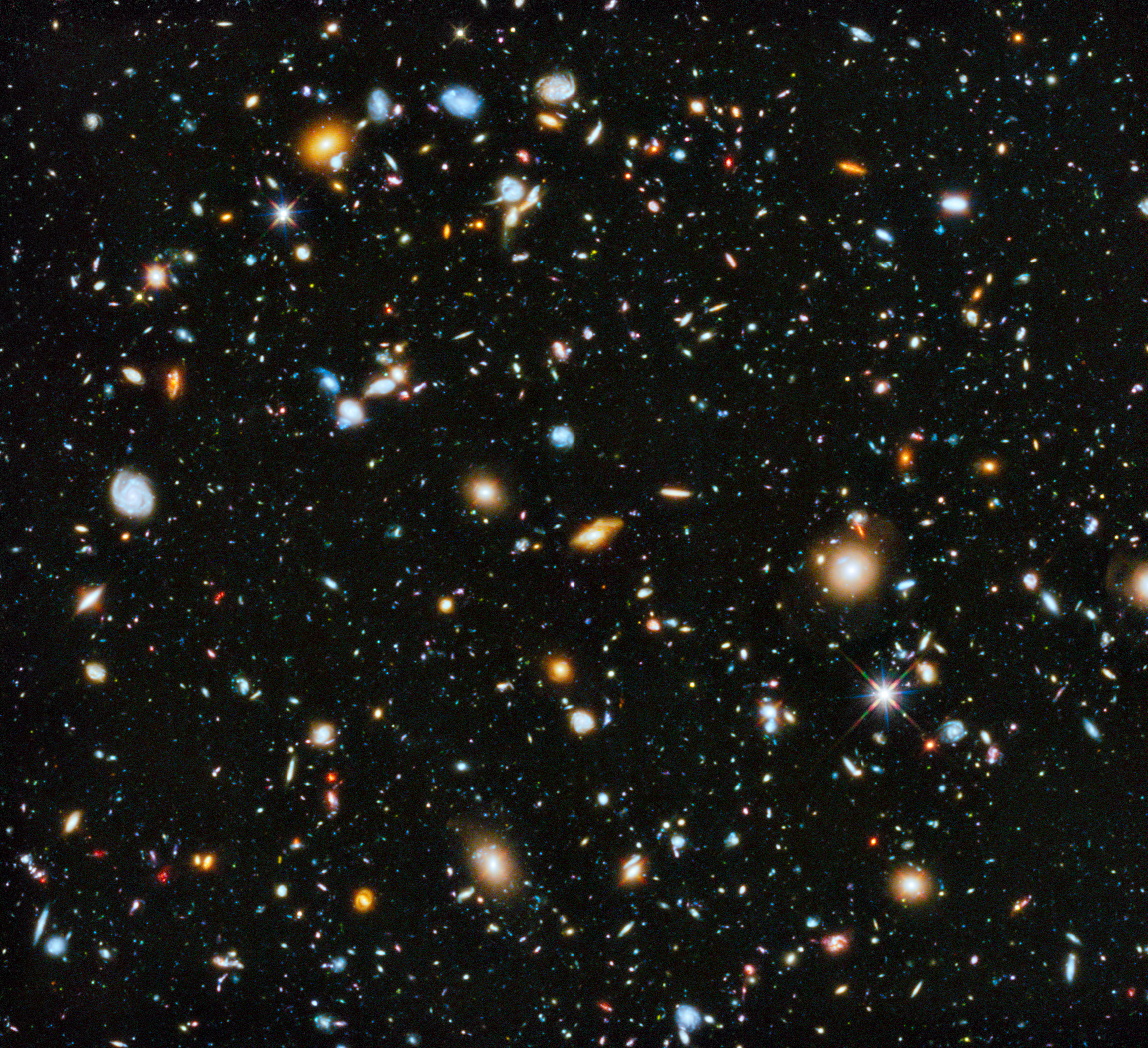
صورة ملتقطة من حقل هابل العميق الفائق، كل نقطة ضوء تمثل مجرة مستقلة بحد ذاتها.

في عام 1944 توقع هندريك سي فان دي هولست أن الموجات الإشعاعية الصغرية ذات الطول الموجي لخط الهيدروجين البالغ 21سم ستكون قابلة للرصد في غازات الهيدروجين المتواجدة في الوسط بين النجمي، وتم ذلك فعلاً حيث رُصِدَت بعدما توقعها بست سنوات، وتجدر الملاحظة أن هذا الرصد لا يتأثر بامتصاص الضوء الغباري (أي امتصاص أو حجب الغبار للضوء الصادر من خلفهِ)، وبالتالي فإن تأثير دوبلر يمكن استخدامه لعمل خريطة توضح تحركات الغاز داخل مجرتنا، كل هذا أدى إلى ظهور فرضيات حول البنية الحلزونية وتحركاتها لمجرة درب التبانة، ومع تطور أدوات الرصد للمقاريب الكاشوفية (الراديوية) تمكن العلماء من رصد وتعقب غازات الهيدروجين في مجرات أخرى. حيث أن استخدام خط الهيدروجين ذو الـ21 سم هو ما أثبت دوران المجرة حول نفسها.
وكذلك من الأبحاث الحديثة: حقل هابل السحيق، فقد سلط على جزء فارغ نسبياً من الفضاء ليكشف أن في الكون ما مجموعه حوالي 125 مليار مجرة. بالإضافة إلى أن التطورات الكبيرة في مجالات الرصد أظهرت أن هناك مجرات أخرى غير تلك التي رصدها هابل بسبب وجود الغبار الكوني في قرص مجرتنا وتحاشد النجوم اللذان يمنعاننا من رؤية ما خلفهما. ويرى العلماء أن هناك الكثير من المجرات الجديدة غير المكتشفة في تلك المنطقة بالتحديد.

#### دور المادة المظلمة

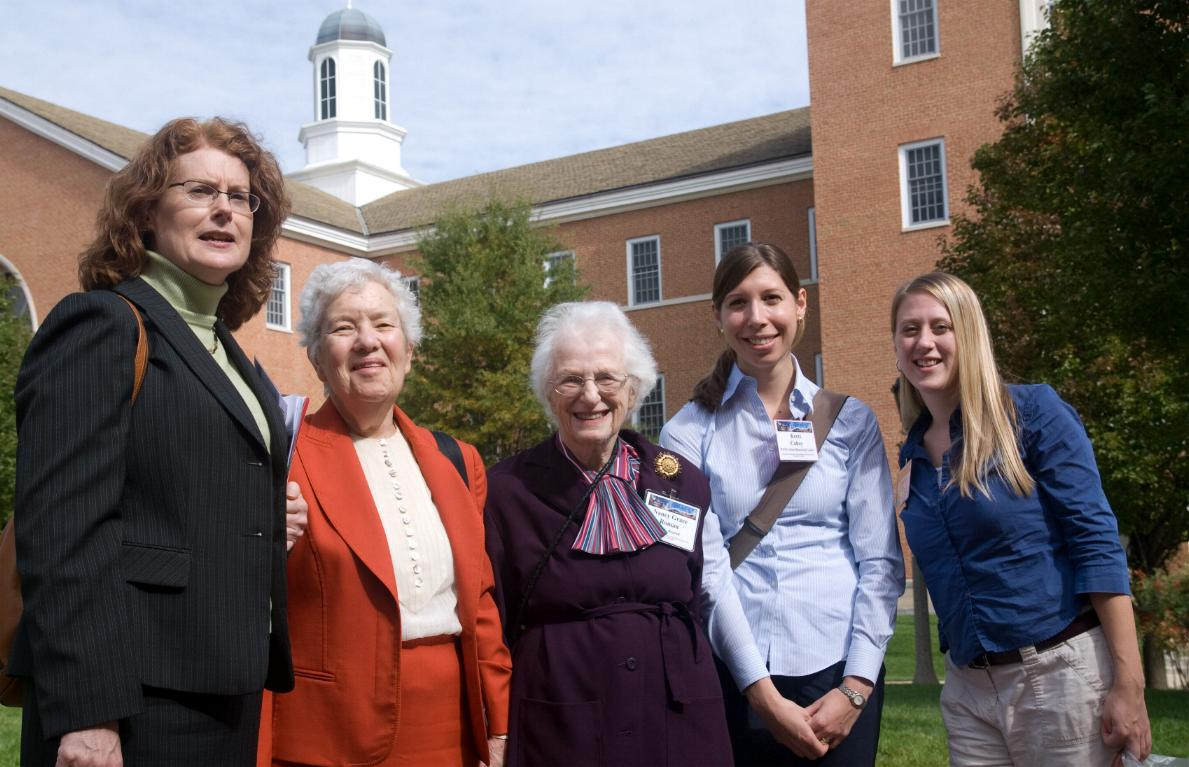
فيرا روبين (الثانية من اليسار)

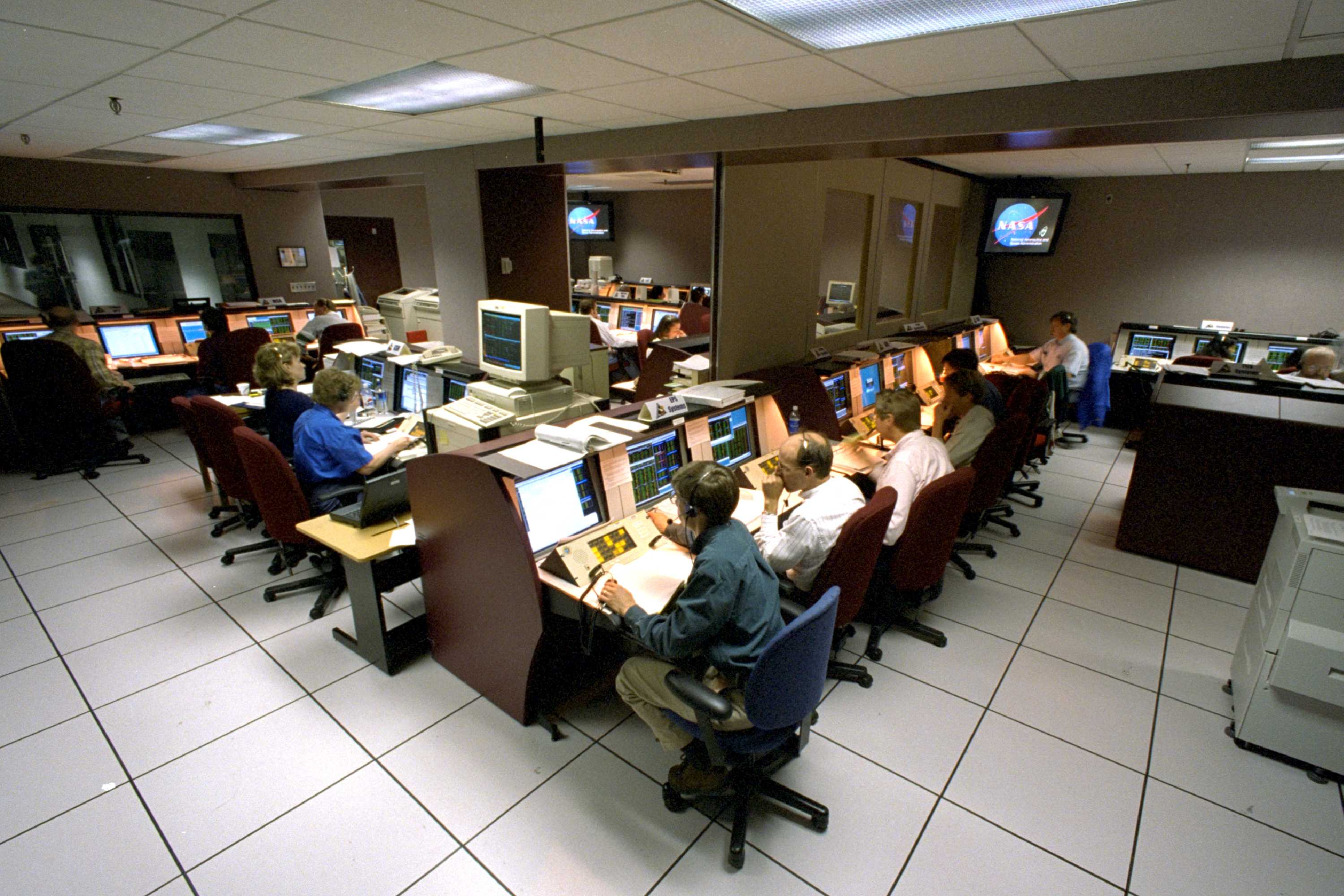
مركز التَّحكم بمرصد هابل الفضائي في مركز غودارد لرحلات الفضاء، 1999

في عقد السبعينات من القرن العشرين أزاحت العالمة الأمريكية فيرا روبين الستار عن التناقض بين سرعة الدوران المجرّي (سرعة دوران المجرة حول نفسها) وبين السرعة المتوقعة من خلال الرصد المرئي لكتل النجوم والغبار فيها، وبالتالي وقع العلم في معضلة شديدة التعقيد لأن السرعة المتوقعة تختلف عن السرعة المرصودة حيث أن المجرة تتبع نفس القوانين الفيزيائية التي يتبعها أي جرم فلكي آخر لذا حينما يكون الجرم بعيداً عن مركز الثقالة (مركز الكتلة) فإنه يدور حول المركز بسرعة أبطأ مما لو كان قريباً من المركز، وكلما زاد البعد زاد البطء والعكس بالعكس صحيح، إن المعضلة هي أن ما يراه البشر من خلال مقاريبهم هو أن الأجرام التي تدور حول المجرات المختلفة سواءً كانت تلك الأجرام قريبة أو بعيدة عن مركز الثقالة تبدو لهم أن لها سرعات متقاربة، وهذا يقض مضاجع العلم الفيزيائي الحديث، ويضرب بالقوانين الفيزيائية الحالية المتعلقة بالجاذبية عرض الحائط.
إن التفسير العلمي الوحيد في الوقت الحاضر لهذه المعضلة يكمن في وجود كميات هائلة من المادة المظلمة (وهي مادة لها كتلة لكنها غير مشاهدة بل يمكن رصد تأثيرها فقط لذا فهي شديدة الغموض وتثير الكثير من الحيرة لأنه لا يمكن مشاهدتها مباشرة بل يمكن رؤية تأثيراتها حيث أنها بين أيدينا لكننا لا نستطيع تفسيرها ولا يزال العلم ينتظر العالِم المُخَلِّص الذي سيفك غموض هذه المادة ويُسطِّرُ التاريخ اسمه)، لقد قادت هذه المعضلة إلى استحداث مبدأ «انحراف المدار المجري»، حيث أنها «كُلية الوجود» (أي أن تأثيرها يستوعب كافة أرجاء المجرة) في المجرات الحلزونية.
وبالإضافة إلى هذا فإن الكون يحتوي على 4.9% فقط من المادة العادية التي نشاهدها، فكل مليارات تريليونات النجوم ومليارات المجرات التي نستطيع رصدها لا تشكل سوى هذه النسبة فقط، أما المادة المظلمة فهي تشكل 26.8% من الكون وهذه لا نستطيع مشاهدتها كما ذُكر سالفاً، والطاقة المظلمة تشكل البقية بواقع 68.3%، وهذه أيضاً لا نستطيع مشاهدتها، وهي أكثر غموضاً من سابقتها.
تلعب المادة المظلمة دوراً مركزياً في نمذجة تشكل البنية المجرية وتشكل وتطور المجرات، ولها تأثيرات قابلة للقياس على عدم توحد الخواص الملاحظ في الخلفية الميكرونية الكونية، كل هذه الدلائل تقترح أن المجرات، وعناقيد المجرات، والكون ككل يحتوي على مادة أكثر بكثير من تلك التي تتفاعل مع الإشعاع الكهرومغناطيسي، وهذا ما يوقع العلماء في أكثر المعضلات العلمية غموضاً.
في عقد التسعينات من القرن المنصرم جهز وزود مرصد هابل الفضائي بأدوات متطورة ساعدت في ترسيخ مسألة أن المادة المظلمة في مجرتنا لا يمكن أن تتشكل فقط من النجوم الخافتة بطبيعتها.

## الأنواع والأشكال

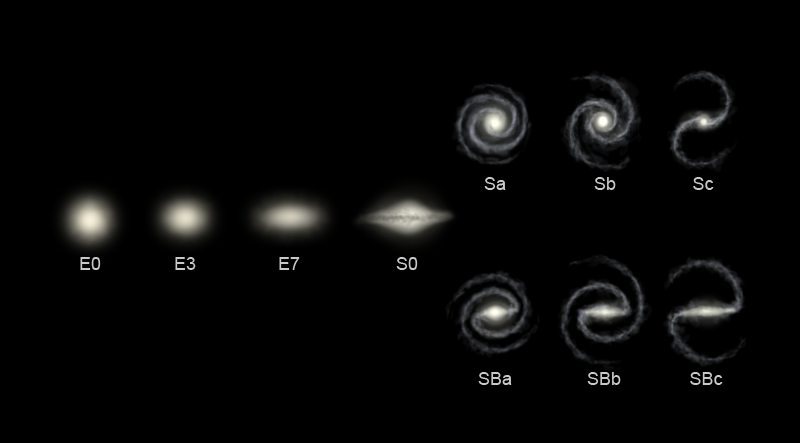
بعض أنواع المجرات كما حددها هابل في تصنيفه، وتلاحظ الإهليجية في المنتصف، وكذلك درجات الحلزونية الستة المختلفة.

تتشكل المجرات من ثلاثة أنواع: إهليجية، وحلزونية، وشاذة أو غير منتظمة، على أن هناك أنواعاً أخرى أكثر شمولية تختلف اختلافاً بسيطاً عن تلك سالفة الذكر موجودة في تصنيف المجرات الذي ابتدعه هابل، وطالما أنه يعتمد أساساً على الضوء المرئي لتحديد خصائص المجرات فإنه يفوت خصائص مجريّة مهمة للغاية كمعدل ولادة النجوم في مجرات الانفجار النجمي، وكذلك النشاطات التي تحدث في أنوية المجرات النشطة، هذه الخصائص لا تظهر بالضوء المرئي وإنما تحتاج معدات أخرى أكثر تعقيداً لاستخراجها.
كان الاعتقاد السائد لدى هابل وغيره من الفلكيين أن المجرات تبدأ إهليجية ثم تتطور إلى أن تصبح حلزونية ثم تدخل في طور الشاذة أو غير المنتظمة، ثبت في العلم الحديث أن هذا الاعتقاد خاطئ تماماً. وبشكل عام فالمجرات تتكون من ثلاثة عناصر هي: «انبعاج مركزي» أو نواة تتركز فيها معظم كتلة المجرة، و«قرص»، «إكليل» أو هالة وهي منطقة مشعة تحيط بالمجرة تتكون من العناقيد الكروية والنجوم المُعمرة.
يمكن القول أن المجرات الإهليجية غالباً ما تحوي نجوم حمراء مُعمرة، في حين تحوي المجرات الحلزونية على نجوم حمراء مُعمرة ونجوم زرقاء فتية، أما المجرات الشاذة فهي تحوي في الغالب على نجوم زرقاء فتية.

### الإهليجية

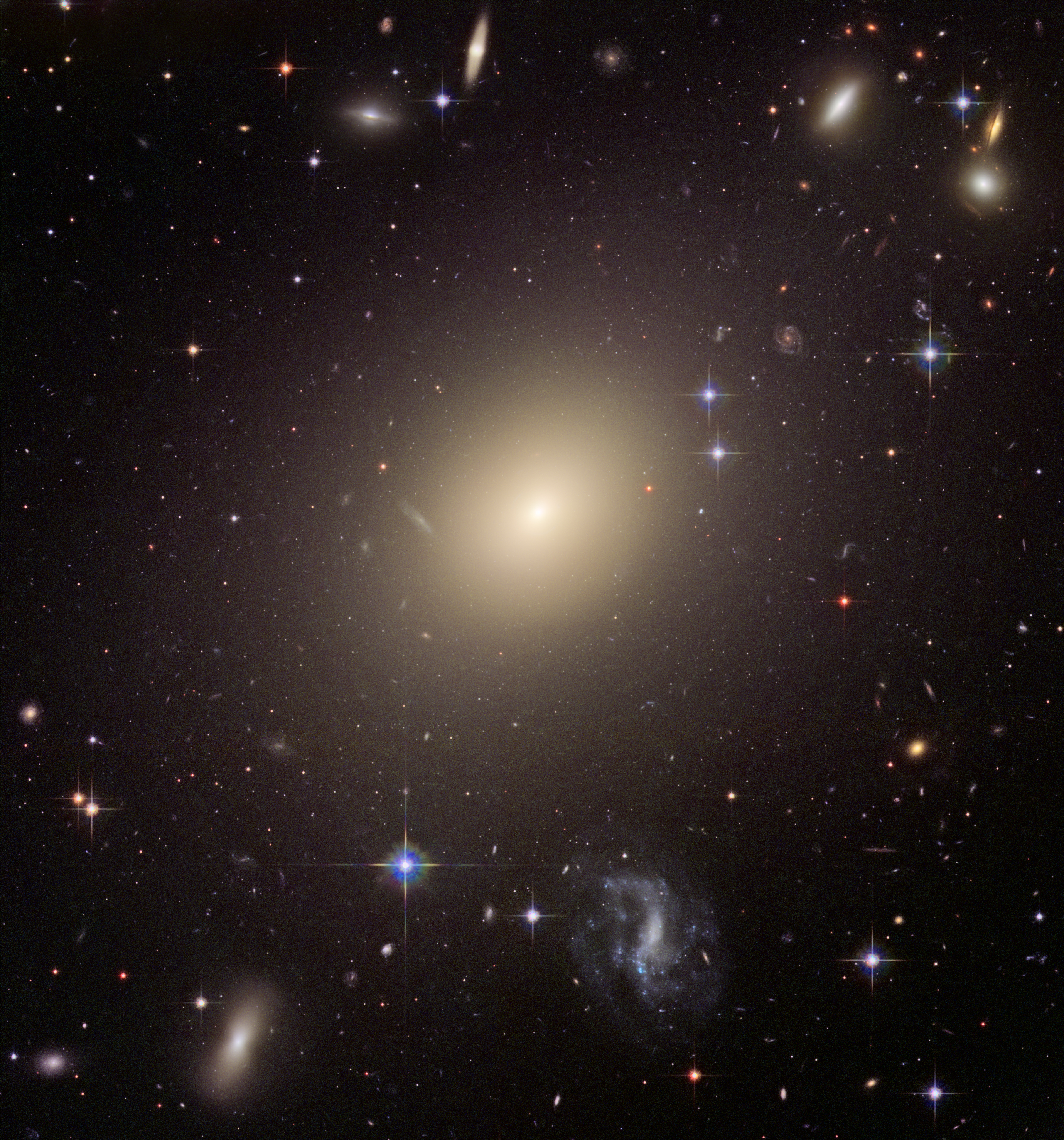
مجرة إهليجية، ويظهر فيها الشكل البيضاوي بوضوح كسطح ناقص.

في تصنيف هابل يتم تقييم المجرات الإهليجية بناءً على إهليجيتها، حيث تتراوح بين E0 لتلك التي تكاد تصبح دائرة، وحتى E7 ذات الاستطالة الممتدة إلى حد كبير، إذاً كلما زاد الامتداد كلما زاد الرقم والعكس بالعكس صحيح.
تظهر هذه المجرات بالمظهر الإهليجي بغض النظر عن الزاوية التي تتم مشاهدتها بها، ومظهرها يوحي بأن بنيتها ضعيفة وكمية المادة في وسطها البين نجمي قليلة نسبياً، وبناءً على ذلك فإنه بشكل عام هذا النوع من المجرات له عناقيد نجمية مفتوحة قليلة، ومعدل قليل نسبياً من ولادة النجوم.
إذا عوضاً عن ذلك فإن الصورة المهيمنة عليها هي النجوم المُعمّرة (ذات الأعمار الطويلة)، وتعتبر كذلك فقيرة بالعناصر الثقيلة، لأن أغلب النجوم مُعمرة وقديمة تشكلت من سُدم تاريخية لم تكن غنية بالعناصر الثقيلة في ذلك الوقت (هذا عائد لقلة المستعرات العظمى التي تكون العناصر الثقيلة في تلك الحقبة)، لذا يُفهم أن لها أوجه تشابه كثيرة مع العناقيد النجمية المغلقة.
أضخم المجرات هي تلك العملاقة الإهليجية حيث يعتقد أن هذا النوع يتشكل أساسً من عمليات الاصطدام المجري، حيث يكون هناك نوعٌ من الاندماج والانسياح في بعضها البعض، وقد تنموا المجرات الإهليجية إلى أحجام عملاقة للغاية مقارنة بالأنواع الأخرى، وتتواجد هذه العملاقة في بعض الأحيان في أنوية العناقيد المجرية، وما مجرات الانفجار النجمي إلا نتيجة لهذه الاصطدامات الفلكية العظيمة حيث ينتج عنها تشكل مجرة إهليجية.

#### مجرة صدفية

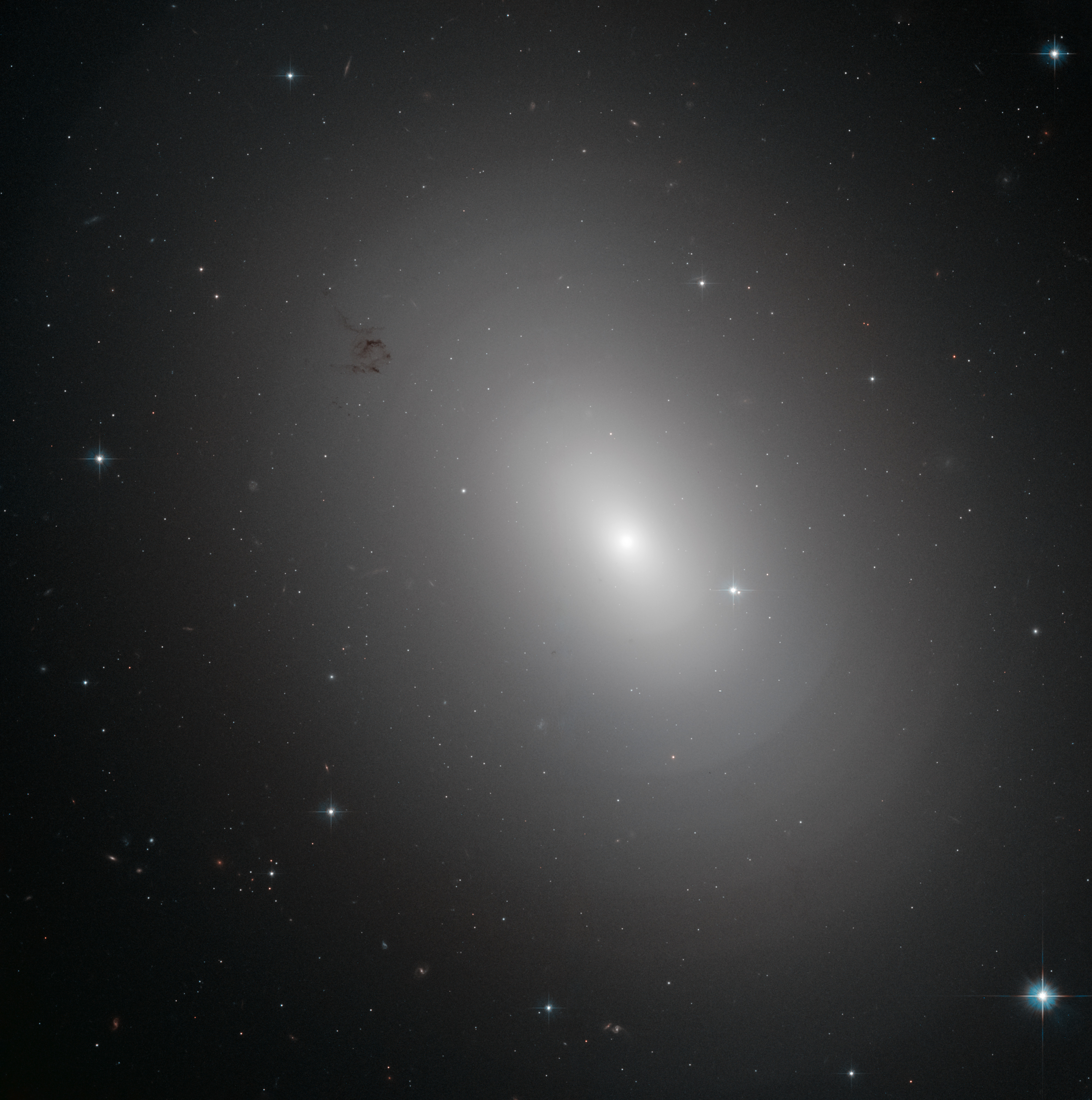
NGC 3923 هي مجرة صدفية تم التقاطها بواسطة تلسكوب الفضاء هابل

المجرة الصَدَفيّة أو القشرية هي نوع من المجرات الإهليجية ذات هالة مركزة من النجوم ومرتبة على شكل صدفات.
حوالي عُشر المجرات الإهليجية لها بُنية من هذا النوع، وهذه الطريقة في ترتيب الهالة لم تُشاهد أبداً في المجرات الحلزونية.
يُعتد أن هذه البُنية تتشكل أساساً عندما تقوم مجرة كبيرة بسحب مجرة أصغر منها، وحين تقترب أنوية المجرتين من بعضهما البعض يحصل نوع من التذبذب والأرجحة حول مركز الثقالة بينهما.
حينها تحصل تموجات جاذبية تشكل تلك الأشكال الصدفية أو القشرية من النجوم في الهالة المشتركة (يمكن تشبيه ذلك بالتموجات التي تحصل عند رمي صخرة في الماء).
على سبيل المثال:
- المجرة NGC3923 لديها حوالي عشرين قشرة.
- المجرة NGC 474 وجارتها الزرقاء اللامعة ذات الأذرع الحلزونية NGC 470.[104]

قد يكون المظهر الصدفي لمجرة NGC 474 ناجم عن التحام المجرة بأخرى أصغر منها مع العلم بأن المجرة تمتد في الكون مسافة 250 ألف سنة ضوئية، وتقع على بعد حوالي 100 مليون سنة ضوئية باتجاه كوكبة الحوت.

### الحلزونية

مجرة دولاب الهواء، مجرة حلزونية تقليدية في كوكبة الدب الأكبر

المجرات الحلزونية يمكن تصورها من اسمها، أو يمكن تصورها على شكل يشبه دواليب الهواء، في هذا النوع غالباً ما تتوزع النجوم والسدم على شكل مستوٍ، في حين تتركز معظم كتلة المجرة في هالة كروية من المادة المظلمة (غير قابلة للرصد بأي حال من الأحوال حتى يومنا هذا).
تحتوي المجرات الحلزونية على قرص دوار من النجوم والسدم والوسط بين النجمي، بالإضافة إلى حوصلة مركزية تحتوي غالباً على نجوم مُعمرة، ومن الحوصلة تمتد نحو الخارج أذرع أو استطالات مضيئة، في تصنيف هابل تأخذ هذه المجرات التسمية S ويتبعها أحد الأحرف الثلاثة التالية:(a،b،c) حيث تمثل هذه الأحرف مدى ضيق الأذرع الحلزونية أو توسعها، وكذلك حجم الحوصلة المركزية، حيث أن Sa لها امتدادات ضيقة للغاية وأذرع لا تكاد تستطيع تمييزها، لكن منطقتها المركزية كبيرة نسبياً، بينما نجد النوع Sc على النقيض تماماً من سابقه، لأن له أذرع متباعدة يمكن ملاحظتها بوضوح، ومنطقة مركزية صغيرة نسبياً، المجرات ذات الأذرع غير الواضحة تسمى أحياناً مجرة حلزونية ندفية، وعلى النقيض فالمجرات ذات الأذرع شديدة الوضوح تسمى مجرة حلزونية كُبروية. يبدو أن سبب الاختلاف في مسألة أذرع المجرات الحلزونية وفي مسألة مدى انتفاخ الحويصلة من عدمه نابع من سرعة المجرة.

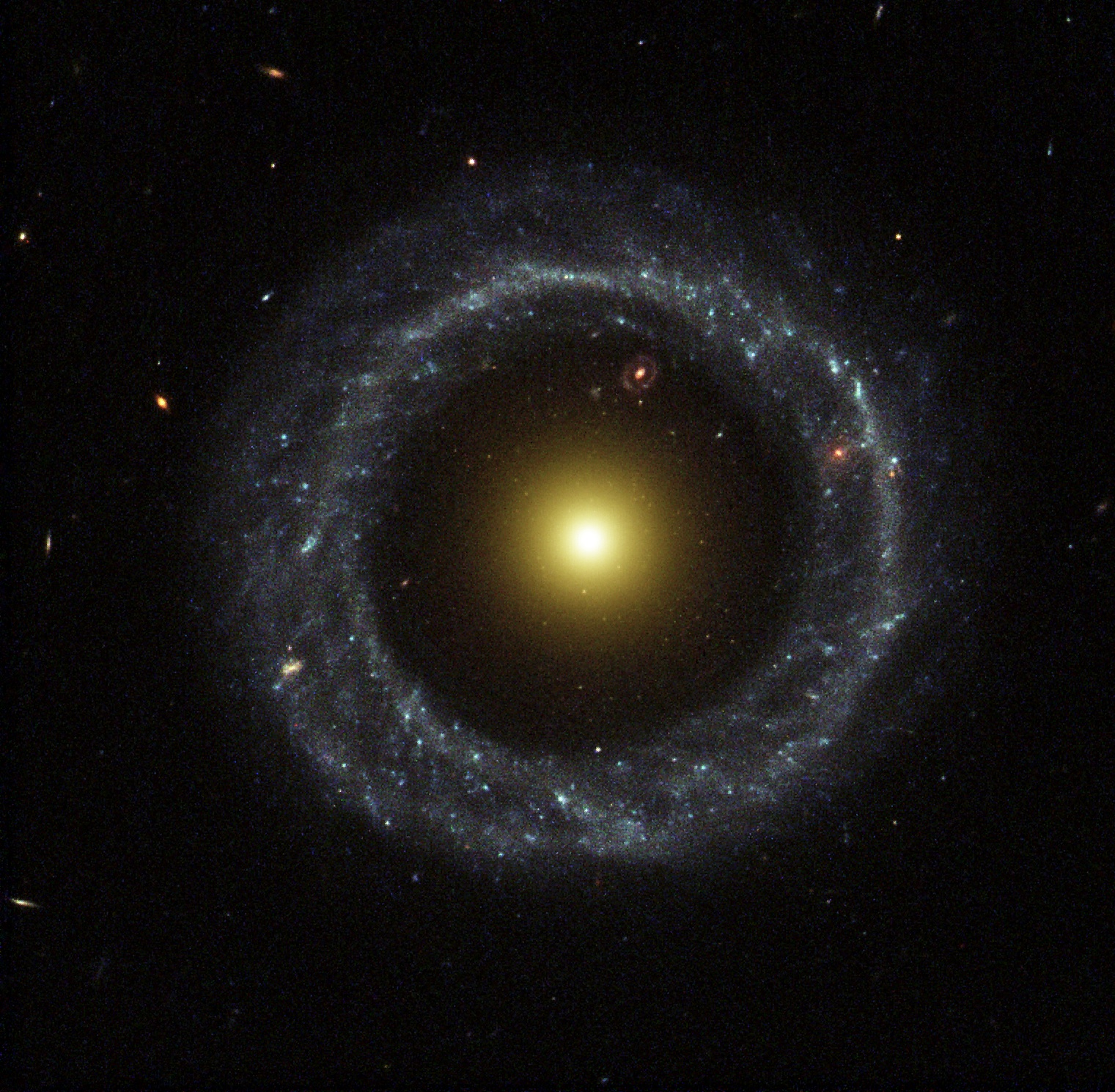
مجرة حلقية الشكل لا تمتلك أي من خصائص تصنيف هابل.

في المجرات الحلزونية، تتشكل الأذرع من حلزون خوارزمي، وهو نمط نظري يمكن مشاهدته في الأذرع الحلزونية ينتج عن توازيع النجوم ومداراتها غير المنتظمة نحو المركز، وتماماً كما النجوم تأخذ الأذرع نفس الوضعية لكن الفرق في أن سرعة الزاوية لها ثابتة عكس النجوم، ويعتقد أن الأذرع هي مناطق ذات كثافات عالية من المواد «نظرية موجة الكثافة»، وبينما تتحرك النجوم عبر الذراع فإن سرعة كل نظام نجمي يتم إعادة ضبطها من خلال قوة الجاذبية للأذرع ذات الكثافة العالية (تعود السرعة إلى طبيعتها عندما تتجه النجوم نحو خارج الذراع)، يمكن تبسيط هذا التأثير من خلال تمثيله بطريق كبير فيه سيارات كثيرة تسير بسرعة ثابتة لكنها تبطئ من سرعتها لأي عارض ومن ثم تعود إلى سرعتها الطبيعية، فلو أن شخصاً كان يشاهد هذا المشهد من علو سيلاحظ أنه عندما انخفضت السرعة ثم زادت حصل هناك نوع من الموجات بسبب كثرة أعداد السيارات، وكذلك يمكن تشبيه التأثير بملعب كرة قدم مكتظ عن آخره بالمشجعين الذين يرفعون أيديهم ويخفضونها وفقاً لتسلسل معين على شكل موجة.
يمكن مشاهدة الأذرع بسبب الكثافة العالية التي تسهل من ولادة النجوم، ولذا فإنها تؤوي الكثير من النجوم حديثة الولادة وشديدة اللمعان.
غالبية المجرات الحلزونية بما فيها مجرتنا لديها تشكيل طولي يشبه الأعمدة مكون من نجوم يمتد من الحوصلة أو المركز حتى طرفي نواة المجرة، ومن ثم تلتحم مع الأذرع الحلزونية، قام هابل بتصنيف هذا النوع بالذات من المجرات تحت SB متبوعة بأحد الأحرف اللاتينية (a،b،c)، وهي ترمز إلى مدى تشكل الوصف سالف الذكر، ويعتقد أن هذه الأعمدة مؤقتة في الأساس لأن من سببها أصلاً هي موجة الكثافة المنبثقة من نواة المجرة نحو الخارج، أو أن يكون سببها هو المد والجزر المجري، ويعتقد أن سبب نشاط المجرات الحلزونية الضلعية هو وجود الغاز الذي يُضغط ويُضمن نحو نواة المجرة على امتداد الأذرع الحلزونية.
مجرة درب التبانة هي مجرة كبيرة ذات شكل قرصي مضلع وحلزوني، قطرها يبلغ قرابة 30 ألف فرسخ فلكي (100 ألف سنة ضوئية) وسماكتها تبلغ قرابة ألف فرسخ فلكي (حوالي 3260 سنة ضوئية) وفيها ما مجموعه قرابة مئتي مليار نجم، وكتلتها تبلغ حوالي 600 مليار كتلة شمسية (أي 600 مليار كتلة مثل كتلة شمسنا).

#### المجرات الشاذة

مجرة غير منتظمة إن جي سي 4449.

هي مجرة تظهر بشكل عشوائي غير منتظمة وليس لها شكل معين مثل المجرات الإهليجية والمجرات الحلزونية. توجد مجرات لا يمكن تصنيفها تحت أي من الأنواع سالفة الذكر، فليست ذات خصائص إهليجية ولا حلزونية ولا محدبة، ولا تملك تشكيلاً معيناً بذاته أصلاً، وبالتالي تصنف هذه المجرات التي لا يوجد بينها قاسم مشترك على أنها مجرات شاذة.
لا يجب أن يُفهم من ذلك أن هذا النوع لا يملك بُنية مجرية، بل يوجد لها تشكيل وبُنية ولكنها غير منتظمة وغير واضحة المعالم، لذا فإنها لا تندرج تحت أي تصنيف من تصنيفات هابل، وقد تكون هذه المجرات قد تعرضت للتفكك في الماضي.
يعتقد العلماء أن المجرات غير المنتظمة تشكل حوالي ربع مجرات الكون المنظور، وأكثر المجرات الشاذة سابقاً كانت إما حلزونية أو إهليليجية لكن عوامل الجذب شوهت المجرة لتظهر بهذا الشكل.
المجرات الشاذة لها كتلة ما بين 108 إلى 1010 كتلة شمسية، وقطر من 1 كيلو فرسخ فلكي (الكيلو فرسخ فلكي 3,200 سنة ضوئية) حتى 10 كيلو فرسخ فلكي (10 آلاف فرسخ فلكي)، ومقدار إضاءة من -13 إلى -20. أكثر الأمثلة لهذا النوع من المجرات القريبة لنا هي سحابة ماجلان.

#### المجرات القزمة

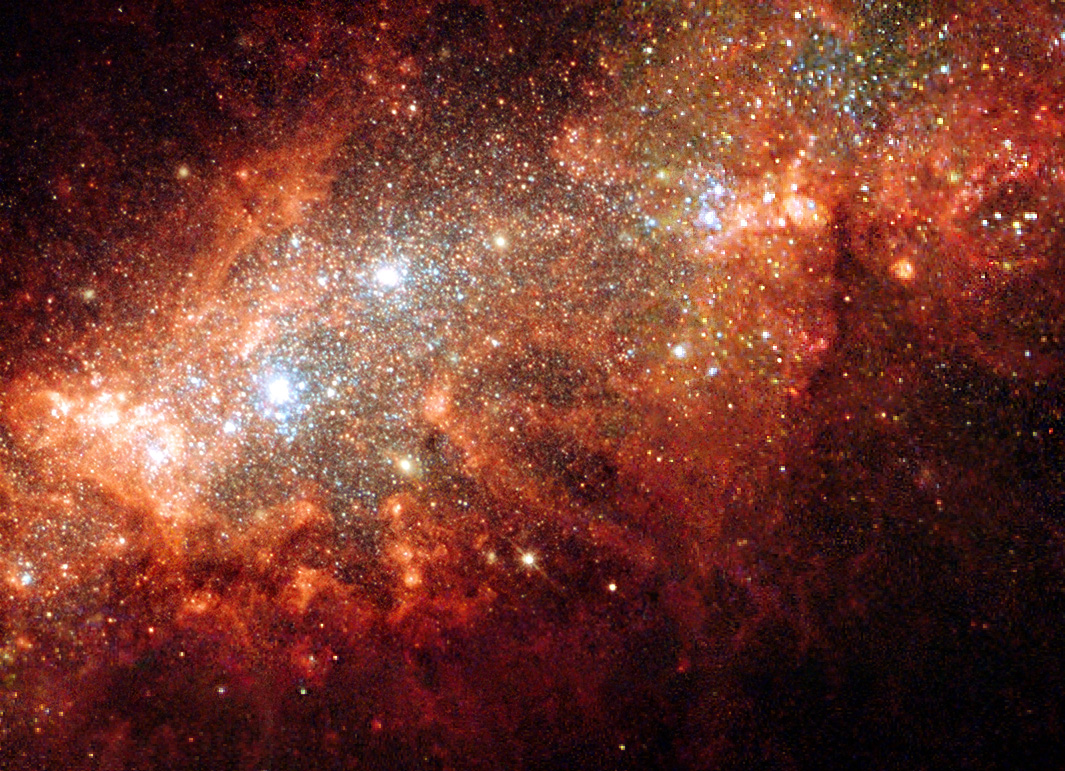
المجرة القزمة NGC 1569

بمعزل عن المجرات الإهليجية والحلزونية الكبيرة، فإن أغلب المجرات في الكون ليست في الحقيقة سوى مجرات قزمة، هذه المجرات صغيرة نسبياً إذا ما قُورنت بتلك التقليدية، حيث قد تكون أقل من 1% من حجم درب التبانة، ولا تحوي سوى بضعة مليارات النجوم مقارنة مع مئتي مليار نجم لدرب التبانة، بالإضافة إلى أنه تم اكتشاف مجرة قزمة قطرها لا يتجاوز ثلاثمئة سنة ضوئية فقط في حين أن درب التبانة قطرها مئة ألف سنة ضوئية.
الكثير من المجرات القزمة قد تحوم حول مجرات أكبر منها، فدرب التبانة مثلاً لديها قرابة إثنى عشر من المجرات التابعة، ويعتقد نظرياً وجود 300-500 مجرة تابعة لدرب التبانة لم تكتشف بعد، وتجدر الإشارة إلى أن المجرات القزمة ليست نوعاً مستقلاً من المجرات لأنها قد تتخذ شكلاً إهليجياً أو حلزونياً مصغراً أو حتى قد تكون ذات شكل شاذ، ويوجد نوع منها يطلق عليه «مجرة بيضاوية قزمة» هذا النوع يمتلك خصائص المجرات الإهليجية لكن بشكل مصغّر.
في دراسة أُجريت على 27 مجرة قزمة من جيران درب التبانة، توصل الباحثون إلى أن كل هذه الـ27 مجرة لها منطقة مركزية تبلغ كتلتها قرابة 10 ملايين كتلة شمسية، بغض النظر هل تتكون تلك المجرة من الآف أو ملايين النجوم، يستنتج من هذا أن المادة المظلمة لعبت دور الأسد في تشكيل المجرات، على أن ذوات الحجم الأصغر قد يوجد فيها شكل من أشكال المادة المظلمة الدافئة، وهذه غير قادرة على اللحم الجاذبي في النطاقات الصغيرة أو الأحجام الصغيرة للمجرات.

### أشكال أخرى

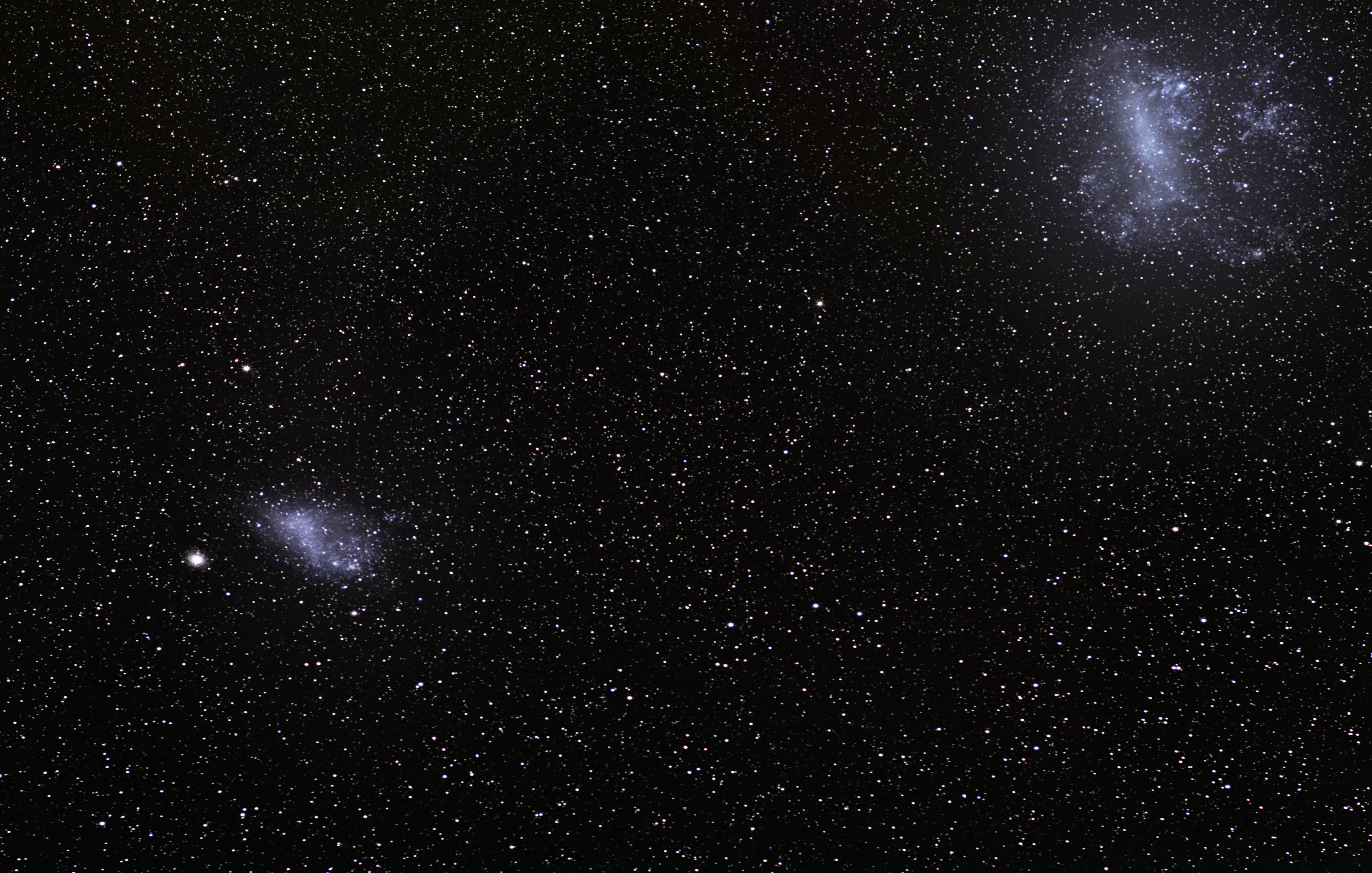
سحابتا ماجلان الكبرى والصغرى، كلتيهما مجرتان قزمتان، غير منتظمتان، وتابعتان

المجرات غير المعتادة، هي نوع من المجرات التي تطور أشكالاً غريبة واستثنائية لأسباب تعود إلى عمليات احتكاك مع مجرات أخرى، ومثال على هذا النوع هي المجرات الخاتمية، ويقصد بها مجرات تكون على شكل خاتم، حيث تدور النجوم والغازات والغبار حول نواة المجرة المكشوفة ويكون هذا الدوران على شكل خاتم يحيط بالنواة.
يعتقد أن هذا النوع يتسبب عندما تحتك مجرة صغيرة بنواة مجرة حلزونية ثم تفقدها أذرعها التي تلتحم مُشَكِّلَةً طوق أو خاتم حول النواة، حدث مشابه يعتقد أنه أثر بمجرة المرأة المسلسلة لأن رؤيتها بالأشعة تحت الحمراء تظهر للعلماء أن لها بُنية تشبه عدة خواتم في آن واحد.
أما المجرات المحدبة فإنها تعتبر شكلاً متوسطاً بين المجرات الإهليجية والحلزونية، حيث أنها تجمع خواصهما في وقت واحد، وفي تصنيف هابل يرمز لها بـ S0، وتملك أذرع حلزونية غير مرئية أو غير واضحة في نفس الوقت الذي تملك فيه هالة إهليجية من النجوم، المجرات الضلعية المحدبة يرمز لها في نفس التصنيف بالرمز SB0.

## الخصائص

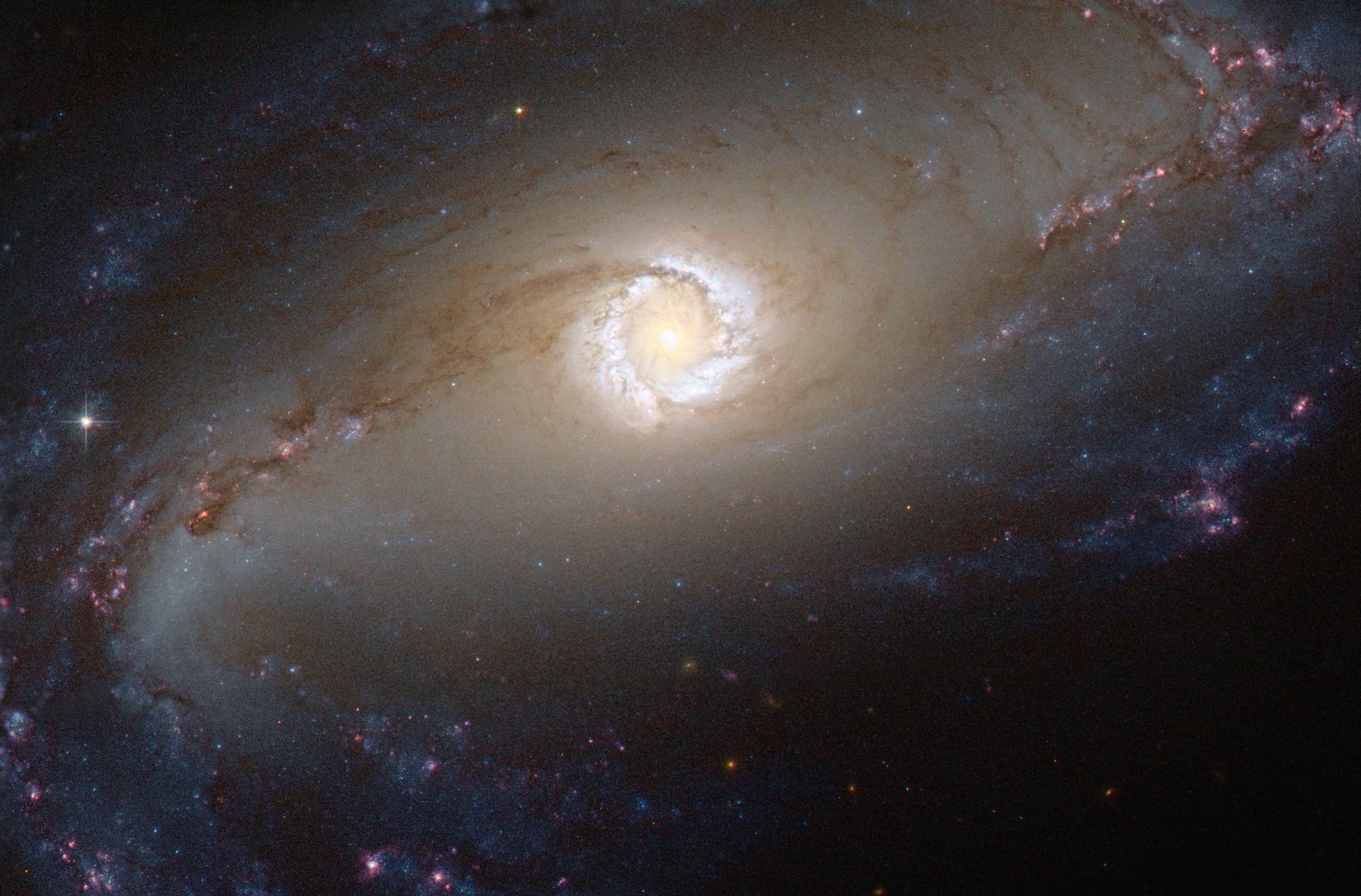
مجرة إن جي سي 1097

المجرات لها حقول مغناطيسية خاصة بها. فهي قوية بما يكفي لتكون ذات أهمية ديناميكية: فهي تدفع تدفق الكتلة إلى مراكز المجرات، وتعديل تشكيل الأذرع الحلزونية ويمكن أن تؤثر على دوران الغاز في المناطق الخارجية من المجرات. توفر الحقول المغناطيسية نقل الزخم الزاوي اللازم لانهيار السحب الغازية وبالتالي تكوين نجوم جديدة.
يبلغ متوسط قوة الأعداد المعتادة (equipartition strength) للمجرات الحلزونية حوالي 10 ميكروغرام أو 1 نانوتسلا. للمقارنة يتمتع المجال المغناطيسي للأرض بمتوسط قوة يبلغ حوالي 0.3 جرام أو 30 نانوتسلا، والمجرات ذات الإغماء الراديوي مثل M 31 وM 33، بدرب التبانة، لها حقول أضعف (حوالي 5 ميكروغرام)، تحتوي المجرات الغنية بالغاز ذات معدلات التكوين العالية للنجوم، مثل M 51 وM 83 وNGC 6946 التي تُعرف ايضاً باسم مجرة الألعاب النارية، على 15 ميكروغرام في المتوسط، ويمكن أن تصل شدة المجال إلى 25 ميكروغرام في الأذرع الحلزونية البارزة.
عثر في المناطق التي يكون فيها الغاز البارد والغبار على أقوى الحقول المغناطيسية (50-100 ميكروجرام) في مجرات الانفجار النجمي، على سبيل المثال في M 82 وفي مجرتا الهوائيات، وفي مناطق الانفجار النجمي النووي، على سبيل المثال في مراكز NGC 1097 وفي المجرات الضلعية الأخرى.

## الحركات والنشاطات غير الاعتيادية

### التفاعلات المجرية

مجرة الدوامة كما تبدو في صورة ذات دقة عالية للغاية، وهي في طور تفاعل مجري مع مجرة أخرى أصغر منها.

يحصل بين المجرات أنواع من التفاعلات تتكرر بشكل نسبي اعتماداً على موقع المجرة في العنقود المجري، لهذه التفاعلات دورٌ مهمٌ في تشكل وتطور المجرات. حينما تقترب مجرتان من بعضهما البعض، ينتج عن ذلك تشوه شديد في بُنيتيهما معاً بسبب المد والجزر المجري، وفي بعض الأحيان قد يكون هناك تبادل غازي وغباري بينهما. أما الاصطدامات فإنها تحدث عندما تكون هناك مجرتان تحومان في الفضاء وتتخذان مساراً ارتطامياً نحو بعضهما البعض مع وجود زخم كافٍ نسبياً كي لا تندمجان، النجوم في هذا النوع من التفاعل لن ترتطم ببعضها عادة لأن المسافات الكونية كبيرة للغاية في هذا النطاق ولم يتم رصد حالة اصطدام نجمي إطلاقاً، لكن الغازات والغبار سيتفاعلان إيذاناً ببدء عمليات ولادة نجمية جديدة، وهذا الاصطدام سيقطع الروابط بين المجرة ويعيد ترتيبها من جديد مشكلاً أعمدة، خواتم، أو أشكال تشبه الذيل.
ويُعد الاندماج المجري هو أكبر التفاعلات المجرية، في هذه الحالة نجد أن الزخم النسبي للمجرتين غير كافي للسماح للمجرتين بالمرور عبر بعضهما البعض، لكن عوضاً عن ذلك نجدهما تندمجان وتلتحمان وتذوبان في بعضهما البعض معلنةً تشكيل مجرة جديدة واحدة تتضمن كل من شارك بالاندماج، في حالة كانت أحد المجرات ذات كتلة أكبر بكثير من الأخرى فإن هذا الحدث الكوني يصبح أكثر وحشيةً مما هو عليه أصلاً، لأن تلك الصغيرة نسبياً ستُبتلع بالكامل من قبل الكبيرة وستقطع أواصرها وتمزق كل الروابط فيها وتتوزع في أرجاء المجرة الكبيرة وتصبح نسياً منسيا، في ذات الوقت الذي تحافظ فيه المجرة الكبيرة على هيئتها قبل الاصطدام دون تغيير كبير نسبياً.
في الوقت الحالي مجرتنا درب التبانة ستقوم بهذا الحدث الكوني ضد مجرة كانيس ميجور القزمة والمجرة الإهليجية القوسية القزمة، وكلتاهما مجرتان تابعتان لدرب التبانة، وفي المستقبل ستكون هاتان المجرتان جزء من التاريخ، بعد اندماجهما في درب التبانة. بالإضافة إلى أن سحابتي ماجلان قد يكونا اصطدمتا بدرب التبانة في الماضي السحيق.

### مجرات الانفجار النجمي

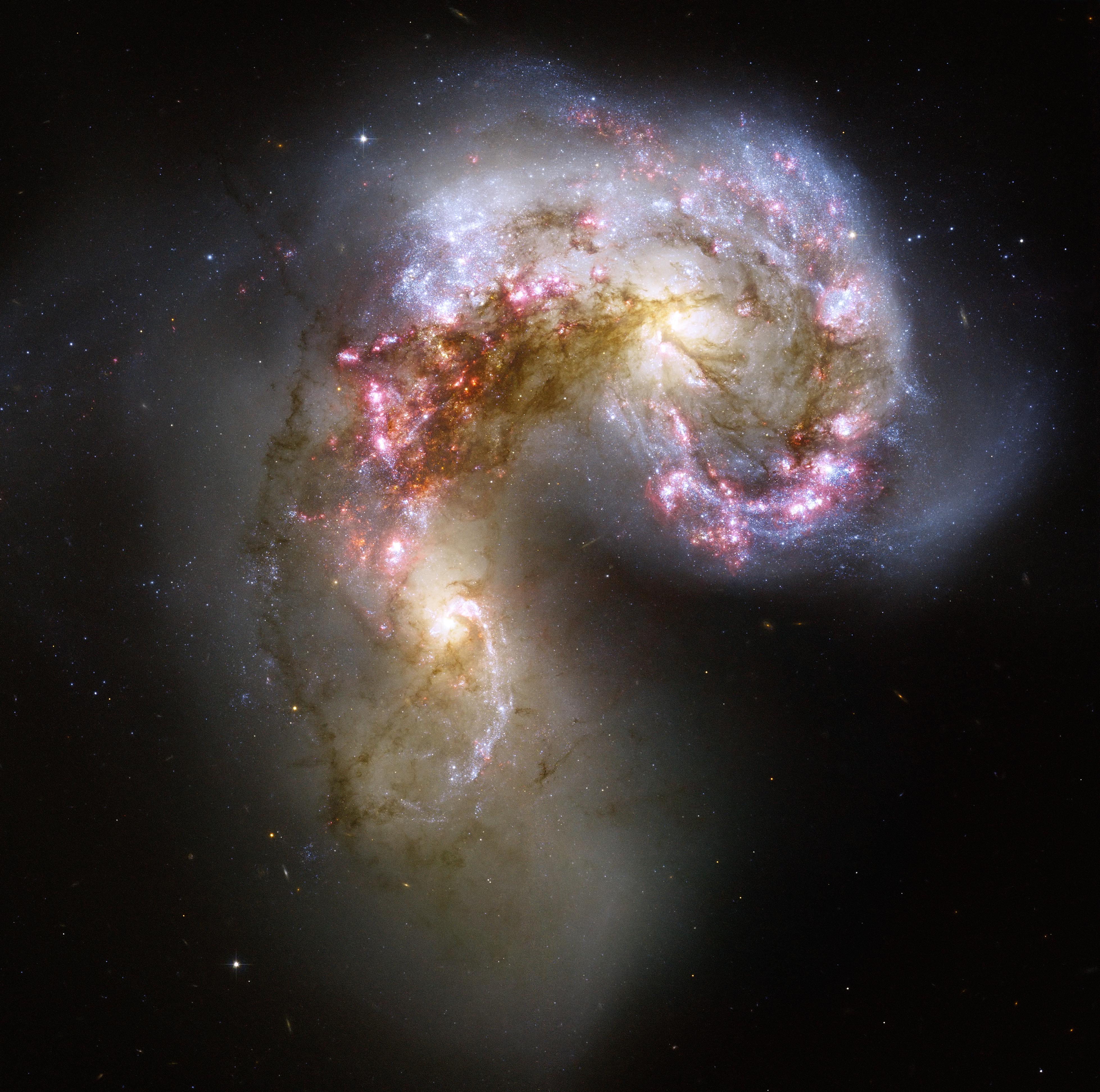
مجرتي الهوائيات، ويلاحظ أنهما في طور تفاعل مجري أدى إلى تفجير قوي جداً بمعدل ولادة النجوم، وهذا عائد إلى احتكاك الغازات والغبار فيما بينهما

تولد النجوم أساساً في المجرات من خلال تجمع الغازات الباردة التي تكوّن بدورها سحابة جزيئية عملاقة فتجتمع الذرات الموجودة في السحابة بفعل الجاذبية شيئاً فشيئاً فتتضخم وتبتلع المزيد ثم المزيد من الذرات حتى يولد النجم.
رُصد لدى بعض المجرات معدل ولادة نجوم استثنائي وتعرف بـ«الانفجار النجمي»، وفي هذه الحالة ستستهلك هذه النجوم المخزون الاحتياطي للمجرة من الغازات في فترة زمنية وجيزة مقارنة بأعمار المجرات، وتجدر ملاحظة أن جميع نشاطات الانفجار النجمي تحصل خلال عشرة ملايين سنة فقط، وهذه مدة زمنية قصيرة للغاية مقارنة بأعمار المجرات التي تعد بالمليارات ويتوقع لها أن تدوم لعشرات المليارات. إن مجرات الانفجار النجمي كانت أكثر وفرةً في فجر الكون، وفي وقتنا الحاضر لا زالت تلعب دوراً هاماً حيث تشكل قرابة 15% من مجموع النجوم المولودة.
يمكن تمييز مجرات الانفجار النجمي من خلال تركيز الغاز وكذلك من مظهر النجوم حديثة الولادة، بما فيها النجوم العملاقة التي تؤين السحب المحيطة بها مكونة منطقة هيدروجين II. ينتهي المطاف بهذه النجوم العملاقة إلى الانفجار كمستعرات عظمى، فتؤدي إلى نثر وتوزيع وتحريك بقاياها نحو الفضاء، ثم تتفاعل هذه البقايا بقوة مع الغازات المحيطة، وبالتالي تستمر هذه السلسلة من ولادة وموت النجوم حتى يستهلك جميع الغاز المتوفر أو يتناثر إلى جهات بعيدة فلا يتفاعل مرة أخرى، حينها فقط تتوقف هذهِ النشاطات.
غالباً ما ترتبط الانفجارات النجمية بالاندماجات أو التفاعلات المجرية. المثال الأولي لمثل هذه العملية يمكن متابعته في مجرتي مسييه 82 ومسييه 81، حتى المجرات الشاذة قد تؤوي انفجارات نجمية في مناطق متفرقة داخلها.

### النواة النشطة

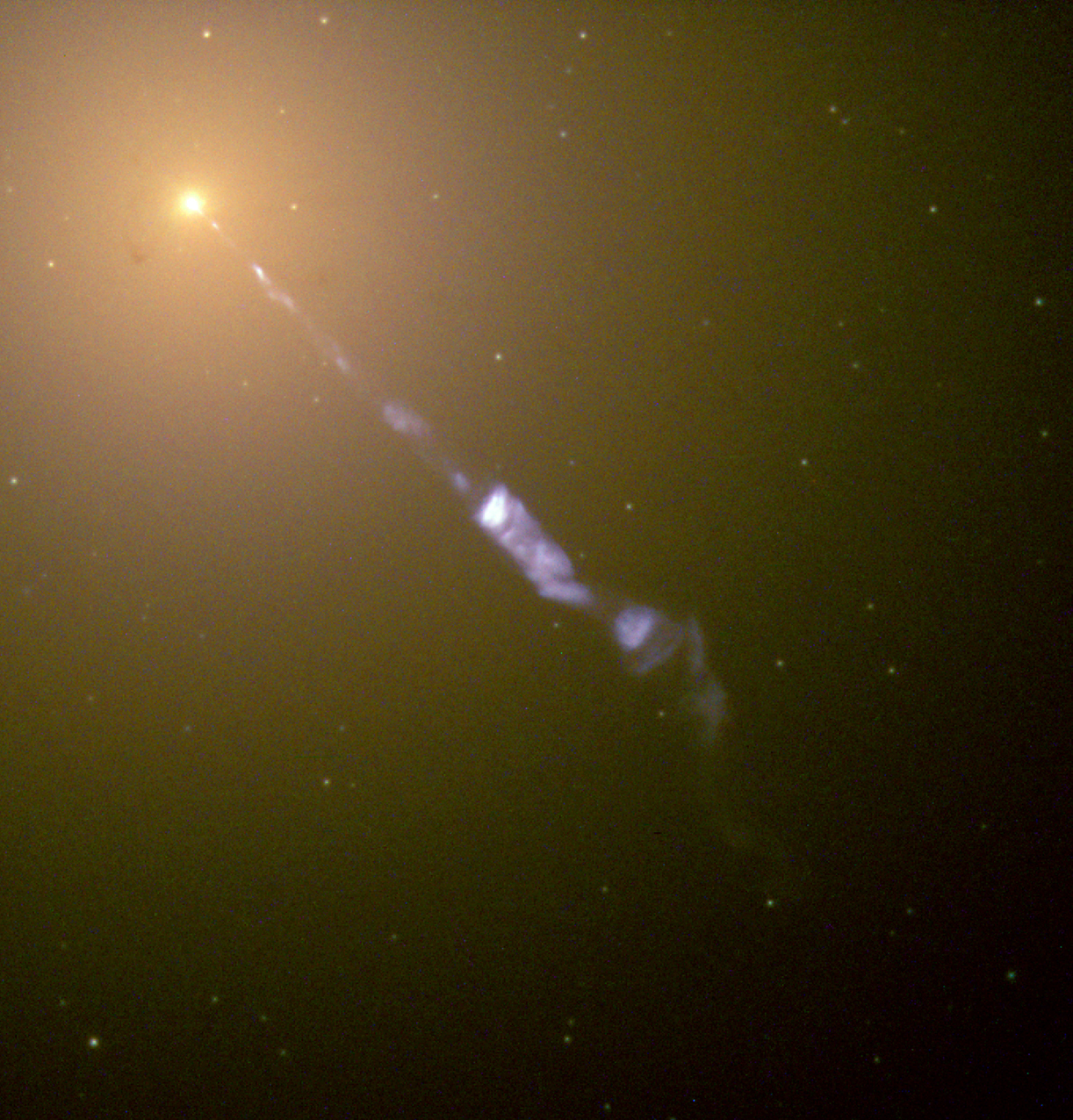
مسييه 87، مجرة إهليجية ضخمة، يظهر فيها بوضوح عمود من المادة منفوث من النواة النشطة بسرعات تكاد تقارب سرعة الضوء، يبلغ طول عمود المادة المنفوثة هذا قرابة خمسة الآف سنة ضوئية

جزء من المجرات المرصودة تصنف على أنها «نشطة»، والمقصود بهذا النوع هو: مجرة تنتج جزء كبير من طاقتها من مصادر غير نجمية أو غبارية أو وسط بين نجمي. يجب ملاحظة أنه من الممكن أن تكون المجرة حلزونية ونشطة في ذات الوقت.
النموذج القياسي لهذا النوع مبني أساساً على القرص المزود المتشكل حول ثقب أسود فائق الضخامة في نواة المجرة. إن الأشعة الصادرة من هذا النوع من المجرات تنتج بسبب الطاقة التي تسببها المادة أثناء سقوطها في جوف الثقب الأسود، في حوالي 10% من هذه الأجرام يقوم زوجان متقابلان من انبعاثات الطاقة بقذف الجزيئات من النواة بسرعات تقارب سرعة الضوء، ولا زالت آلية عمل هذا الحدث غير مفهومة.
تصنف المجرات النشطة التي تبث إشعاعاً قوياً عن طريق الموجات السينية على أنها من مجرات زايفرت أو على أنها نجم زائف (كويزار) وهذا بناءً على إضاءتها. بينما مجرة درب التبانة تعتبر ذات مصدر ضعيف للأمواج الراديوية نسبةً إلى المجرات الراديوية.

#### النجم الزائف المتوهج
يعتقد أن النجم الزائف المتوهج ليس إلا مجرة نشطة لكن أعمدة النفث النسبية الخاصة بها والتي تقذف الجزيئات تبدو في زاوية موجهة نحو الأرض، كذلك المجرة الإشعاعية (الراديوية) تبث إشعاعات من خلال هذه الأعمدة. ويفرق بين هذا النوع من المجرات النشطة من خلال الزاوية التي يرصد منها.

#### لاينر
هذا النوع يحتمل أنه يرتبط بالمجرات النشطة، وكلمة لاينر (LINERS) اختصار لـ (low-ionization nuclear emission-line regions) التي تعني «مناطق الانبعاثات الخطية النووية منخفضة التأين»، الانبعاثات التي تصدر من هذا النوع من المجرات يغلب عليها طابع العناصر منخفضة التأين، وقرابة ثلث المجرات القريبة من مجرة درب التبانة مصنفة على أنها ذات نواة لاينر.

#### زايفرت

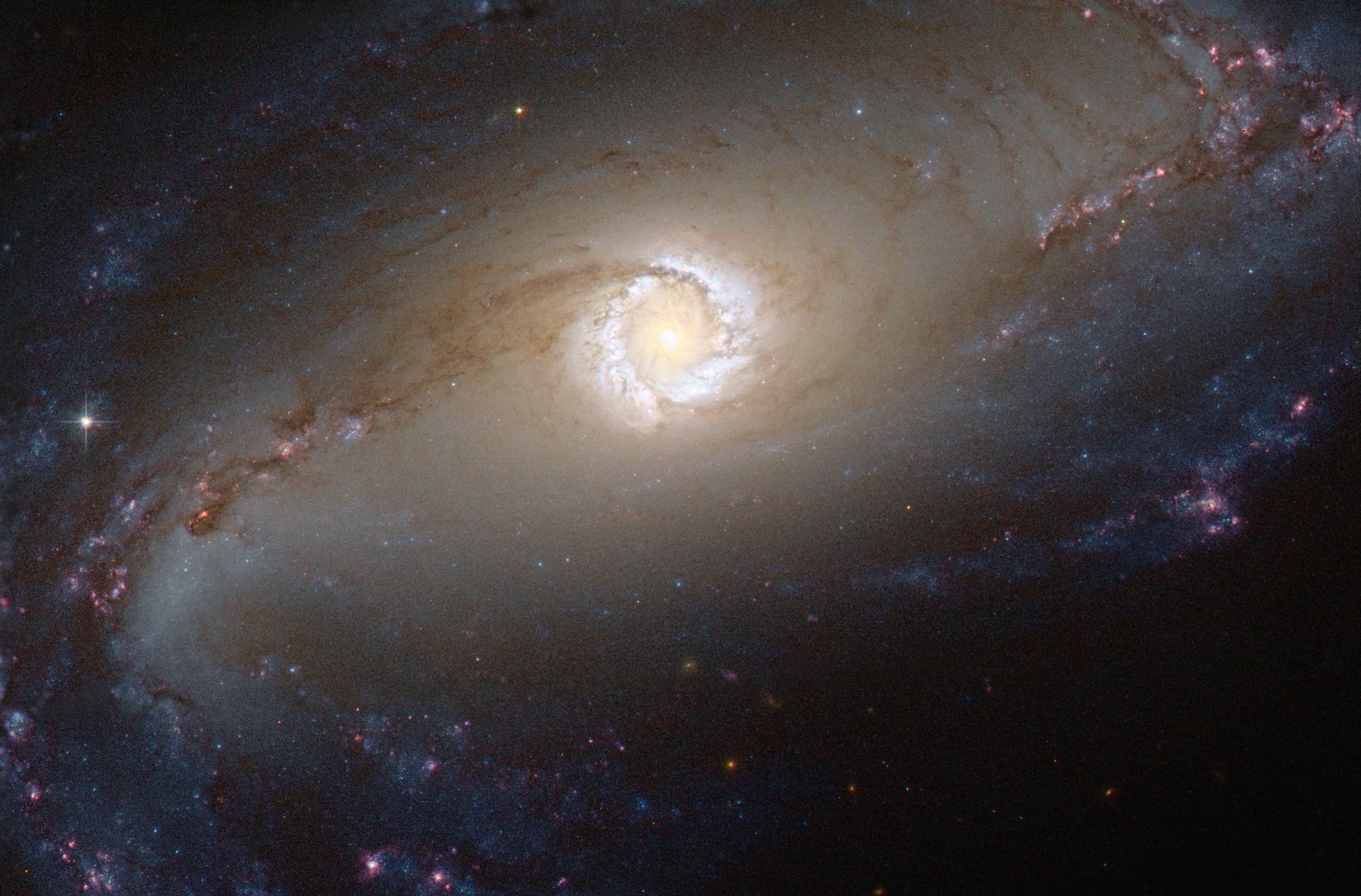
إن جي سي 1097 هي مجرة زايفرت. ويبدو أن ثقباً أسوداً كبير الكتلة يشغل مركزها وتقدر كتلتهُ بنحو 100 مليون كتلة شمسية ويقوم بابتلاع المادة المحيطة به.

مجرات زايفرت (بالإنجليزية: Seyfert)‏ هي أحد المجموعتان الكبيرتان اللتان تشكلان المجرات النشطة، حيث أن المجموعة الأخرى هي نجم زائف، هذا النوع لهُ نواة تشبه نواة النجم الزائف (متلألئة للغاية، ومصدر بعيد جداً وقوي للأشعة الكهرومغناطيسية)، لكنها على عكس النجم الزائف فإن المجرة المضيفة لها يمكن رصدها بوضوح، ويعتقد أن هذا النوع يشكل 10% من مجموع المجرات، عند رصد هذهِ المجرة بالضوء المرئي تبدو كأي مجرة حلزونية عادية، لكن عندما يتم مشاهدتها بأطوال موجية مختلفة يتغير الوضع حيث أن لمعان نواتها وحدها تعادل لمعان مجرات بأكملها بحجم مجرة درب التبانة. كارل زايفرت هو أول من وصف هذا النوع.
هذا النوع ذو شكل غريب ويعتبر مصدراً راديوياً قوياً جداً، كذلك فهي تطلق أشعة تحت الحمراء وأشعة سينية كثيفة، وفي نواتها انفجار يطلق المواد بسرعات تبلغ آلاف الكيلومترات بالثانية.

#### النجم الزائف

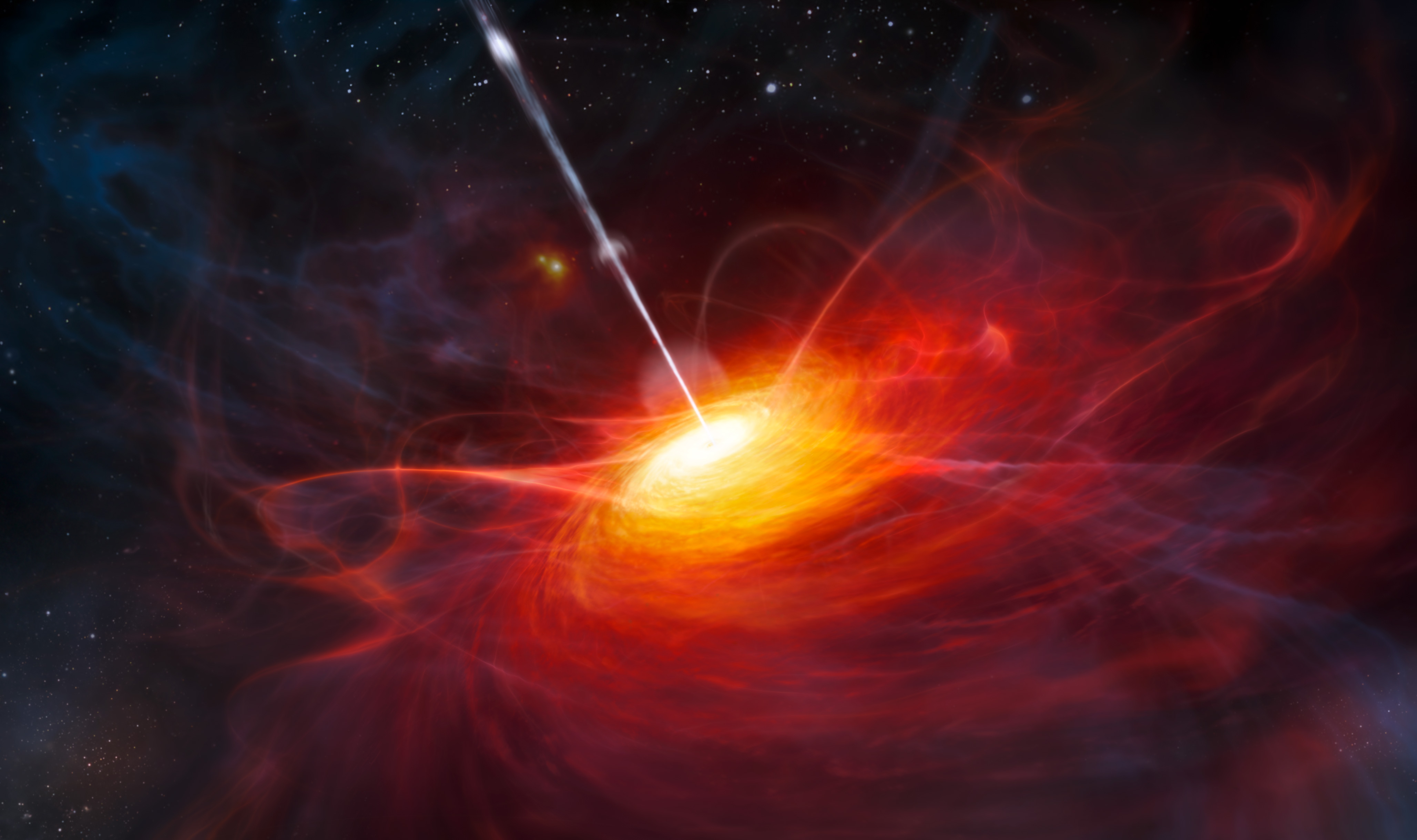
صورة تخيلية لنجم زائف في قلبه ثقب أسود فائق الضخامة يبتلع المادة من حولهِ

النجم الزائف هو أبعد وأكثر الأجرام المصنفة تحت النواة المجرية النشطة إفرازاً للطاقة، النجم الزائف لامع ومتلألئ وساطع إلى حد التطرف الشديد، وفي بادئ الأمر تميز وتصنف على أنها مصدر عالي للانزياح الأحمر الخاص بالطاقة الكهرومغناطيسية، بالإضافة إلى الضوء المرئي وموجات الإشعاع (الراديو) حيث تعتبر مصدراً قوياً لهما لا مثيل له، وهي تبدو أقرب شبهًا للنجم من المجرة، ويبلغ لمعان نجم زائف تقليدي واحد ما يعادل سطوع مائة مجرة درب تبانة.

### المجرات المضيئة بالأشعة تحت الحمراء
يبدو شكل هذه المجرة على أنها منعزلة وغنية جداً بالغازات ومصدر طاقتها نابع من ولادة النجوم. هذه المجرات تقاس بكونها أعلى من 1011 ضياء شمسي، وهذا النوع متوافر أكثر من توافر مجرات الانفجار النجمي، وكمية الإشعاعات والطاقة التي يبثها هذا النوع في الأشعة تحت الحمراء أكثر من كمية الإشعاعات والطاقة التي يبثها في باقي الأطوال الموجية مجتمعةً، ويبلغ ضياء هذا النوع من المجرات قرابة 100 مليار مرة من ضياء الشمس.

## الانفجار العظيم ونشأة المجرات

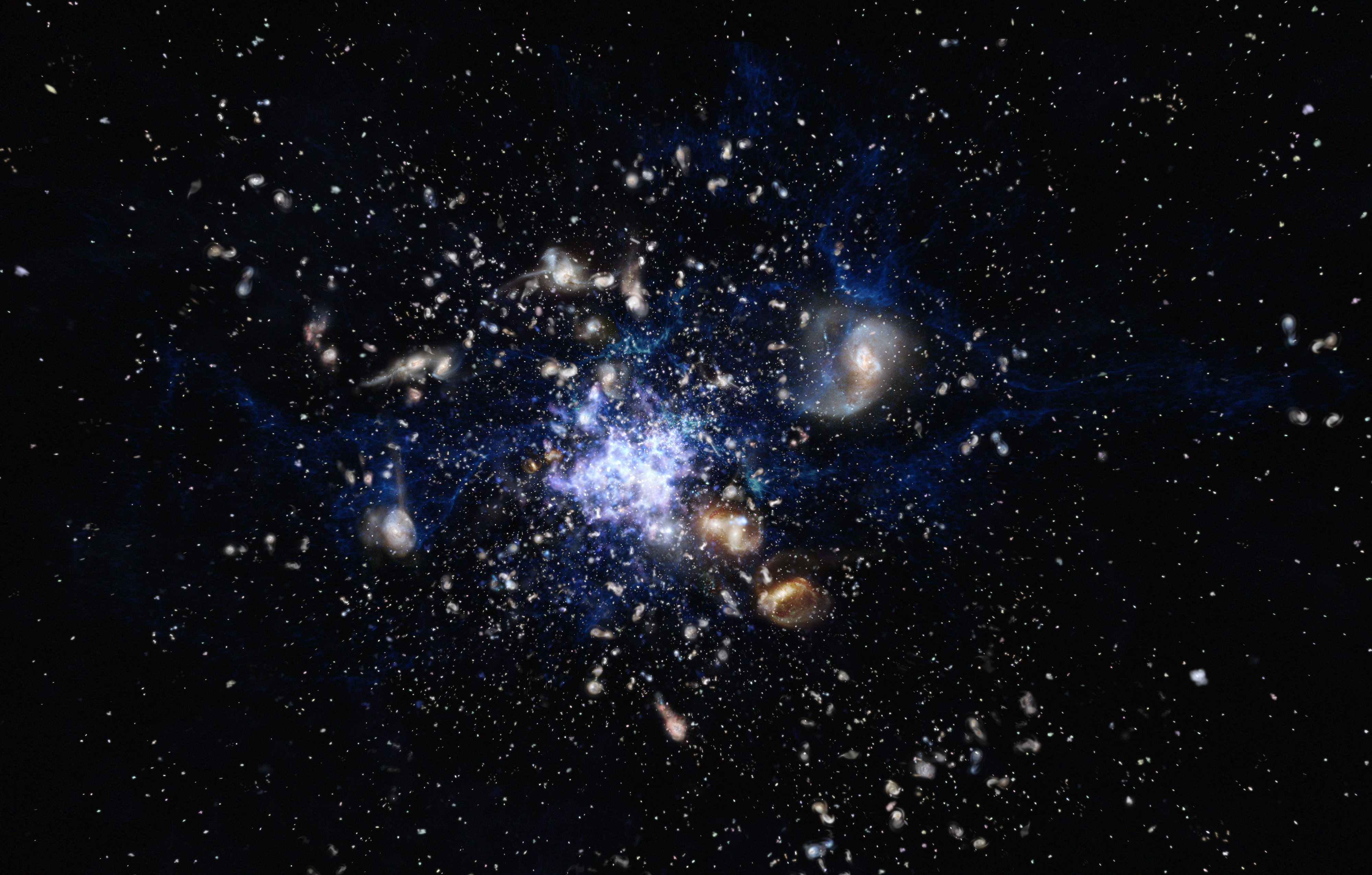
رسمة فنان عن تشكيل تكوين أوائل الكون

سديم الجبار كما صوره مرصد هابل الفضائي، ويعتقد أن بعض المجرات تشكلت من سُدم مماثلة لكن بأحجام أكبر بكثير.

يعتقد بعض العلماء أن المجرات بدأت بالتشكل بعد الانفجار العظيم بثلاث مائة ألف سنة، على أن الوسط العلمي يقر أن الذرّة التي شكلت الانفجار العظيم لا يمكن أن تكون قد نشأت من العدم، لأن أبسط بديهيات الفيزياء تقول أن «الطاقة لا تخرج من العدم»، لذا يرى أغلب العلماء أننا لن نتمكن أبداً من معرفة ما الذي حدث قبل الانفجار العظيم، إذاً نحن نعلم ما الذي حدث بعد الانفجار لكن لا ولن نعلم أبداً ماذا حدث قبله، أما عالم الكونيات البريطاني بول دايفس فيقول:
| « | لقد دلت الحسابات أن سرعة توسع الكون تسير في مجال حرج للغاية، فلو توسع الكون بشكل أبطأ بقليل جداً عن السرعة الحالية لتوجه إلى الانهيار الداخلي بسبب قوة الجاذبية، ولو كانت هذه السرعة أكثر بكثير عن السرعة الحالية لتناثرت مادة الكون وتشتت الكون، ولو كانت سرعة الانفجار تختلف عن السرعة الحالية بمقدار جزء من مليار جزء لكان هذا كافياً للإخلال بالتوازن الضروري لذا فالانفجار الكبير ليس انفجار اعتيادياً بل عملية محسوبة جيداً ومنظمة من جميع الأوجه. | » |

ثم يقول أيضاً:
| « | إن من الصعب جداً إنكار أن قوة عاقلة ومدركة قامت بإنشاء بنية هذا الكون المستندة على بنية حساسة جداً، إن الحسابات الرقمية الحساسة جداً والموجودة في أسس الموازنات الحساسة دليل قوي جدا على وجود تصميم على نطاق الكون. | » |

وبالتالي فإن دايفس يؤكد وجود تصميم ذكي للانفجار العظيم لا يمكن أن تكون العشوائية سببه، وهو نفس موقف علماء فيزياء فلك آخرين.
في ذلك الوقت بالتحديد (300 ألف سنة بعد الانفجار) بدأت ذرات الهيدروجين والهيليوم بالتشكل في حقبة زمنية يطلق عليها «إعادة الاندماج»، تقريباً كل ذرات عنصر الهيدروجين كانت محايدة (غير مؤينة) لذا فقد كان جاهزاً لامتصاص الضوء، ولم تتشكل أية نجوم بعد لذا يطلق على هذهِ الحقبة أيضاً اسم «الحقبة المظلمة» بسبب عدم وجود أية إضاءة فيها، وقد بدأت البُنى الكبيرة بالتشكل من خلال المادة البدائية الكثيفة والمتباينة الخواص، وكنتيجة لهذا بدأت مواد الباريون بالتكثف في هالات من المادة المظلمة الباردة، انتهى المطاف بهذهِ البُنى البدائية إلى تشكيل المجرات التي نشاهدها اليوم.

### طلائع المجرات

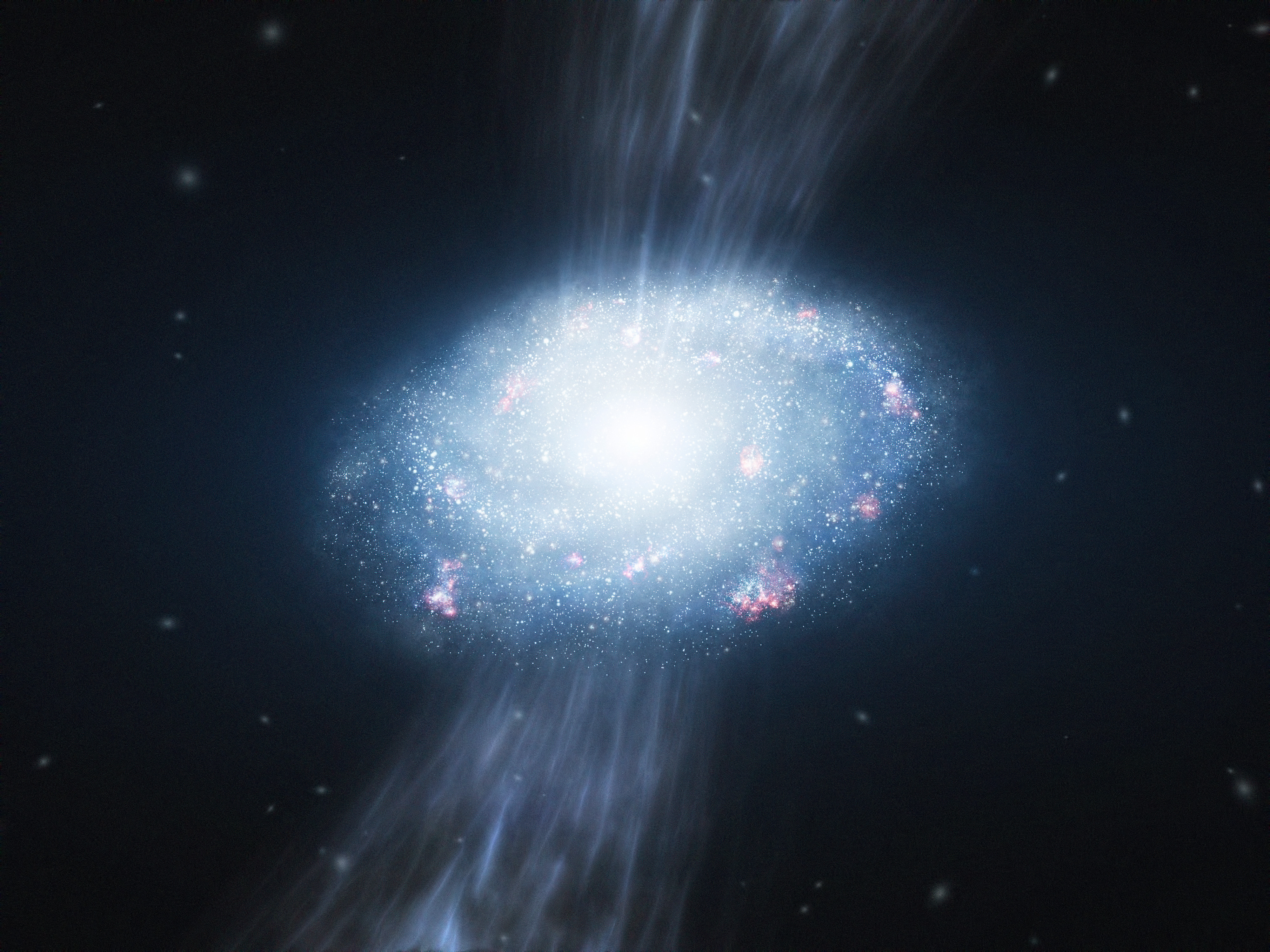
انطباع فني عن المجرة الصغيرة التي تكونت

اكتشف الدليل على أولى المجرات المتشكلة في عام 2006، حينما اكتشف أن المجرة IOK-1 لديها انزياح أحمر عالي غير طبيعي يبلغ 6.96، وهذا يعادل حوالي 750 مليون سنة بعد الانفجار العظيم، وبالتالي فهي أقدم مجرة بدائية اكتشفت حتى 2012، وفي تلك الفترة كان بعض العلماء يتوقعون وجود مجرات أقدم من هذه، وهذا ما حصل بالفعل حيث اكتشف في عام 2012 مجرة UDFj-39546284 فأصبحت أقدم الأجرام المرصودة على الإطلاق بانزياح أحمر يبلغ 11.9، وقدر عمرها قرابة 380 مليون سنة بعد الانفجار العظيم (الذي حصل أصلاً قبل حوالي 13.8 مليار سنة تقريباً)، إن وجود هذه المجرة البدائية يدفع إلى الاعتقاد بأنها تكونت خلال «الحقبة المظلمة».

### تكون طلائع المجرات

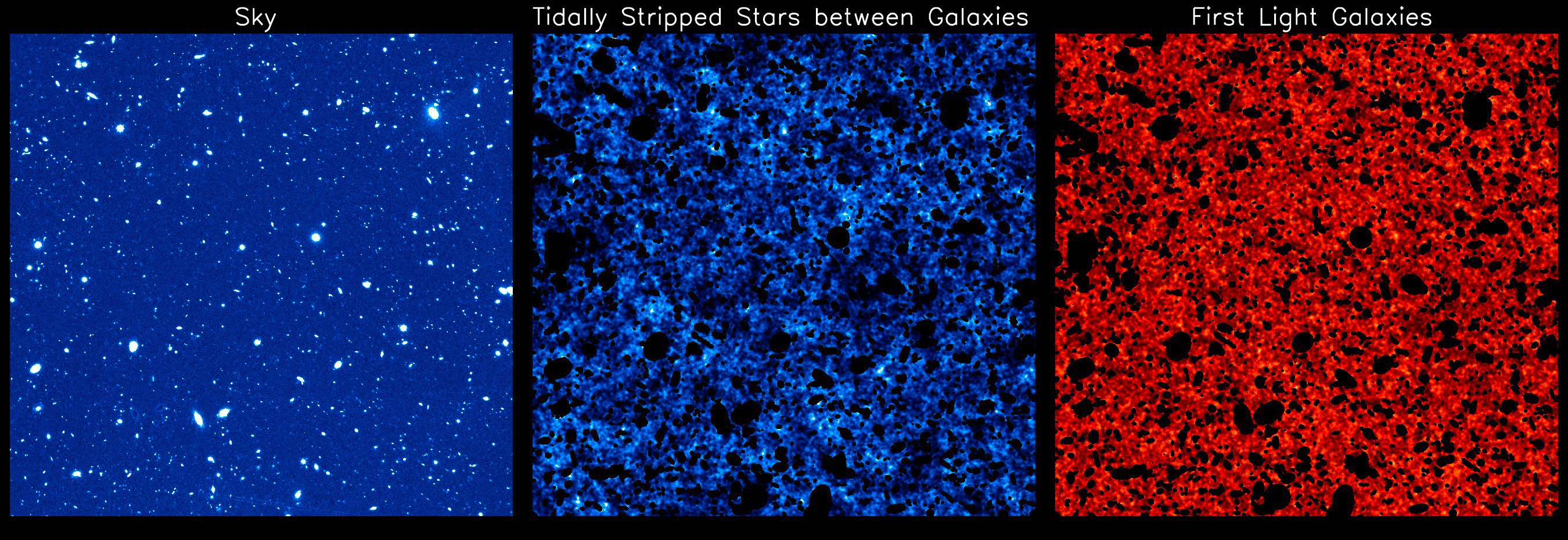
مكونات مختلفة والقريبة من الأشعة تحت الحمراء التي اكتشفها تلسكوب هابل في السماء

يرى البعض أن المجرات تتكون بنفس الطريقة التي تتكون فيها النجوم بالضبط لكن على نطاق أكبر حيث تتطور من خلال سديم هائل جداً يبلغ اتساعه عدة ملايين السنين الضوئية ثم يبدأ بالانسحاق على بعضهِ مشكلاً كل هذه النجوم، لكن تفاصيل تكون أوائل المجرات يعتبر أحد الأسئلة المفتوحة في علم فيزياء الفلك، ونظرياته يمكن تقسيمها إلى نوعين: «من أعلى إلى أسفل»، و«من أسفل إلى أعلى»، فتفترض النظرية الأولى أن المجرات تكونت أساساً من بُنى كونية شديدة العِظم ثم تفككت وتقطعت إلى الحالة التي نراها اليوم خلال فترة زمنية تقدر بمئة مليون سنة، بينما نظرية «من أسفل إلى أعلى» فتفترض العكس تماماً، حيث يعتقد أن المجرات تكونت من بُنى صغيرة للغاية ثم أخذت بالتضخم شيئاً فشيئا، حيث كونت العناقيد المغلقة ثم كونت هذه بدورها المجرات الكبيرة.
ما أن تبدأ المجرات البدائية بالتشكل حتى تبدأ النجوم من النوع lll بالظهور فيها، ويقصد بالنجوم من هذا النوع هو تلك الغنية جداً بالهيدروجين والهيليوم، لكنها فقيرة للغاية بالعناصر الثقيلة، وقد تكون أحجامها كبيرة أيضاً، فإن كان الأمر كذلك فإنها ستستنفد وقودها بسرعة كبيرة (يقصد بوقودها هنا الهيدروجين) ثم تتحول إلى مستعر أعظم مطلقةً العناصر الثقيلة التي سوف تتشكل بسبب الانفجار إلى الوسط بين النجمي. عندما تنفجر النجوم من هذا النوع فإنها تعيد تأيين الهيدروجين الموجود حولها منشئةً فقاعات متوسعة من الفضاء يمكن للضوء التخلخل فيها لذا نستطيع رؤيتها.

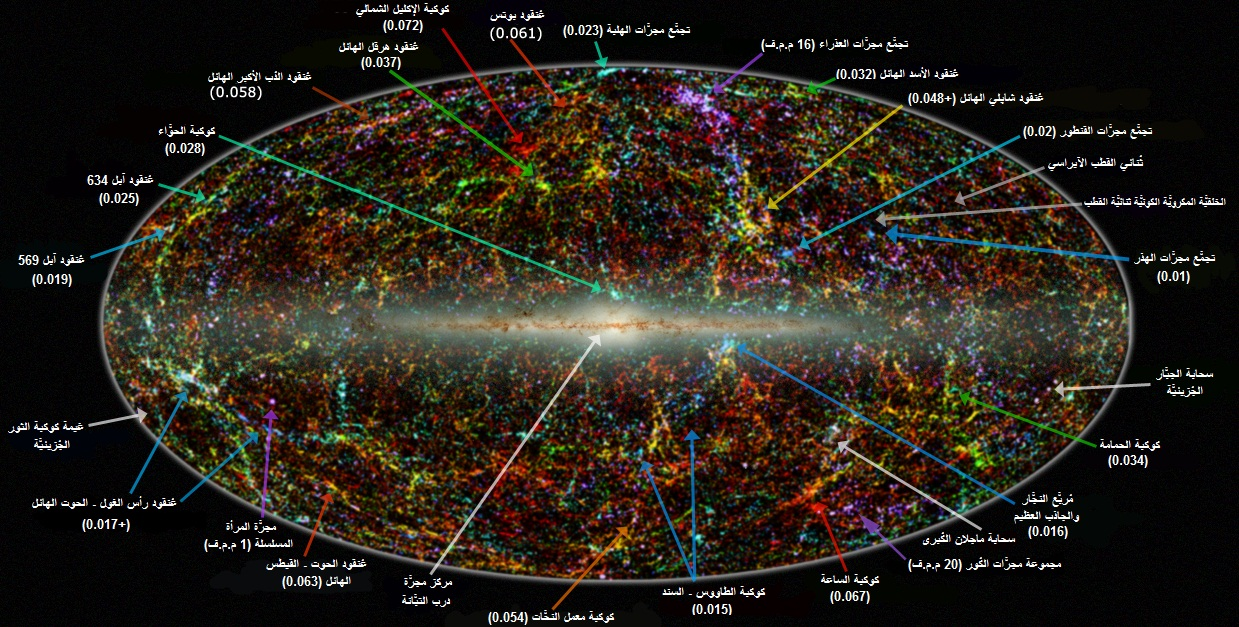
منظر بانورامي لكامل الكون باستخدام أشعة تحت حمراء تُظهر توزيع المجرات خارج درب التبانة. المجرات مقسّمة لونيًا وفق انزياحها الأحمر
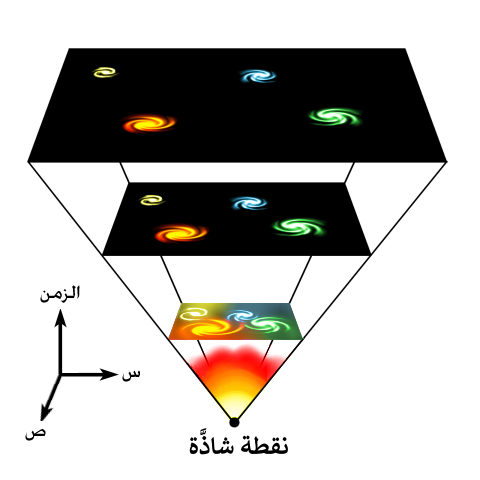
وفقًا لنموذج الانفجار العظيم، فإن الفضاء الكوني يتمدد من حالة حارة شديدة الكثافة، وما زال يتمدد إلى اليوم. يوضح هذا المخطط تمدد مسطح لجزء من الكون، حيث تتباعد المجرات مع التمدد.

### التطور

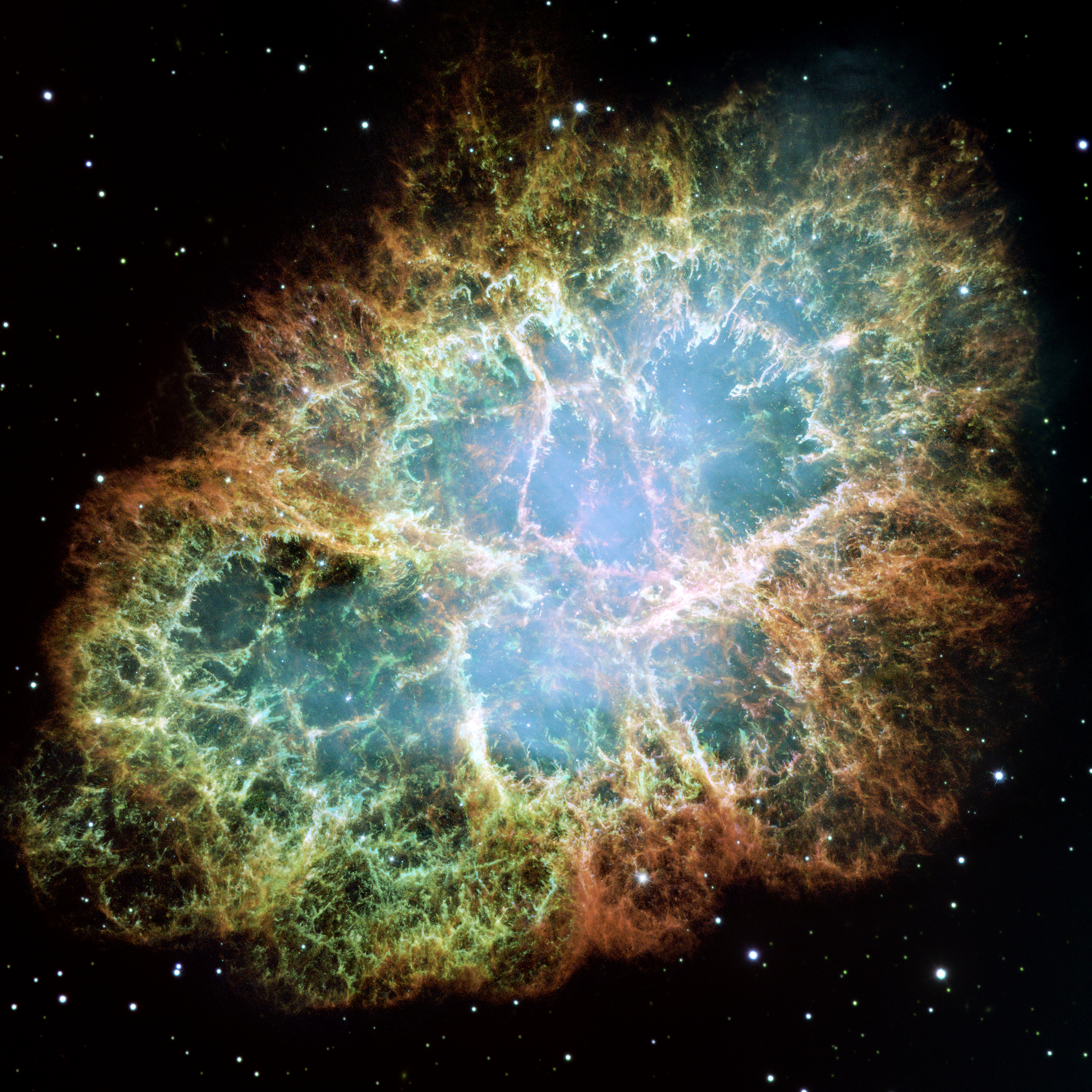
مستعر أعظم، يلعب دوراً أساسياً في تطور المجرة حيث يزيد توافر العناصر الثقيلة فيها، وذلك من خلال قوة الانفجار الشديدة التي تدمج نوى العناصر الخفيفة إلى أخرى أثقل.

بعد مليار سنة من تشكل المجرة، تبدأ العناصر الأساسية فيها بالظهور بوضوح، ويمكن تلخيص هذه العناصر كالتالي: العناقيد المغلقة، الثقب الأسود فائق الضخامة في نواتها، والحوصلة المجرية للنجوم من النوع ll (وهو نوع فقير بالمعادن)، نشأة ثقب أسود فائق الضخامة في مركز المجرة يلعب دوراً هاماً بتكفله بتنظيم نمو المجرة عن طريق ضبط كمية المادة الجديدة التي تدخل المجرة. خلال هذا العصر تكون المجرة خاضعة لانفجار نجمي تتشكل فيه نجوم جديدة بمعدل عال.
أما خلال الملياري سنة التي تتلو المليار الأول، تقوم المادة المتراكمة بالاستقرار في قرص مجرة، وستستمر المجرة بابتلاع السحب فائقة السرعة والمجرات القزمة، وهذه المادة غالباً ما تكون هيدروجين وهيليوم. دورة ولادة ووفاة النجوم تزيد بثبات توافر العناصر الثقيلة، مما يسمح بتشكل الكواكب.
تطور المجرات يمكن له أن يتأثر بشكل شديد للغاية بعمليات التفاعل بين المجرات وكذلك بالاصطدامات والاندماجات، كانت الأخيرة منتشرة في العصور الأولى لتكون المجرات، حيث كانت الغالبية العظمى من المجرات مشوهة الشكل وغريبة وليست ذات أنماط معينة. وبناءً على المسافات الشاسعة بين النظم النجمية فإن النجوم غالباً لن تتأثر بالاصطدامات المجرية، وعلى أية حال فإنه منذ أن بدأ البشر بدراسة النجوم والمجرات لم يتم رصد حالة اصطدام بين نجمين على الإطلاق.
التقطيع والتمزيق الجاذبي للغبار والغازات البين نجمية التي تشكل الأذرع الحلزونية ستنتج ما يمكن أن يطلق عليه قطار طويل من النجوم تُعرف بـ«ذيول المد والجزر»، وكأمثلة على هذه الحالة يمكن مشاهدة مجرتي الفئران، ومجرتي الهوائيات.
درب التبانة والمرأة المسلسلة تتجهان نحو بعضهما البعض بسرعة 130كم/ثانية، وبناءً على المسافة بينهما فإنهما ستصطدمان بعد حوالي خمسة مليارات عام، وعلى مدار تاريخ درب التبانة فإنه لم يسبق لها أن اصطدمت بمجرة أكبر منها كالمرأة المسلسلة، على أن أدلة اصطدام درب التبانة بمجرات قزمة تتزايد.
التفاعلات بين المجرات على هذا النطاق الكبير كالذي سيحدث بين درب التبانة والمرأة المسلسلة نادر الحصول في زمننا الحاضر، لكنه كان أكثر شيوعاً في الماضي السحيق. أغلب المجرات ذات الإضاءة الشديدة لم تُمَس بأي تفاعل مع مجرة أخرى منذ بضعة مليارات السنين، أي بقيت مستقرة نسبياً خلال فترة زمنية طويلة نوعاً ما، كذلك معدل ولادة النجوم في هذه المجرات بلغ ذروته قبل عشرة مليارات سنة.

### الاستشرافات المستقبلية
المجرات الحلزونية كدرب التبانة تولد فيها نجوم جديدة طالما أن المادة الخام متوافرة بكثافة وهي: السحب الجزيئية، الغبار، والغاز البين نجمي والمتكونة من الهيدروجين المتواجد في الأذرع الحلزونية، أما الإهليجية فإنها تخلوا من غازات كهذه وغبار لذا فإن معدل ولادة النجوم فيها قليل نسبياً، مع ملاحظة أن إمدادات العناصر الأساسية اللازمة لولادة النجوم محدودة لذا فإن عمليات الولادة والوفاة المتكررة ستستنفذ مخزون الهيدروجين لأنه سيتحول إلى عناصر أثقل عند انفجار النجم كمستعر أعظم وبالتالي يصل المخزون الهيدروجيني إلى نهاية وعندها تتوقف عمليات الولادة.
يُعتقد أن العصر الحالي لتشكل النجوم الجديدة المفعمة بالحيوية سيستمر حتى مئة مليار سنة، ثم سوف تبدأ حقبة جديدة من النجوم المعمرة تدعى «حقبة النجوم»، وستستمر هذه الحقبة من عشرة ترليونات حتى مائة ترليون سنة، تسود فيها الأقزام الحمراء لأن أعمارها تقدر بالترليونات، وتصبح المجرات متشكلة من البقايا النجمية بأنواعها:
- الأبيض
- البني
- الأسود
- والنجوم النيوترونية
- الثقوب السوداء

وكذلك بقايا المستعرات العظمى، هذه الأنواع ذات أعمار طويلة جداً تعد بعشرات الترليونات على عكس النجوم التقليدية كنجمنا التي تقدر أعمارها بقرابة العشرة مليارات سنة فقط، لأنها بعد نهاية هذه المدة ستتحول إلى أحد الأجرام سالفة الذكر، وفي المحصلة سيسود الكون نوع من الارتخاء الجاذبي المرتبط بالتوازن الترموديناميكي، كل النجوم ستتساقط في ثقوب سوداء فائقة الضخامة أو ستقذف في الوسط بين المجري نتيجة للاصطدامات، لكنها في النهاية ستسقط في أحد الثقوب السوداء التي يعتقد بعض العلماء أنها ستجتمع مشكلةً ثقباً أسوداً واحداً يبتلعُ الكون كله (المعيار الزمني هنا يقدر بعشرات ترليونات السنين)، لأنه في النهاية لابد للكون من التوقف عند نقطة ما، تماماً كما بدأ من نقطة ما، وكذلك كما يجهل العلماء ما الذي حدث قبل النقطة التي بدأ فيها الخلق (الانفجار العظيم) فإنهم يجهلون أيضاً ما الذي سيحدث عندما نصل إلى النقطة التي ينتهي فيها الكون.
هنا يبرز قول علماء فيزياء الفلك من أنه يوجد تصميم ذكي يتحكم بهذا الأمر بحيث لا يمكن أن يكون عشوائياً أو عرضة للصدفة.

## البُنى الكونية فائقة العظم

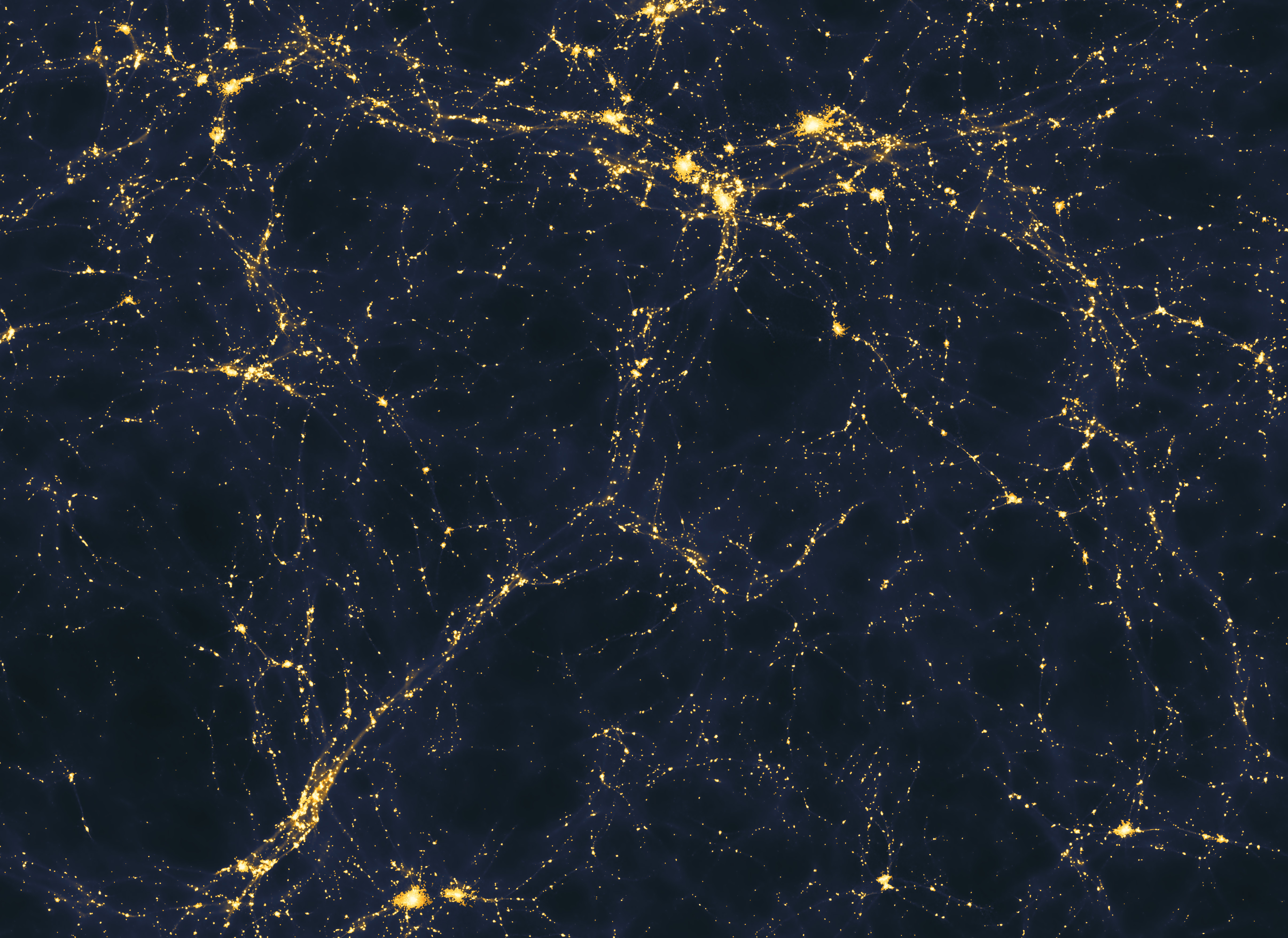
خيط مجري، يعد أكبر البُنى الكونية على الإطلاق، فهو يتشكل من ملايين أو مليارات المجرات.

المسوحات التي تُجرى في الفضاء السحيق تبين أن المجرات غالباً ما تكون في مجموعات أو في عناقيد مجرية، ونادراً ما نُشاهد مجرات لم تتعرض للتفاعل مع مجرات أخرى خلال المليار سنة الماضية، وحوالي 5% من المجرات يمكن أن توصف بـ«المجرة المنعزلة تماماً» عن أي مجموعة أو عنقود مجري آخر، هذه المجرات من البديهي أنها ليست في طور أي تفاعل مع أي مجرة أخرى ولن يحدث ذلك خلال مدة طويلة في المستقبل بسبب انعزالها التام عن باقي المجرات، لكن هذا لا يعفيها من أنها قد تعرضت لهذه التفاعلات في مرحلة مبكرة من عمرها، ويعتقد أن هذه المجرات لديها مجرات تابعة صغيرة، ويعتقد كذلك أن المجرات المنعزلة لديها معدل ولادة نجوم أعلى من المتوسط بسبب أن انتظام غازاتها وأغبرتها لم يتعرض للتمزيق جراء التفاعل مع مجرة أخرى.
الكون في حالة تمدد مستمر لذا فإن المجرات بطبيعة الحال تبتعد عن بعضها البعض استناداً لقانون هابل، لكن الترابط بين المجرات يمكن أن يتغلب على هذا التمدد ويبقيها في مجموعات وعناقيد متراصة بفعل جاذبيتها المتبادلة، لكن هذا أيضاً لا يعفيها من التمدد لأن الفارق هو أن العنقود المجري بأكمله سيتمدد بدلاً من المجرات وحدها، يعتقد أن هذه الترابطات قد تشكلت في مرحلة مبكرة من عمر الكون حيث قامت كتل من المادة المظلمة بسحبها معاً كلاً على حدى، أما المجموعات المتقاربة من بعضها البعض فإنها قد انساحت واندمجت مشكلةً مجرات عملاقة، وعناقيد مجرية هائلة الحجم. عمليات الاندماج هذه بين العناقيد المجرية تسخن الغازات الموجودة في الوسط بين المجري إلى درجات تقدر بـ30-100 ميجاكلفن، حوالي 70-80% من الكتلة الموجودة في العنقود هي في الواقع «مادة مظلمة»، في حين 10-30% منها متمثلة في تلك الغازات الساخنة، أما النسبة القليلة المتبقية فإنها ما يكون ترليونات النجوم التي يمكن لنا مشاهدتها.
وفي مسألة تمدد وتوسع الكون التي أثبتها هابل في قانونه، فإن بعض المسلمين يرون أن هابل لم يأتِ بجديد لأن القرآن ذكر ذلك قبل 1400 سنة: ﴿وَالسَّمَاءَ بَنَيْنَاهَا بِأَيْدٍ وَإِنَّا لَمُوسِعُونَ ۝٤٧﴾ سورة الذاريات الآية 47.

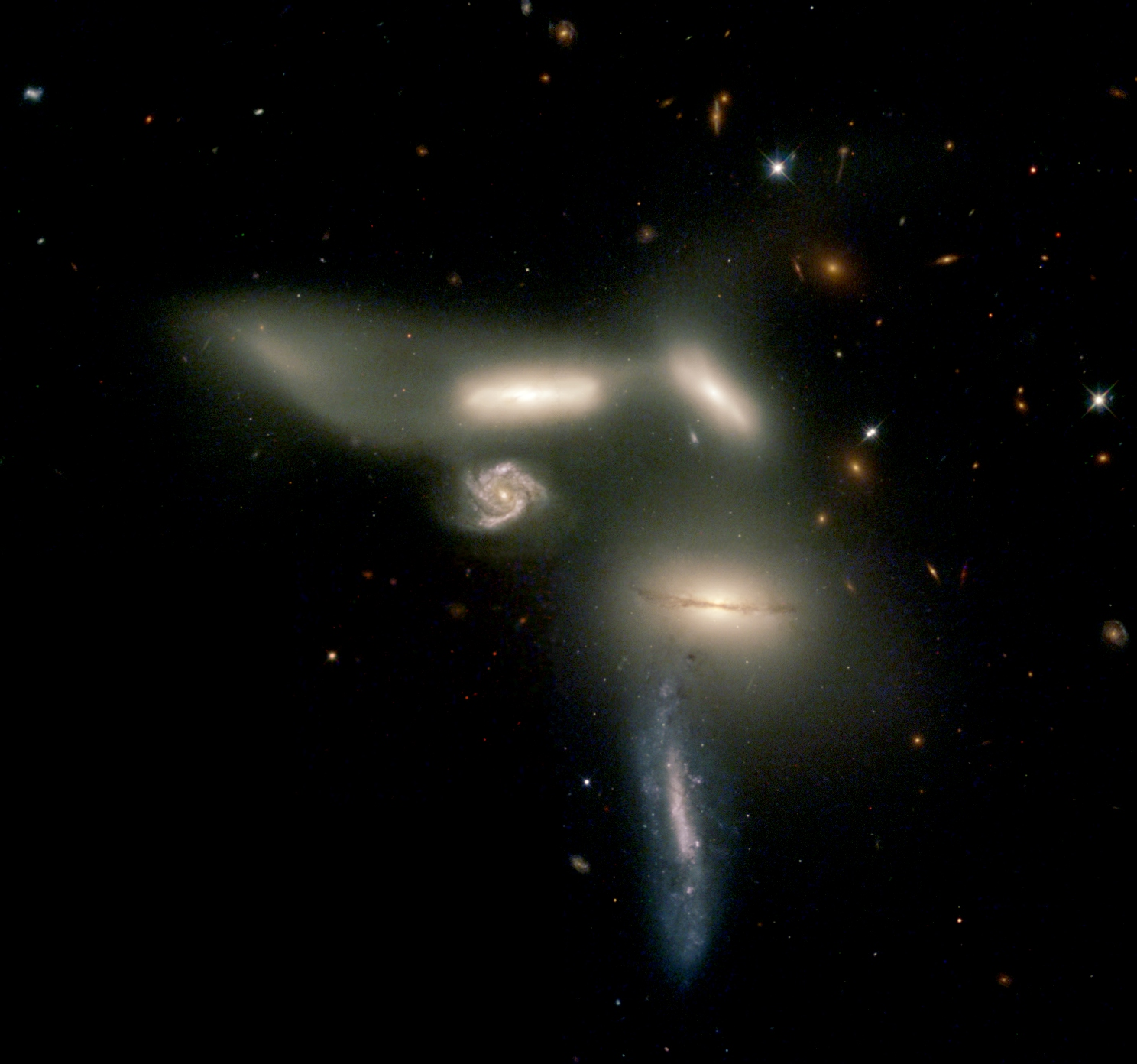
سداسية زايفرت، الترابط بين المجرات فيها نابع من قوى الجاذبية بينها.

الغالبية العظمى من المجرات في الكون محتزمة بمجال جاذبي مع مجرات أخرى، وهذا يشكل نوعاً من الهندسة الكسيرية، حيث يكون هناك توزيع هرمي لبُنية العناقيد، على أن الترابطات الأقل حجماً وعدداً تسمى بالمجموعات المجرية، والعنقود غالباً ما يتشكل عن طريق عدد كبير من المجموعات المجرية. وفي جميع الأحوال فإن الغالبية العظمى من المجرات تنتمي إلى أحد هذه البُنى الهائلة، مترابطة معاً بفعل جاذبيتها الخاصة حيث على كل مجرة في المجموعة الحفاظ على سرعة منخفضة نسبياً لكي تبقى في المجموعة، فإن كانت سرعتها كبيرة ستفلت من جاذبية المجموعة وتسرح مبتعدةً في الفضاء لتصبح منعزلة، لكن إن كانت السرعة أبطأ من المطلوب فإنها قد تندمج وتلتحم مع مجرة أخرى في المجموعة.
البُنى التي تتشكل من مئات أو آلآف المجرات المرتبطة ببعضها بفعل الجاذبية تسمى عناقيد مجرية، في بعض الأحيان تسيطر مجرة إهليجية عملاقة على العنقود المجري تُعرف بـ«ألمع العنقود المجري» وهي التي تستخدم قوة المد والجزر لكي تلتهم المجرات التابعة لها وتستفيد من كتلتها.
إن العنقود المجري الهائل يتشكل من عشرات آلاف المجرات التي غالباً ما تتشكل من عناقيد مجرية غالباً ما تكون متشكلة أساساً من مجموعات مجرية، أو حتى قد تكون منفصلة عن بعضها البعض بمعزل عن التقسيم السابق، أما أكبر البُنى الكونية على الإطلاق فإنها تتشكل من أعداد ضخمة من العناقيد المجرية الهائلة تكون منتظمة على شكل خيوط مجريّة محاطة بالفراغ، وعلى هذا النطاق فإن الكون يبدو أنه متشابه من أي زاوية ننظر إليه فيها، حيث يكون هناك نوع من توحد الخواص التناغمي والتجانسي.
مجرة درب التبانة مرتبطة بما يطلق عليه «المجموعة المحلية»، وهي مجموعة مجرية صغيرة نسبياً ذات قطر يبلغ مليون فرسخ فلكي (الفرسخ الواحد يعادل 3.26 سنة ضوئية)، درب التبانة والمرأة المسلسلة هما الأكثر إضاءة في المجموعة، على أن الكثير من المجرات في هذه المجموعة ليست في الحقيقة سوى مجرات قزمة تابعة لإحداهما.
المجموعة المحلية نفسها تعتبر جزءً من تركيب أكبر يشبه السحابة في عنقود مجرات العذراء العظيم، وهو عنقود كبير يحتوي على مجموعات وعناقيد مجرية يتركز في تجمع مجرات العذراء، على أن عنقود مجرات العذراء العظيم نفسه يعتبر أصلاً جزءً من التجمع المجري الفائق بيسكيس-سيتوس، وهو خيط مجري هائل الحجم.

## الرصد بالأشعة متعددة الطول الموجي

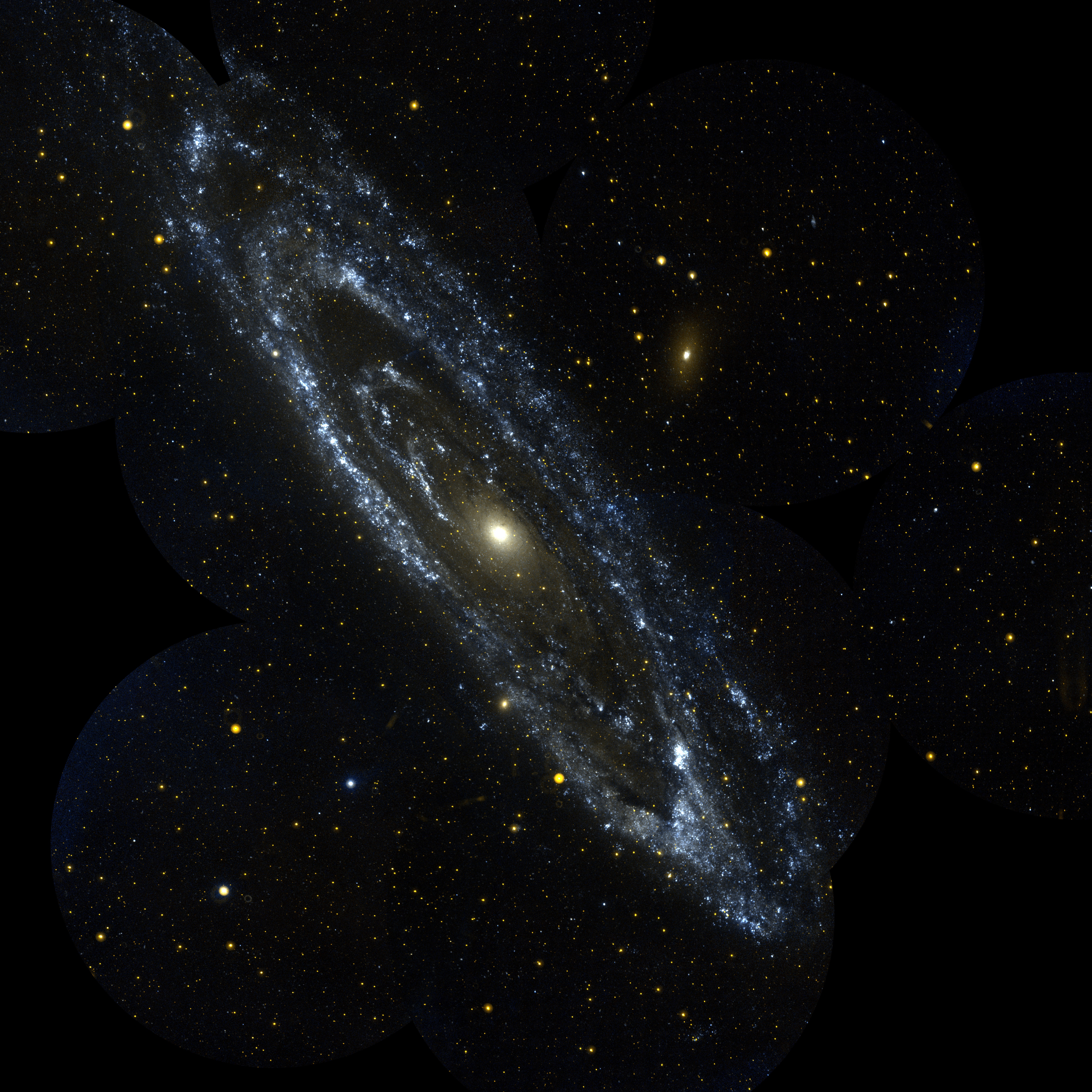
المرأة المسلسلة كما تظهر بالأشعة فوق البنفسجية.

أفضل الإشعاعات التي يمكن رصد النجوم بها تقبع في الطيف المرئي، لذا فإن رصد النجوم التي تشكل المجرات كان عنصرأ أساسياً في علم الفلك البصري، وكذلك يعتبر الجزء المفضل من الطيف الذي يمكن من خلاله رصد منطقة الهيدروجين الثنائي المؤينة، وكذلك لقياس التوازيع في الأذرع الغبارية للمجرات. يمكن لانفجار مستعر أعظم واحد في مجرة أخرى أن يطلق ضوءً أكثر من الضوء الصادر من تلك المجرة بأكملها، حصل هذا في العام 1885 عندما طغت إضاءة مستعر أعطم على إضاءة المرأة المسلسلة.

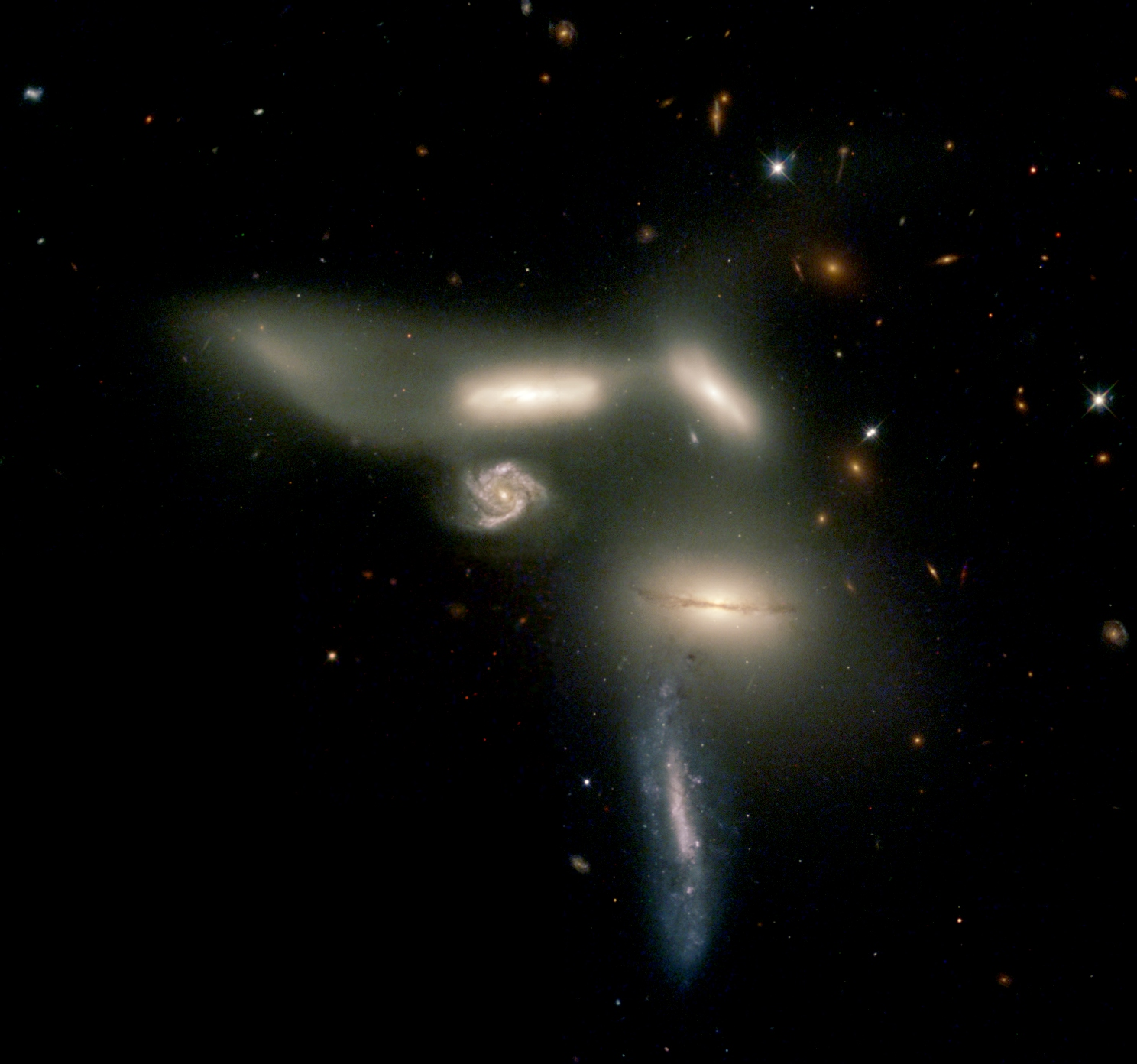
سداسية زايفرت مثال على مجموعة مجرة مدمجة..

الغبار الموجود في الوسط بين نجمي يحجب الضوء المرئي عنا، خصوصاً إذا تعلق الأمر بمراكز المجرات، لكن نفاذية الضوء في الأشعة تحت الحمراء (غير المرئي) أكبر وأفضل منه في الضوء المرئي بكثير، لذا يمكننا أن نشاهد تفاصيلاً دقيقةً نسبياً لبواطن السحب الجزيئية ولأنوية المجرات، وتستخدم الأشعة تحت الحمراء كذلك لرصد الانزياح الأحمر للمجرات البعيدة التي تشكلت في مرحلة مبكرة من عمر الكون. بخار الماء وثنائي أكسيد الكربون يمتصان جزءً كبيراً من الأشعة تحت الحمراء، لذا كان من الضروري أن تكون المراصد خارج غلاف الأرض الحيوي لكي نستفيد من كامل قدراتها.
أول الدراسات غير المرئية للمجرات (أي الدراسات التي لا تعتمد على الضوء نهائياً بكافة أطيافه) قد تمت على المجرات النشطة من خلال استخدام ترددات كاشوفية (راديوية)، حيث أن الغلاف الحيوي يعتبر شفاف ويسمح بمرور الموجات من 5 ميجاهرتز إلى 30 جيجاهرتز (الغلاف الأيوني يحجب الإشارات الأقل من 5 ميجاهرتز). قياسات التداخل الكاشوفية الكبيرة قد تم استخدامها على الانبعاثات النفاثة النشطة التي تصدر من الأنوية النشطة. كذلك يمكن استخدام المقاريب الكاشوفية لرصد الهيدروجين المحايد «خط الهيدروجين»، بالإضافة إلى المادة غير المؤينة في فجر الكون التي تهاوت لتشكل المجرات.
أيضاً يمكن استخدام مقاريب الأشعة فوق البنفسجية والأشعة السينية، وذلك لرصد الظواهر المجرية عالية الطاقة، يمكن أحيانًا رصد توهج فوق-بنفسجي صادر من نجم بعيد عن مجرتنا يتعرض للتمزيق بفعل قوة المد والجزر التي يتعرض لها من قبل ثقب أسود، كذلك توازيع الغازات الساخنة في العناقيد المجرية يمكن رصدها بالأشعة السينية، وتجدر ملاحظة أنه تم تأكيد وجود الثقوب السوداء الفائقة في أنوية المجرات من خلال الأشعة السينية، لأن الغبار والغازات متكاثفة للغاية ولا يمكن رصد الثقب بالطرق الاعتيادية.

## الرصد بتلسكوب هابل

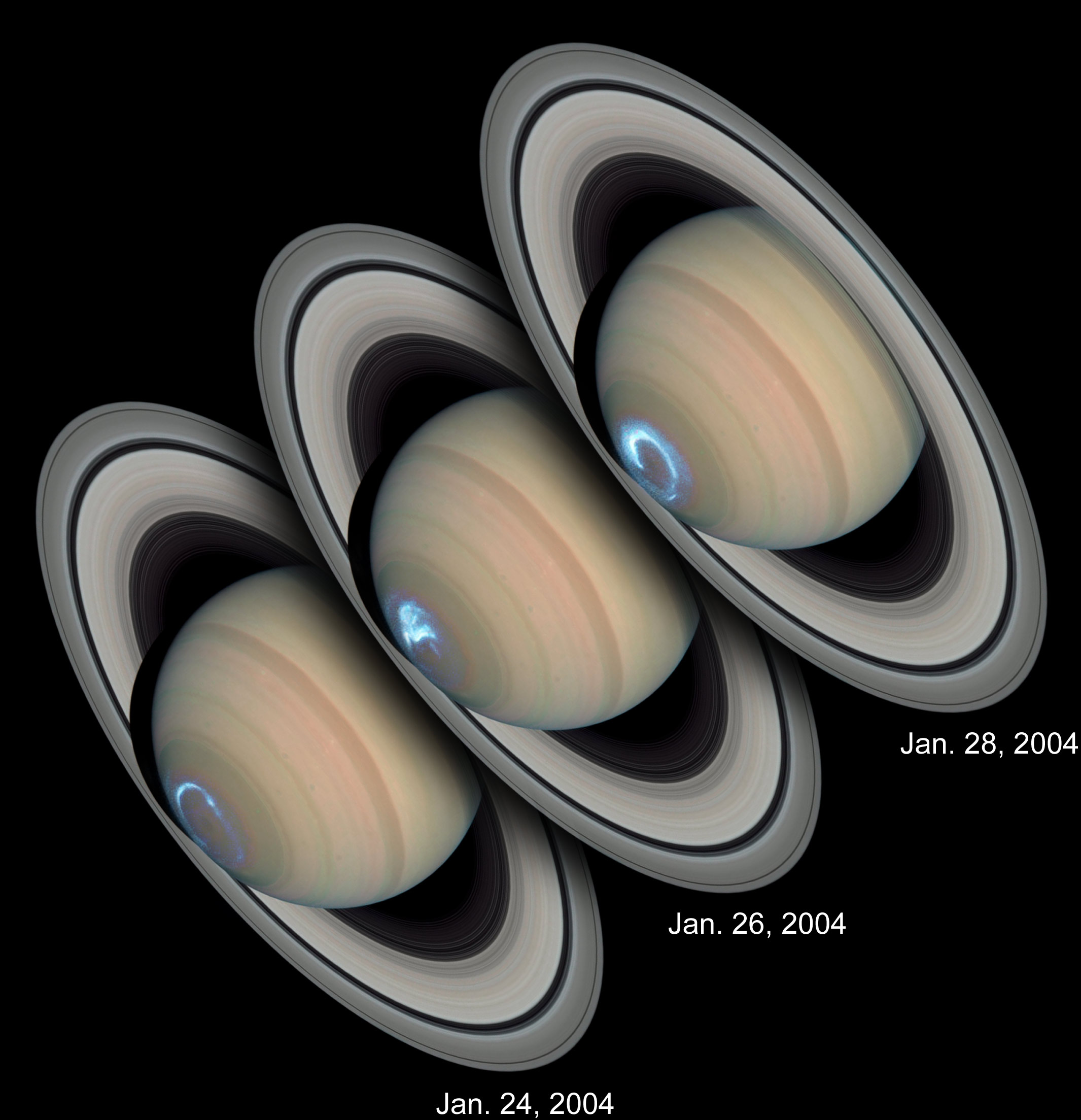
صُورة التقطها تلسكوب هابل عام 2004 يظهر فيه مراحل الشَّفق القُطبي الجنُوبي لكوكب زُحَل لعدَّةِ أيَّام.

ساعد تلسكوب هابل في حل بعض المُشكلات الفلكيَّة التي طال أمدها وكذلك تسبَّبت نتائجه في وضع نظريَّات علميَّة لشرح تلك النَّتائج. من بين الأهداف الرَّئيسيَّة المُهمَّة للتلسكوب هي دراسة المسافة بدَّقة أكبر لنجوم المُتغيِّر القيفاوي، وبالتَّالي الإحاطة بقيمة ثابت هابل، الذي يعبر عن قياس مُعدَّل تمدُّد الكون، والمتعلق بتحديد عمره أيضاً. لقد كانت تَّقديرات مُعدَّل الأخطاء لثابت هابل قبل إطلاق تلسكوب هابل قد وصلت إلى 50٪، ولكن قياسات هابل لمُتغيِّر قيفاوي لعُنقُود العذراء المجري وعناقيد المجرَّات الأُخرى البعيدة قدَّر قيمة القياس بدقَّة ± 10٪ وهُو ما يتَّفق مع قياسات أُخرى أكثر دقَّة تقدَّم بها التلسكوب مُنذُ إطلاقه باستخدام التقنيَّات الأُخرى. إنَّ العمر المُقدَّر الآن للكون هو 13.7 مليار سنة؛ والذي كان يقدر ما بين 10 إلى 20 مليار سنة قبل إطلاق هابل للفضاء.
ساعد هابل في تقدير عمر الكون كما شكَّك في النَّظريَّات المُستقبليَّة حوله. استخدم عُلماء الفلك من فريق بحث مشروع المُستَعرات العُظمى الفلكي المقاريب الأرضيَّة بالإضافة إلى تلسكوب هابل لمراقبة المراحل التطوريَّة الأخيرة للمُستَعِر الأعظم بعيدًا عن تأثير الجاذبيَّة، ووجدوا أن توسُّع الكون يتسارع، ولكن السبب الرَّئيسي لهذا التَّسارع لا يزالُ غير معروف؛ ولكن السبب الأكثر شيُوعًا هي الطَّاقة المُظلِمة التي تملأُ الفضاء.

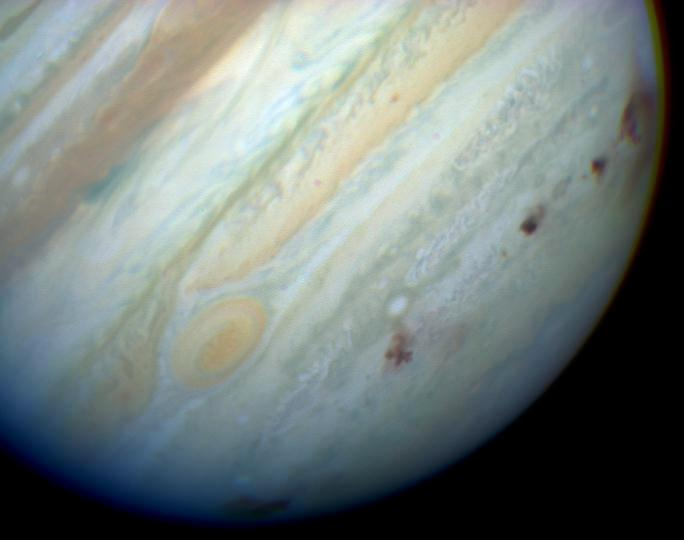
صورةٌ التقطها تلسكوب هابل تظهرُ فيها علامات لنُقطٍ بُنيَّة لكُويكب يُدعى Shoemaker–Levy 9 موجُودة في نصفِ الكُرَة الجنُوبي لكوكبِ المُشتري.

إن الصُّور عالية الدَّقَّة التي أُخذت عن طريق تلسكوب هابل تحتوي على أماكن مُلائمة لانتشار الثُّقُوب السَّوداء في نوى المجرَّات القريبة، في حين أنه قد كانت هُناك فرضية في بداية العقد 1960 أنَّ الثقوب السَّوداء موجُودة في بعض المجرَّات فقط. في العقد 1980 رشَّح عُلماء الفلك عدد من الثُقُوب السَّوداء وبعد العمل على تلسكوب هابل توضَّح لعلماء الفلك أنَّ هذه الثُّقُوب السوداء موجودة في مراكز كُلِّ المجرَّات.

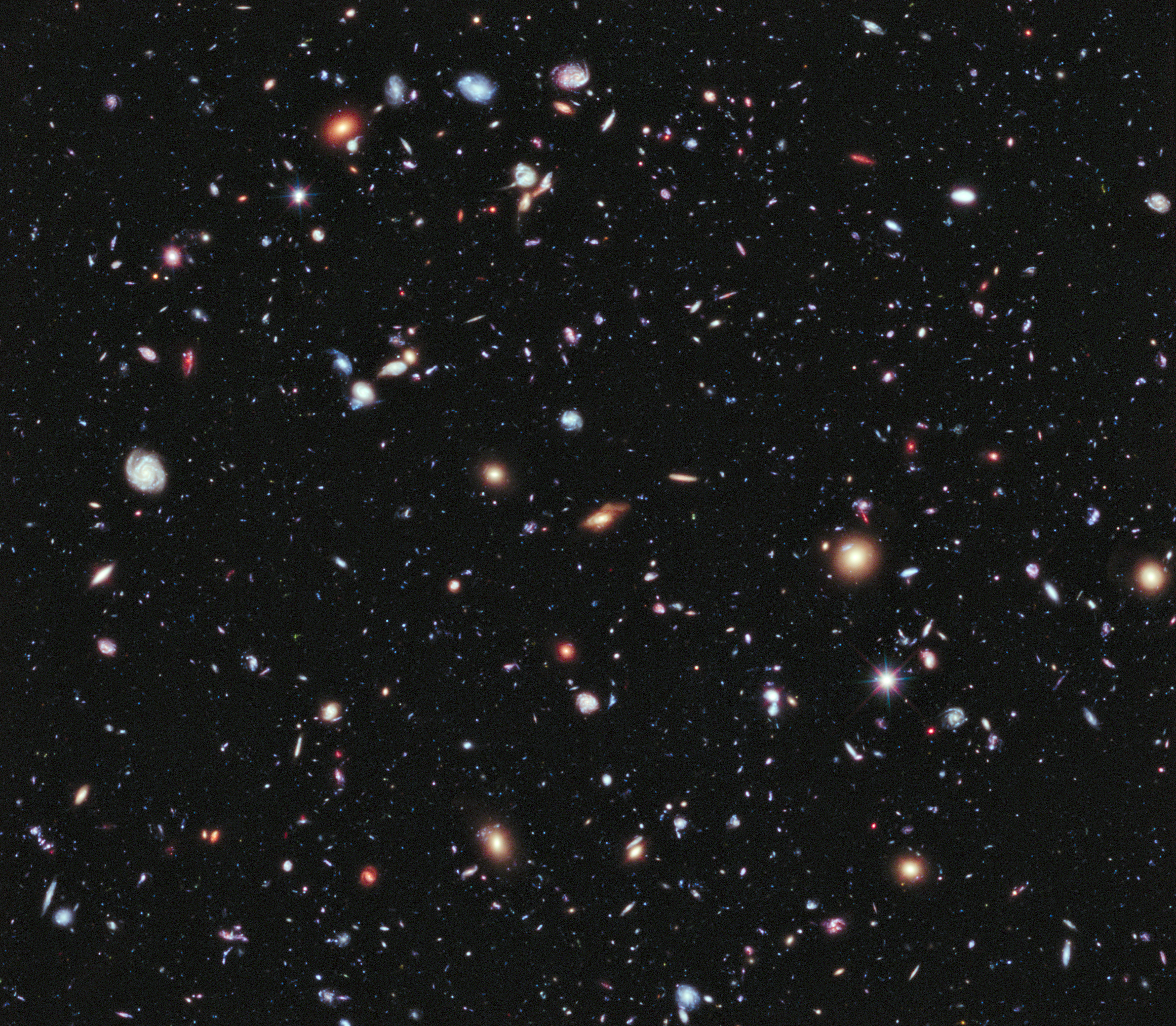
صُورةٌ عالية الدَّقَّة التقطها حقل هابل العميق الفائق يظهرُ فيها كوكبة الكُور.

من الاكتشافات الأُخرى التي أظهرها هابل هو قرص كوكبي متأين في سديم الجَبَّار؛ وكذلك أدلَّة على وجود كواكب خارج المجموعة الشَّمسيَّة تدُور حول نُجُوم شبيهةٍ بالشَّمس؛ بينما لا تزالُ النَّظائر البصريَّة لإنفجار أشعَّةِ غَامَا لا تزالُ غامضة. كذلك استُخدم هابل لدراسة الأجسام خارج النِّظام الشَّمسي مثل الكوكبان القزمان بلوتُو وإريس.
ظهرت لنا نافذة فريدة على الكون وأصبحت مُمكنة بواسطة صور حقل هابل العميق وحقل هابل العميق الفائق وحقل هابل العميق الأقصى التي استخدمت حساسية هابل التي لا مثيل لها في الأطوال الموجيَّة المرئيَّة لخلق صور من بقع في السَّماء هي أعمق ما حصل عليه في الأطوال الموجيَّة البصريَّة، لقد كشفت الصُّور عن مجرَّاتٍ تبعُد عنّا مليارات السنوات الضَّوئيَّة، وهذه أحدثت ثورة في الأوراق العلميَّة وإيجاد نافذة ورُؤية جديدة على بداية الكون. لقد حسَّنت الكاميرا الواسعة المجال 3 الرُّؤية لهذه الحُقُول بواسطة الأشعَّة تَّحت الحمراء والأشعَّة فوق البنفسجيَّة، كما دعَّمَت اكتشاف بعض الأجرام الأكثر بُعدًا حتى الآن مثل مجرة MACS0647-JD.
في فبراير 2006 اكتشف هابل الجُرم السَّماوي SCP 06F6. بين شهري يونيو ويوليو من عام 2012 اكتشف علماء الفلك بالولايات المتَّحدة عن طريق تلسكوب هابل قمر خامس ولكنَّه صغير يتحرَّكُ حول الكُويكب الجليدي بلوتو.
في 11 ديسمبر 2015 التقط هابل أوَّل صُورة تُنبَّأُ بظُهور المُستعر الأعظم أُطلق عليه «المُستعر الأعظم» والتي حسبت باستخدام نماذج كُتل مُختلفة للعُنقود المجرِّي والذي شوَّهت الجاذبيَّة ضوء المُستعر الأعظم. في نوفمبر 2014 شُوهد المُستعر الأعظم خلف العُنقُود المجرِّي إيكاروس
والذي يرمز لهُ علميا "MACS J1149.5+2223" وكانت هذه المُشاهدة جُزء من مشرُوع حَقل هَابل العميق. لقد رصد علماء الفلك أربع صور منفصلة للمُستعر الأعظم في ترتيبٍ أُطلق عليه تقاطُع آينشتاين. استغرق الضَّوءُ الآتي من العُنقُود المجرِّي خمسة مليارات سنة ليصل إلى كوكب الأرض على الرُّغم من أنَّ المستعر الأعظم قد انفجر قبل 10 مليارات سنة ماضية. إن الكشفُ عن «المُستعر الأعظم» قد أَسفر كبادرةٍ فريدةٍ للعلماء لاختبار نماذجهم للكتل خاصَّة المادَّة المُظلمة التي تنتشرُ ضمن العُنقُود المجرَّي.
في مارس 2016 أعلن العلماء أنَّ هابل قد اكتشف أبعد مجرَّة حتَّى هذا التَّاريخ أُطلق عليها جي إن-زد11. ظهرت نتائج رصد هابل في 11 فبراير 2015 وفي 3 أبريل من نفس العام كجزء من مسح المراصد العُظمى العَمِيق والذي يطلق عليهِ بالرمز (CANDELS/GOODS) والمجمع الكوني لدراسة خارج المجرة العميق في مجال تحت الأحمر القريب.

## طالع أيضًا
| - اصطدام المرأة المسلسلة بدرب التبانة - المجموعة المحلية - عنقود مجرات العذراء العظيم - السفر بين المجرات - مجموعة مجرات هيكسون - حوصلة مجرة - ذراع حلزوني - نسق هابل للمجرات - إن جي سي 300 - مجرة انفجار نجمي - مجموعة مجرات إم51 - بي إكس 442 - اصطدام مجري - هيميكو (فقاعة لايمان-ألفا ) | - مجرة قرصية - سحابتا ماجلان - مجرة مظلمة - مجرة حلزونية - مجرة إهليجية - مجرة راديوية - إحداثيات المجرة - قزم أبيض - عملاق أحمر - الانفجار العظيم - خط زمني للانفجار العظيم - مجرة حلقية - فهرس مسييه - مسح فلكي فيستا | - نجم نيوتروني - ثقب أسود - مسييه 82 مجرة - مسييه 100 - خط زمني للانفجار العظيم - قانون هابل - النسر الواقع - مجرة MACS0647-JD - قائمة أبعد أجرام الكون عنا - A1689-zD1 - NGC 3509 - نزع مديجزري - المنطقة المجرية الصالحة للحياة - سماء الشتاء - سماء الصيف |  |

## وصلات خارجية
- موقع الكون
- دورة حياة المجرات مجلة العلوم الأمريكية - النسخة العربية.
- كم عدد المجرات في كوننا ؟ (لغة إنجليزية.)
- المجرات (لغة إنجليزية.)

## معرض الصور

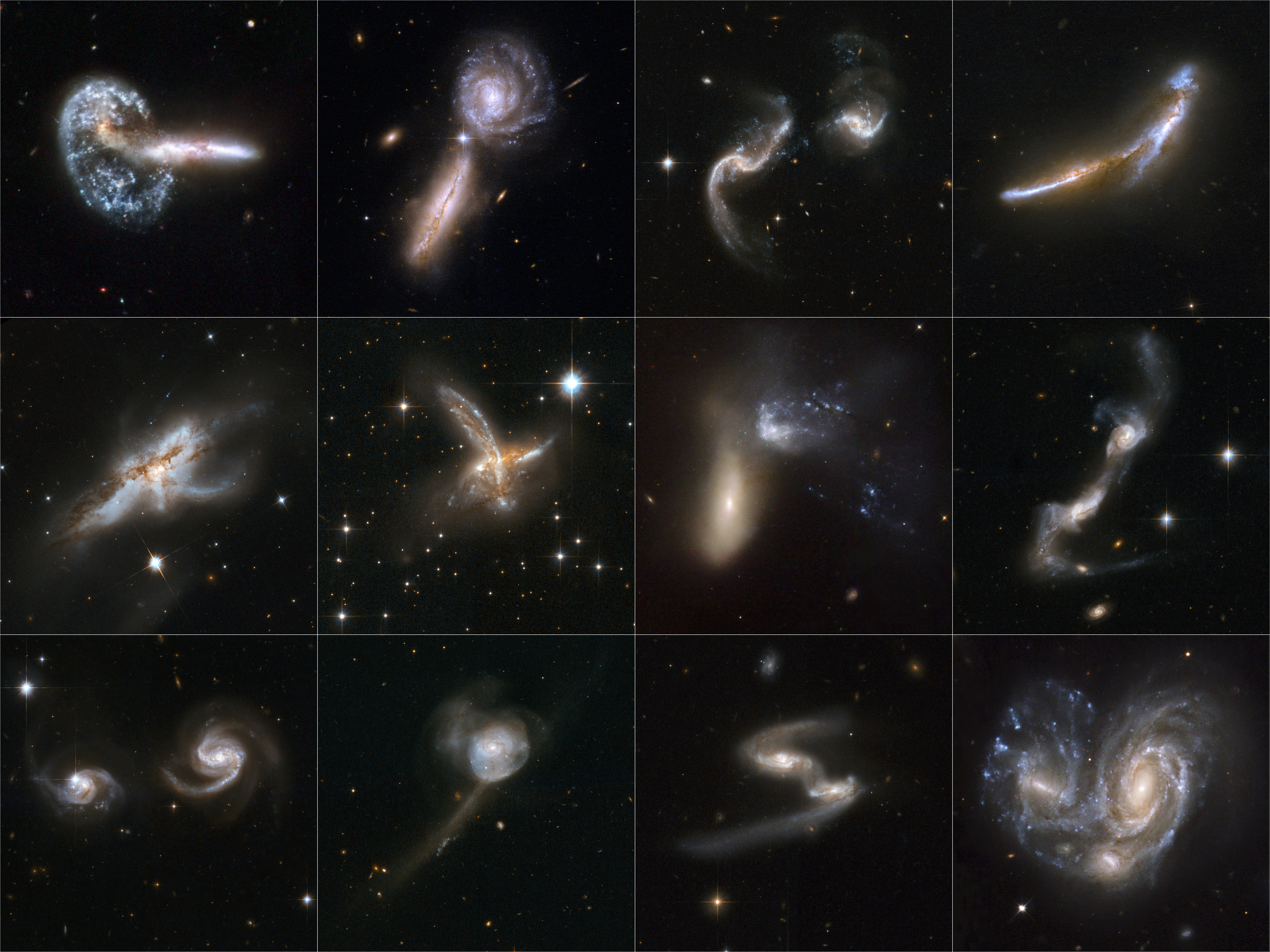
صُورٌ عديدة لاصطدام المجَرَّات ببعضها التقَطَها مقراب هَابل
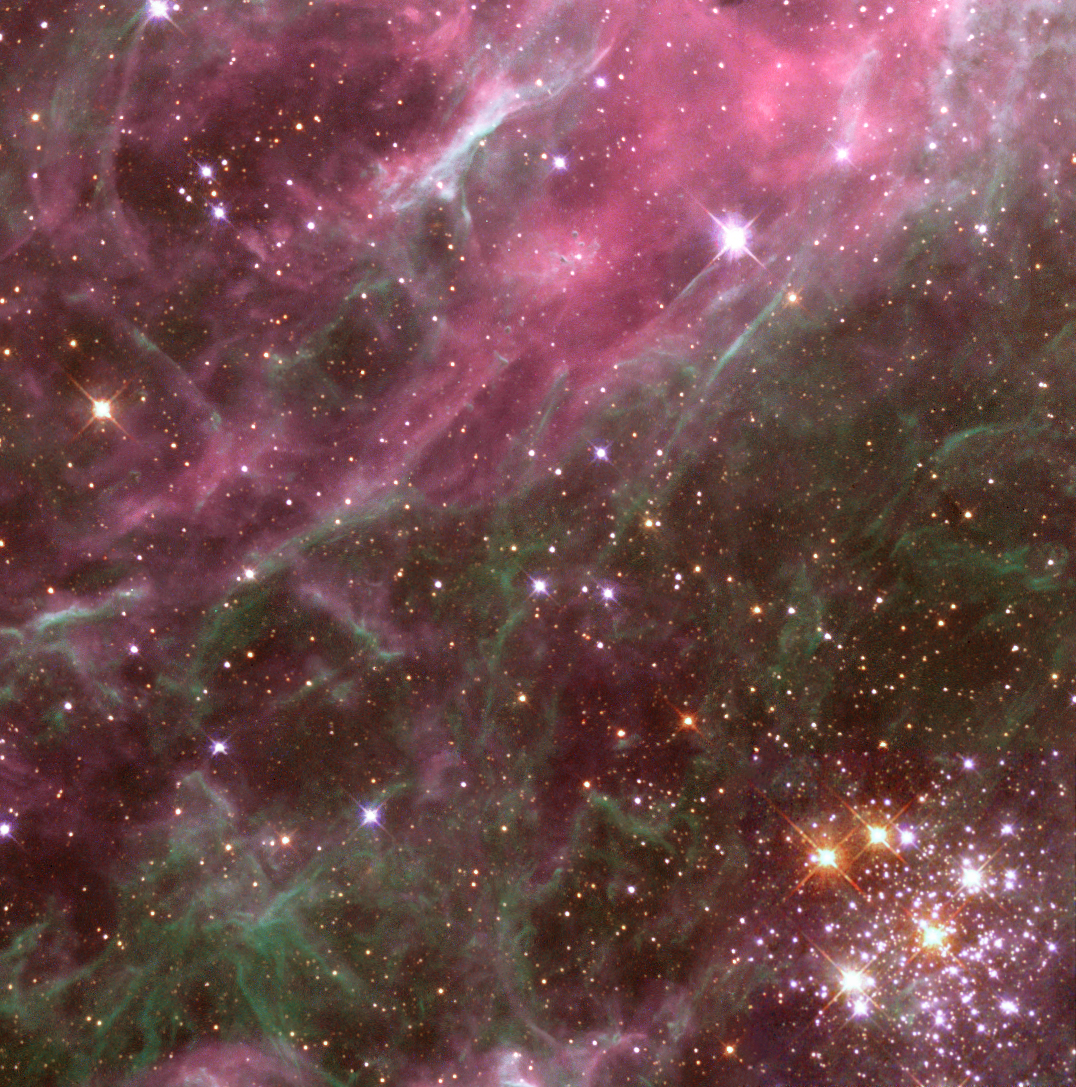
منطقةٍ صغيرةٍ من سَدِيم الرتيلاء في سحَابَة مَاجلَّان الكُبرَى التقطتها الكَاميرا الكوكبيَّة واسعة المَجَال 2
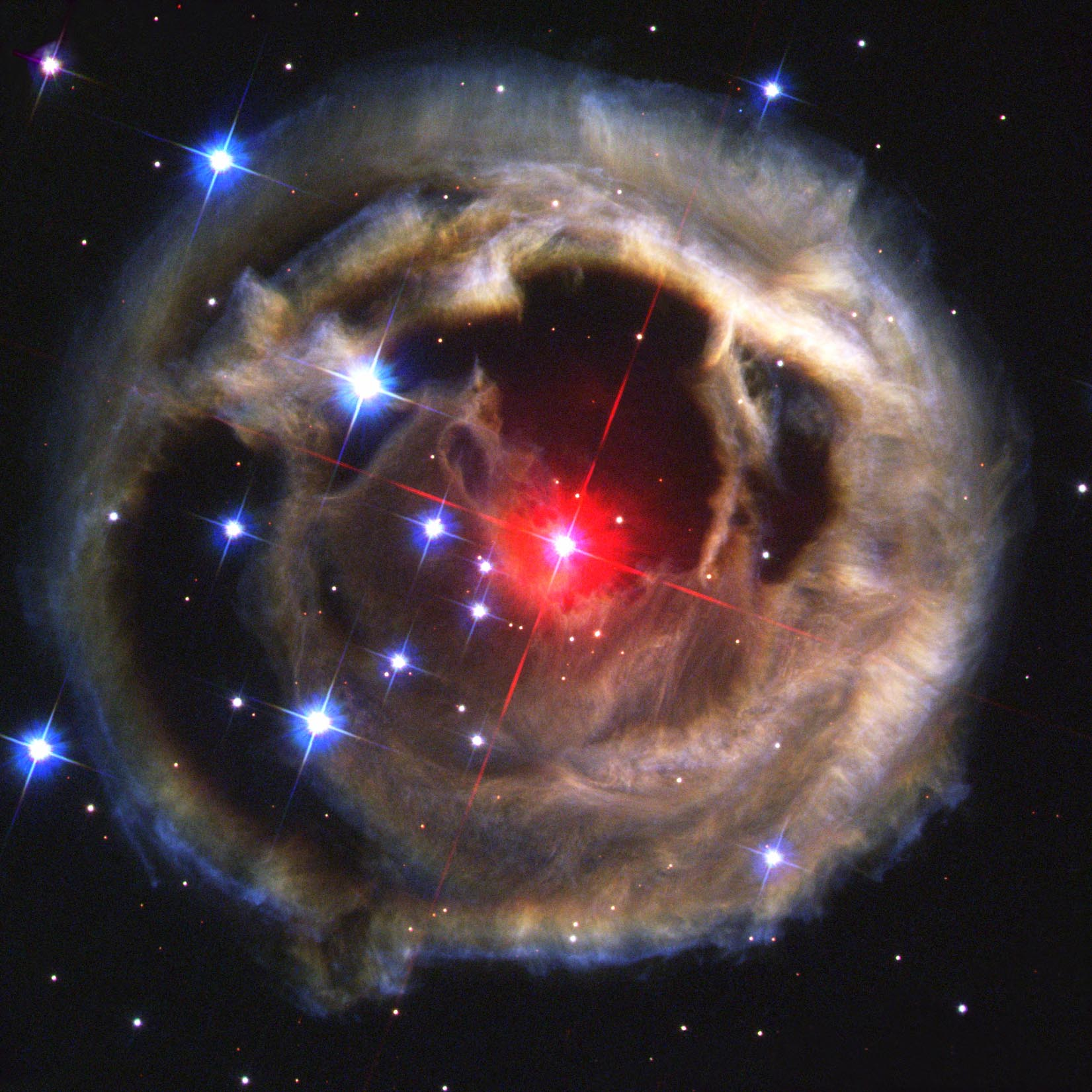
V838 وحيد القرن
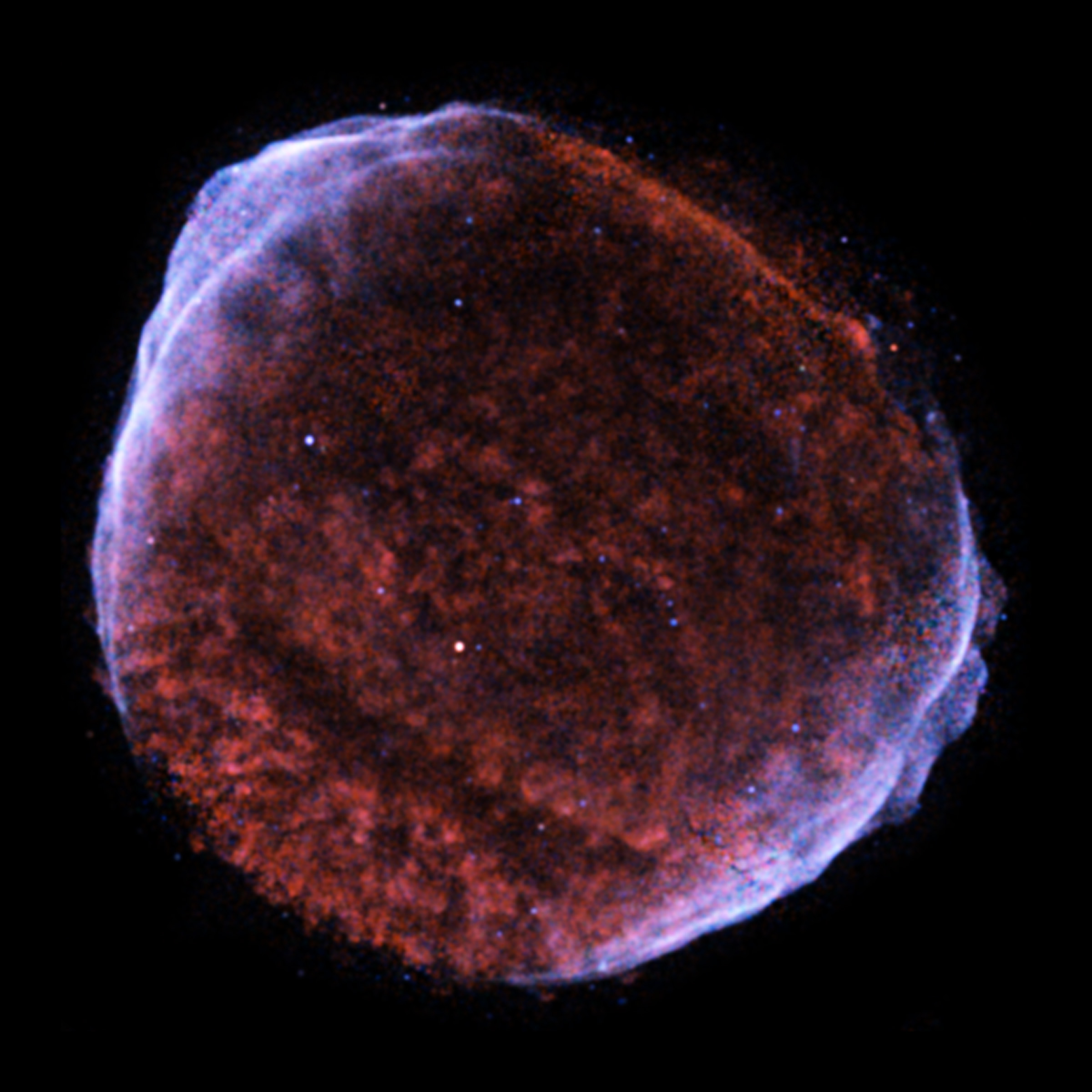
بقَايَا المُستَعر الأعظَم 1006
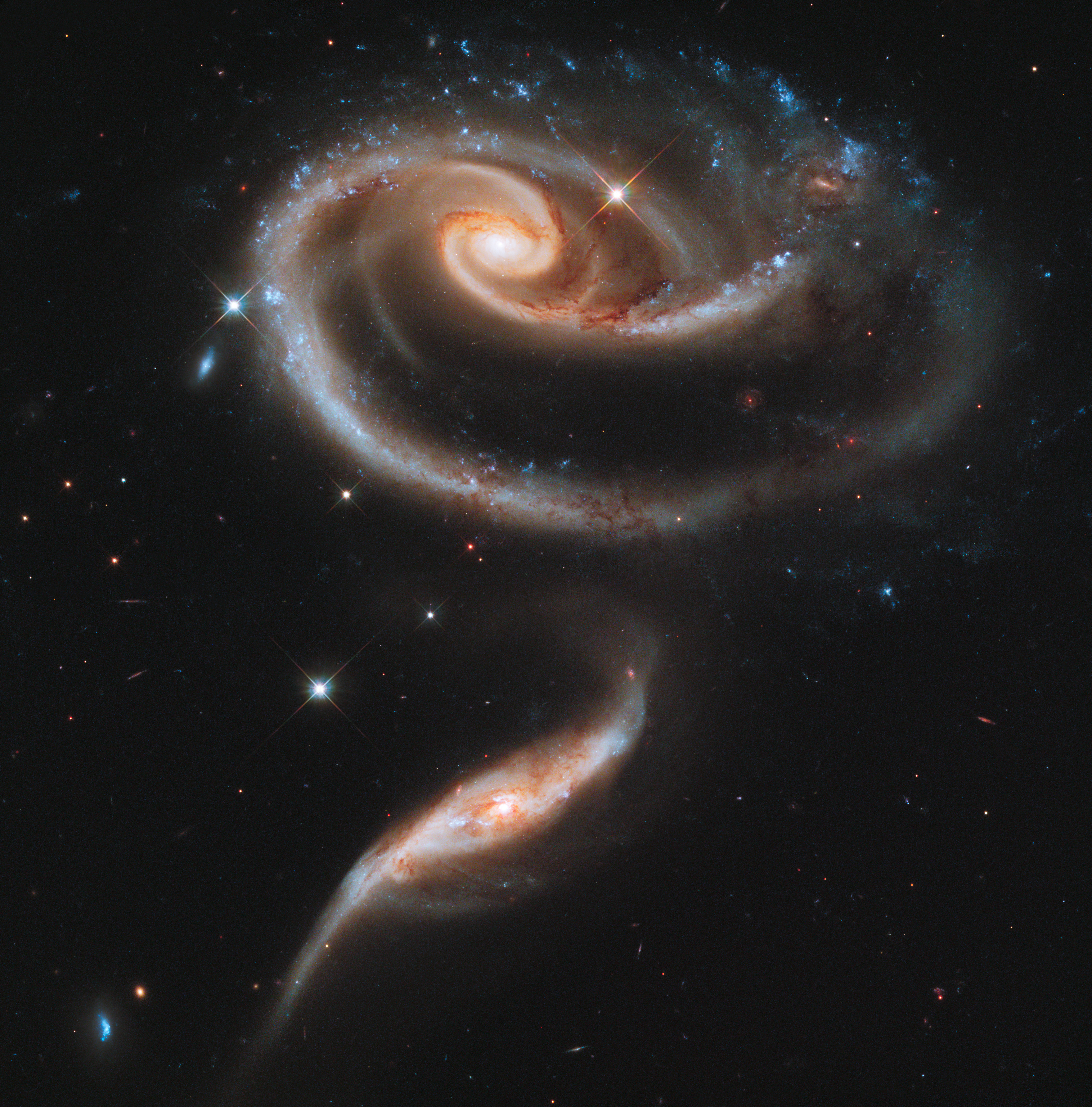
مجمُوعة من المجرَّات المُتداخلة تُدعى أرب 273
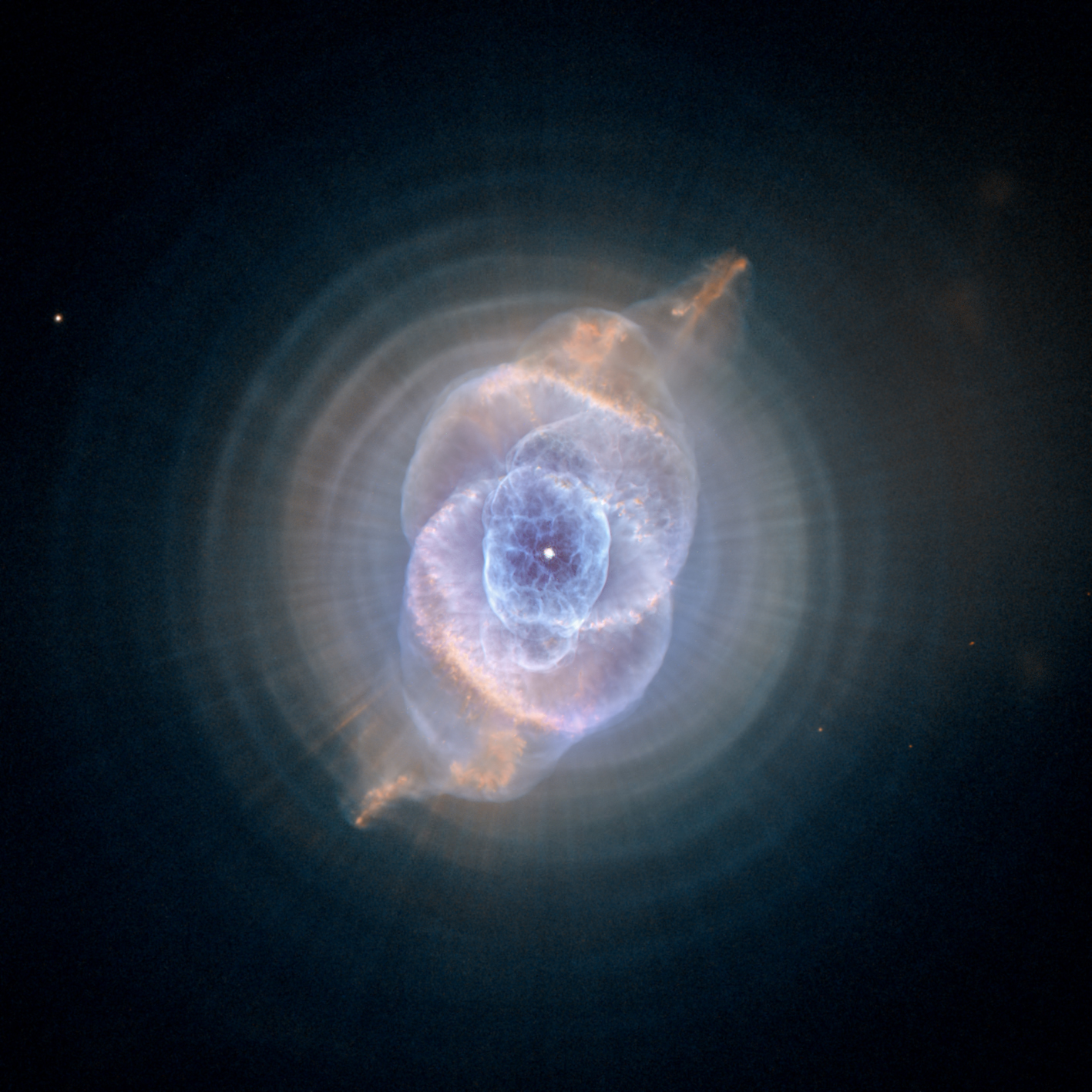
حَلقَات غازيَّة مُتَعَاقبة حول الجُزء الدَّاخلي من سَدِيم عَين القط التُقطت بالكاميرا ACS
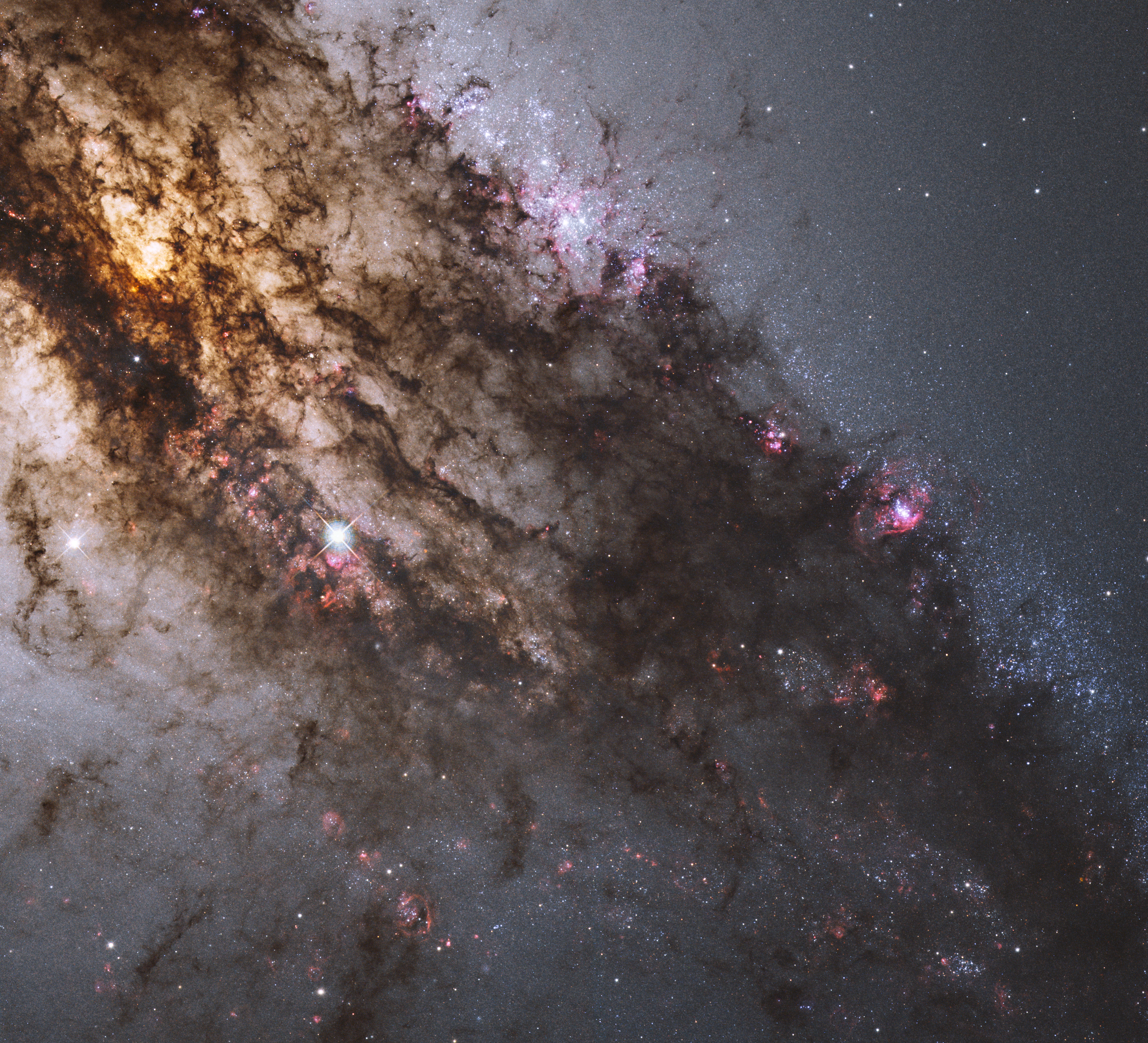
صورة التقَطتهَا الكاميرا واسعة المجال 3 بطريقةِ فيلم بانكرُوماتي لقرصٍ من الغُبار في مجرَّةِ قنطورس أ يكشفُ عن وهجٍ نابضٍ بالحيَاة لعناقيدٍ من النُّجُومِ الزَّرقاء
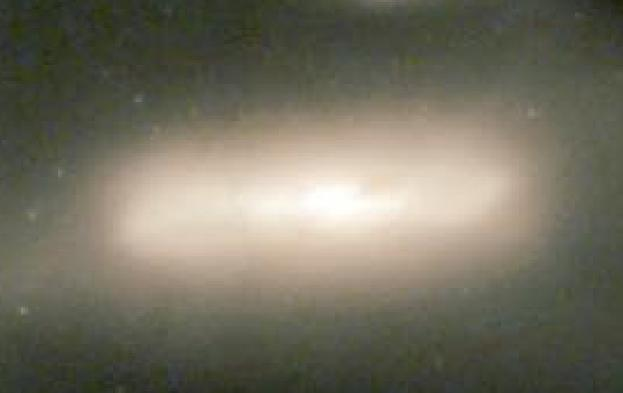
المجرة NGC 6027 ب تلسكوب هابل الفضائي
- ڤيديو (02:42 دقيقة) عن حقل هابل العميق الأقصى.